# Miranda de Ebro
Miranda de Ebro es un municipio y ciudad española de la provincia de Burgos, en la comunidad autónoma de Castilla y León. Está situado en la comarca del Valle del Ebro, al noreste de la provincia, junto a los límites con Álava y La Rioja. Cuenta con una población de 36 025 habitantes (INE 2024).
En el plano económico tiene un marcado carácter industrial y es un importante nudo de comunicaciones, especialmente ferroviario. La industria química, logística y aeronáutica son sus máximos exponentes. En un radio de 80 km se encuentran las ciudades de Bilbao, Burgos, Logroño y Vitoria; y a 130 km las de Pamplona y San Sebastián. Se encuentra a 150 km de la frontera con Francia.
A pesar de la existencia de asentamientos en la zona desde la Edad del Hierro, la primera mención de Miranda de Ebro en la Historia se produjo en el año 757. Alfonso VI concedió a la villa un importante fuero en 1099 y dos siglos después, el comercio mirandés tomó fuerza tras la concesión de las ferias. La llegada del ferrocarril a la villa en 1862 marcó un punto de inflexión en la economía de la zona y a partir de ese momento y durante todo el siglo XX la ciudad se industrializó. En 2007, la ciudad conmemoró el centenario de la declaración como ciudad concedida por Alfonso XIII.

## Toponimia
Miranda de Ebro es una ciudad con nombre y apellido. El origen del nombre no está del todo claro; mientras que algunos autores aseguran que el nombre de Miranda tiene un origen celta, derivado de la raíz Mira, otros creen que proviene del latín y cuyo significado sería "la que hay que admirar". El apelativo "de Ebro" hace referencia a su situación a orillas de dicho río.
Según algunos diccionarios de topónimos, el nombre vendría del latín miranda, que quiere decir mirador, atalaya. Sin embargo, y dado que son muchas las localidades españolas (y portuguesas) que comparten este topónimo y ninguna de ellas se encuentra en pendientes o altozanos, se ha llegado a la conclusión de que podría provenir de la palabra céltica miro-randa, en la que aparece el componente randa (frontera), algo que sí se da en estas localidades, de las cuales la más conocida es Miranda de Ebro. Si bien hay quien sitúa su origen en el latín tardío: Miranda atalaya para otear el horizonte.
Lo cierto es que la primera vez en la historia que aparece documentado el nombre de Miranda es en la Crónica Albeldense (976), donde se menciona la famosa expedición que llevó a cabo Alfonso I en el año 757. En dicho relato se refieren las localidades destruidas, entre las que se encuentra Miranda.

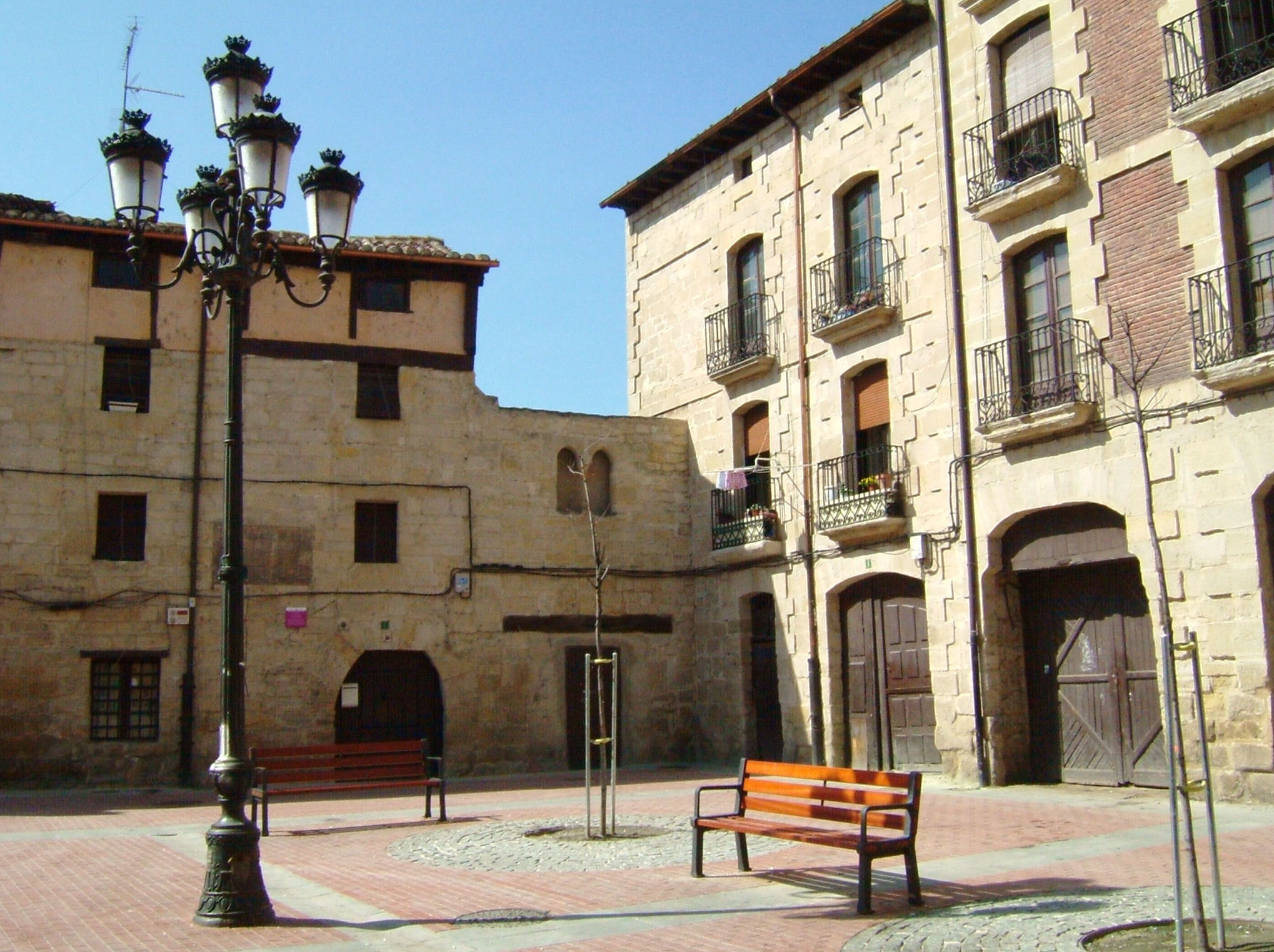
Plaza medieval en el barrio de Aquende

### Gentilicio
El gentilicio de Miranda de Ebro es mirandés o mirandesa. También es frecuente la utilización afectuosa del término mirandilla para referirse a aquellas personas que, nacidas o no en Miranda, sienten un especial arraigo a la ciudad. En muchos casos se emplea el apodo de ferroviarios a sus habitantes debido a la cultura ligada al ferrocarril desde la segunda mitad del siglo XIX.

## Símbolos
El escudo de Miranda de Ebro fue otorgado por Carlos I de España el 4 de septiembre de 1535. Se describe como:

Escudo simple, redondeado, campo de azur, y en su centro, sobre aguas del río Ebro, puente curvo acanalado, mazonado, de seis arcos. Dicho puente va sumado en su mitad y en oro por un castillo mazonado, aclarado y donjonado de una torre y dos torrecillas de oro también mazonadas y aclarada la principal. A los dos lados de la torre aparecen dos águilas de sable afrontadas y semiexplayadas en actitud de defender.

En el documento original no se cita el timbre del escudo, por lo que la corona condal que actualmente tiene fue posiblemente incluida por el conde Tello de Castilla.
A finales de los años 1990, el escudo fue rediseñado por el miembro del gabinete municipal de información José Luis Dufourg Duaso –autor así mismo del símbolo 'Miranda Ciudad' y de la marca y escultura 'Vivir Miranda'–, conservando las siluetas originales del puente, castillo y águila, mientras que la corona y el agua fueron simplificadas. La coloración del escudo es uniforme y de tonalidad Pantone 200.
La referencia más antigua sobre la bandera de Miranda de Ebro data de entre 1592 y 1614, en un libro de gastos municipal correspondiente a ese periodo. Lo cierto es que la bandera se instituyó oficialmente el 24 de marzo de 1626, con Francisco Álvarez de los Ríos como corregidor de la ciudad. Se trata de una bandera simple con fondo en color tafetán carmesí (rojo). En su centro está el escudo tradicional de la ciudad.
En el apartado de títulos, la ciudad ostenta la categoría histórica de ciudad desde el 7 de julio de 1907, título concedido por el rey Alfonso XIII. 
Dejando a un lado los símbolos heráldicos, en 2009 se presentó una nueva imagen representativa de Miranda de Ebro. Se trata de una "m" tricolor que, junto al lema Vivir Miranda, es el logotipo distintivo de la ciudad. Una gigantesca escultura de esta imagen preside una céntrica plaza de la ciudad desde el 30 de noviembre de 2010.
Otro símbolo que no se puede pasar por alto es el himno de Miranda de Ebro, que fue compuesto por el músico bermeotarra Gregorio Solabarrieta.

## Geografía

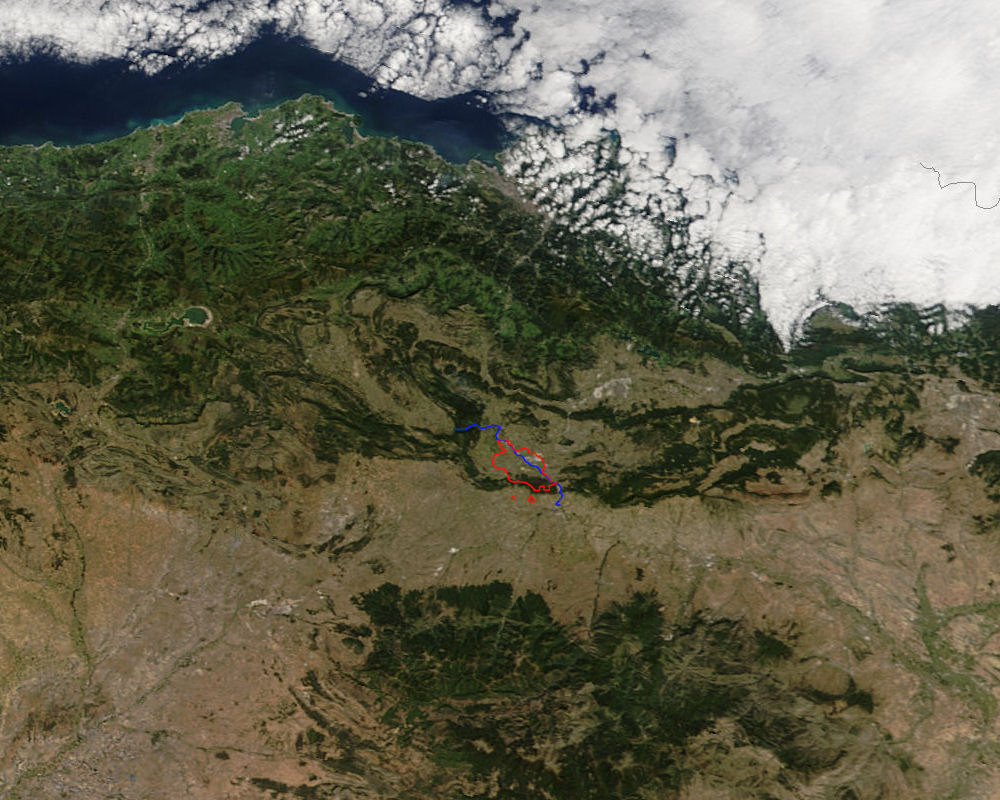
Vista satélite de Miranda

La ciudad de Miranda de Ebro se ubica en el noreste de la provincia de Burgos, a 80 km de la capital, en la comunidad autónoma de Castilla y León (España). Las coordenadas de la ciudad son latitud: 42°41′6″ N, longitud: 2°55′60" O, tiene una extensión de 101,33 km², un perímetro de 72 312 m y se encuentra a 471 m sobre el nivel del mar según el Instituto Geográfico Nacional y a 462,09 m según una placa situada en el Puente Carlos III.
Limita al norte y al este con la provincia de Álava, al sur con La Rioja y al oeste se une con el resto de la provincia a través de los montes Obarenes, cadena montañosa que cierra prácticamente tres cuartas partes de la zona, ya que también penetra en las comunidades autónomas vecinas.
| Noroeste: Santa Gadea del Cid           | Norte: Lantarón (Álava) y Ribera Baja (Álava)             | Noreste: Ribera Baja (Álava)                  |
| Oeste: Santa Gadea del Cid              |                                                           | Este: Berantevilla (Álava) y Zambrana (Álava) |
| Suroeste: Bugedo y Cellorigo (La Rioja) | Sur: Galbárruli (La Rioja) y Villalba de Rioja (La Rioja) | Sureste: Haro (La Rioja)                      |

### Hidrografía

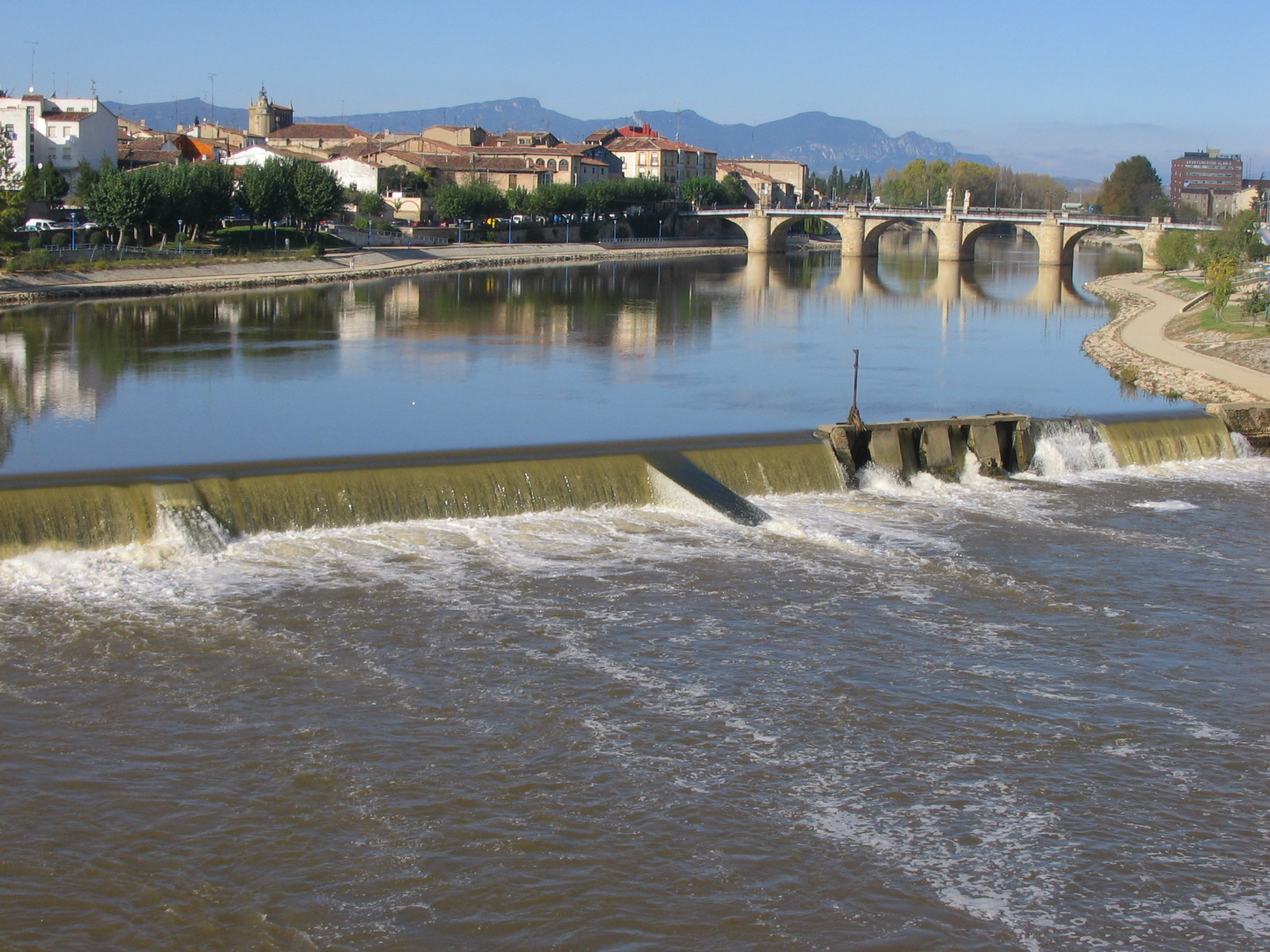
Río Ebro en Miranda

La localidad es atravesada por el río Ebro, el cual divide a la ciudad en dos zonas bien diferenciadas por su antigüedad: en la orilla derecha se encuentra el casco histórico o Aquende, y en la orilla izquierda, la parte moderna o Allende. Además, en el término municipal desembocan otros afluentes del Ebro como el río Bayas, río Zadorra y el río Oroncillo.
La zona está plagada de ríos subterráneos y acuíferos; de hecho, el abastecimiento de agua de la ciudad procede de extracciones en los acuíferos de Valverde y La Calera. Hace años también había multitud de charcas y lagos que fueron desapareciendo, pero que han sido recuperados, como por ejemplo El Lago.
Aunque no son frecuentes, es posible que ante condiciones anormales de lluvia o nieve se produzcan riadas e inundaciones. La última riada se produjo el día 31 de enero de 2015 cuando el caudal del río Ebro a su paso por el centro de la ciudad alcanzó los 1410 m³/s y su nivel llegó a los 6,96 metros. Anteriormente, en 2008 el caudal del río alcanzó los 1101 m³/s y su nivel alcanzó los 5,31 metros. Comparable a las riada de 2015, el 5 de febrero de 2003 el caudal alcanzó los 1440 m³/s, es decir, que su nivel llegó hasta los 6,35 metros.

### Orografía
Miranda de Ebro se encuentra situada en una llanura, rodeada por una cadena de montañas correspondiente a los Montes Obarenes. Por el oeste la llanura se extiende hacia la salida natural por el desfiladero de Pancorbo en dirección a Burgos y la Submeseta Norte. Por el sur se encuentran las mayores elevaciones del territorio que sirven de separación con la provincia de La Rioja, con salida natural por las Conchas de Haro, que separan los riscos de Bilibio de la sierra de Cantabria. Por el este, los ríos Bayas, Zadorra y Ebro sirven de límite natural con la provincia de Álava. Por el norte, es el río Ebro el que marca el límite con la provincia de Álava.
La altitud del municipio oscila entre los 852 metros en los montes Obarenes (monte Motrico) y los 450 metros en la orilla del Ebro.
La litología mirandesa está constituida en gran parte por terrenos arcillosos, calizas y areniscas formados en el Oligoceno y el Cretácico. Cerca de la ciudad, aunque en tierras riojanas y alavesas, está la montaña de Toloño y Peñacerrada cuyos orígenes son volcánicos. Entre las diferentes alturas que rodean a la ciudad destaca la Cruz de Motrico, Gobera y Peña Escalera en los Montes de Miranda.

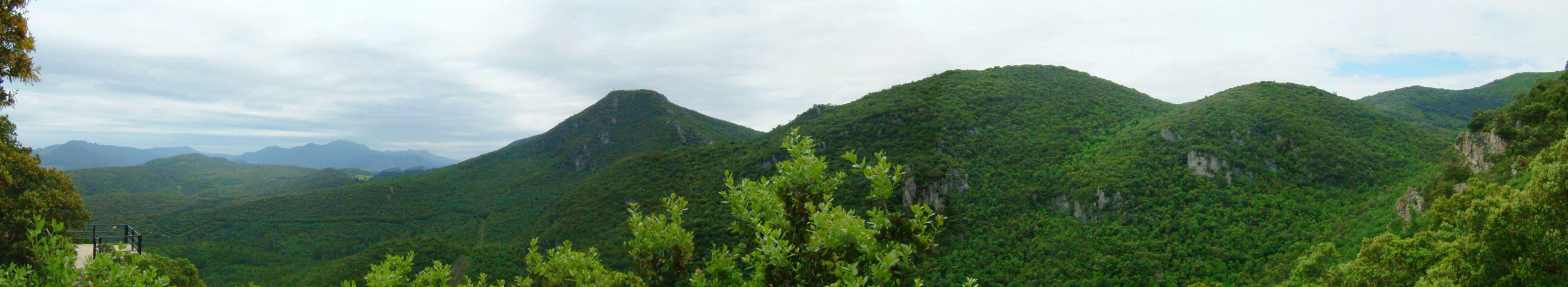
Vista panorámica de los Montes de Miranda donde abundan las zonas forestales

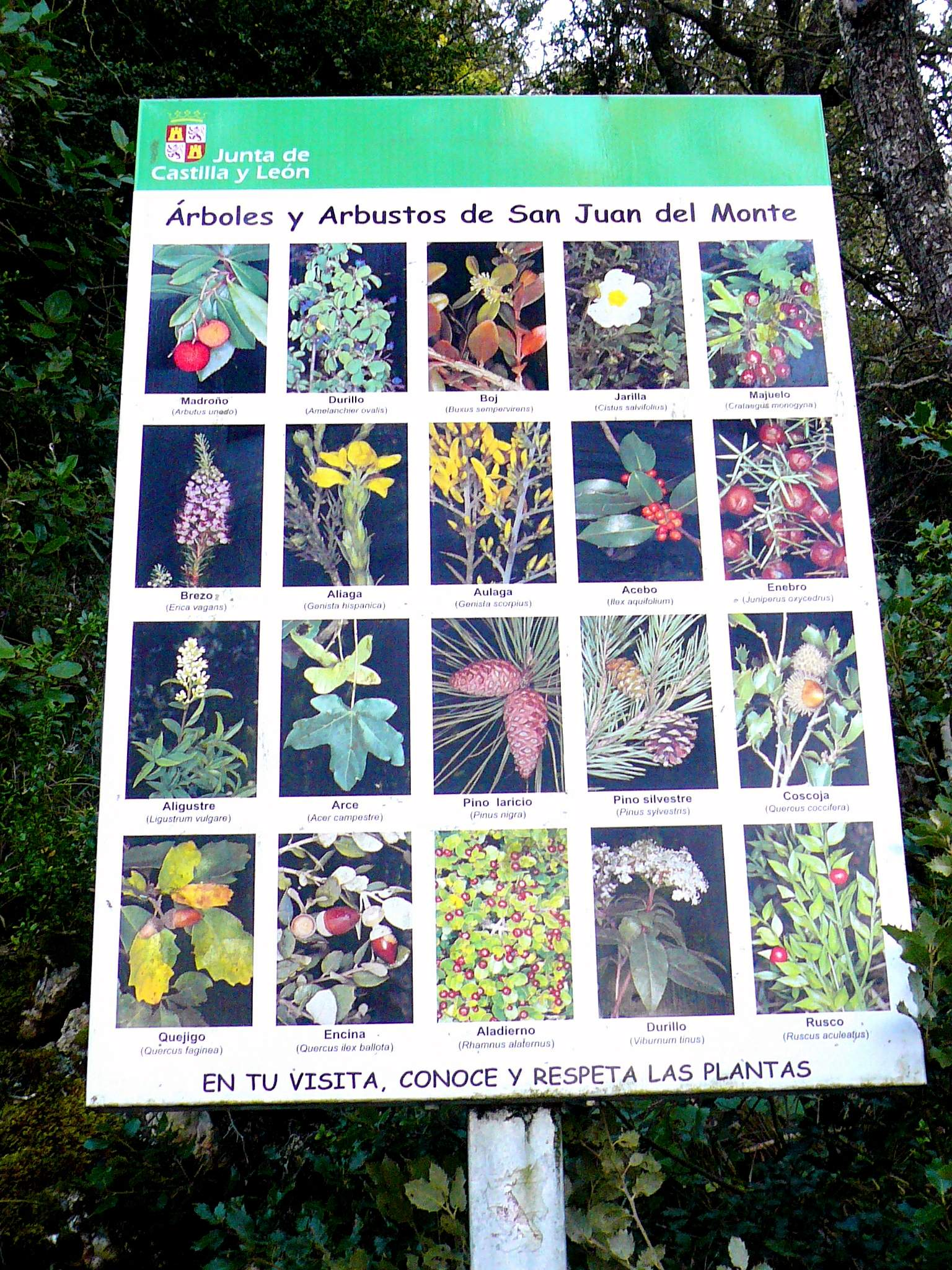
Cartel informativo de las variedades botánicas en el paraje de San Juan del Monte

### Clima
El clima de Miranda de Ebro es mediterráneo continentalizado y está influido por las condiciones industriales. Los inviernos son fríos, con frecuentes heladas y nieblas, mientras que las nevadas son ocasionales pero copiosas. La última gran nevada ocurrió en enero de 2010, cuando el nivel de la nieve alcanzó los 45 centímetros de altura en pleno centro y la temperatura descendió a los -14 °C; probablemente se trató de la mayor nevada de los últimos treinta años.
Las temperaturas mínimas medias oscilan entre 3 °C y 6 °C. El verano es caluroso, pero no tanto como en la meseta. Las temperaturas máximas medias oscilan entre los 18 °C y 22 °C. El periodo de sequía suele ser de unos dos meses. Las temperaturas medias anuales oscilan entre los 7 °C y los 17 °C. La temperatura máxima absoluta fue de 43,9 °C el 23 de agosto de 2023.
El viento predominante en Miranda de Ebro es de componente norte y noroeste, siguiendo el curso del río Ebro.
| Parámetros climáticos promedio de Miranda de Ebro | Parámetros climáticos promedio de Miranda de Ebro | Parámetros climáticos promedio de Miranda de Ebro | Parámetros climáticos promedio de Miranda de Ebro | Parámetros climáticos promedio de Miranda de Ebro | Parámetros climáticos promedio de Miranda de Ebro | Parámetros climáticos promedio de Miranda de Ebro | Parámetros climáticos promedio de Miranda de Ebro | Parámetros climáticos promedio de Miranda de Ebro | Parámetros climáticos promedio de Miranda de Ebro | Parámetros climáticos promedio de Miranda de Ebro | Parámetros climáticos promedio de Miranda de Ebro | Parámetros climáticos promedio de Miranda de Ebro | Parámetros climáticos promedio de Miranda de Ebro |
| Mes                                               | Ene.                                              | Feb.                                              | Mar.                                              | Abr.                                              | May.                                              | Jun.                                              | Jul.                                              | Ago.                                              | Sep.                                              | Oct.                                              | Nov.                                              | Dic.                                              | Anual                                             |
| ------------------------------------------------- | ------------------------------------------------- | ------------------------------------------------- | ------------------------------------------------- | ------------------------------------------------- | ------------------------------------------------- | ------------------------------------------------- | ------------------------------------------------- | ------------------------------------------------- | ------------------------------------------------- | ------------------------------------------------- | ------------------------------------------------- | ------------------------------------------------- | ------------------------------------------------- |
| Temp. máx. media (°C)                             | 8                                                 | 10                                                | 14                                                | 15                                                | 19                                                | 23                                                | 25                                                | 26                                                | 23                                                | 18                                                | 12                                                | 9                                                 | 16.8                                              |
| Temp. mín. media (°C)                             | 2                                                 | 2                                                 | 4                                                 | 5                                                 | 8                                                 | 10                                                | 13                                                | 13                                                | 11                                                | 8                                                 | 5                                                 | 3                                                 | 7                                                 |
| Precipitación total (mm)                          | 51                                                | 41                                                | 37                                                | 58                                                | 45                                                | 31                                                | 30                                                | 25                                                | 31                                                | 52                                                | 66                                                | 54                                                | 521                                               |
| [cita requerida]                                  |                                                   |                                                   |                                                   |                                                   |                                                   |                                                   |                                                   |                                                   |                                                   |                                                   |                                                   |                                                   |                                                   |

## Historia

### Inicios y fundación

Pueblos prerromanos en la zona. Se estima que los autrigones habitaban la comarca

Los primeros datos que se tienen sobre asentamientos en la zona datan de la Edad del Hierro. A tan sólo 3 km de Miranda se sitúa el yacimiento prerromano y posteriormente también romano de Arce-Mirapérez, donde según los últimos estudios se ubica Deóbriga, ciudad de los autrigones que es nombrada como mansio en el Itinerario de Antonino en la calzada romana conocida como Iter XXXIV o Ab Asturica Burdigalam (Astorga-Burdeos), pueblo de cultura celta y origen indoeuropeo.
También se encuentra en territorio mirandés la necrópolis de la villa tardorromana de Cabriana. Esta zona pertenecía a la provincia romana de la Tarraconense.
Durante la época del reino visigodo, la comarca dependía del ducado de Cantabria. De esta época hay noticia de la existencia de diversos cenobios en la zona, ya que el movimiento eremítico tuvo gran importancia en la zona (San Felices, San Formerio, San Prudencio, San Millán, Saturio... entre muchos otros ermitaños desconocidos). 
En esa etapa inicial de la Alta Edad Media y según la teoría de la Vasconización tardía con la extensión del Ducado de Vasconia, en la comarca tuvo lugar dicho influjo con topónimos como Bardauri, Suzana, Bayas (Ibaia) o Anduva.
Si bien es cierto que se desconoce de manera exacta su fundación, el primer dato lo aporta un documento, la Crónica Albeldense, donde se menciona la famosa expedición que llevó a cabo Alfonso I, rey de Asturias, por la ribera del Ebro en el año 757. En dicho relato se refieren las localidades destruidas: Miranda (actual Miranda de Ebro), Revendeca, Carbonaria, Abeica (Ábalos, desde donde cruzó el Ebro), Brunes (podría ser Briones pero no es del todo seguro), Cinissaria (actual Cenicero) y Alesanco. Existen excavaciones en el cerro de La Picota que ratifican el asentamiento de la aldea de Miranda en el siglo VIII.
En el año 840, el obispo Juan de Valpuesta incluye a Miranda y su entorno en la diócesis de Valpuesta. En los siglos IX y X el condado de Álava junto con el de Castilla configuran la marca oriental del reino astur-leonés, contra los continuos ataques lanzados por los musulmanes. A finales del siglo IX la comarca de Miranda estaba englobada en el Condado de Lantarón, cuya principal fortaleza se encontraba en Sobrón. Algunos de sus condes fueron Gonzalo Téllez, Vela Jiménez, Munio Vélaz, Fernando Díaz y Álvaro Herraméliz.
Fernán González unificó los condados orientales del Reino de León, siendo el primer Conde de Castilla, Álava, Cerezo y Lantarón.

### Edad Media

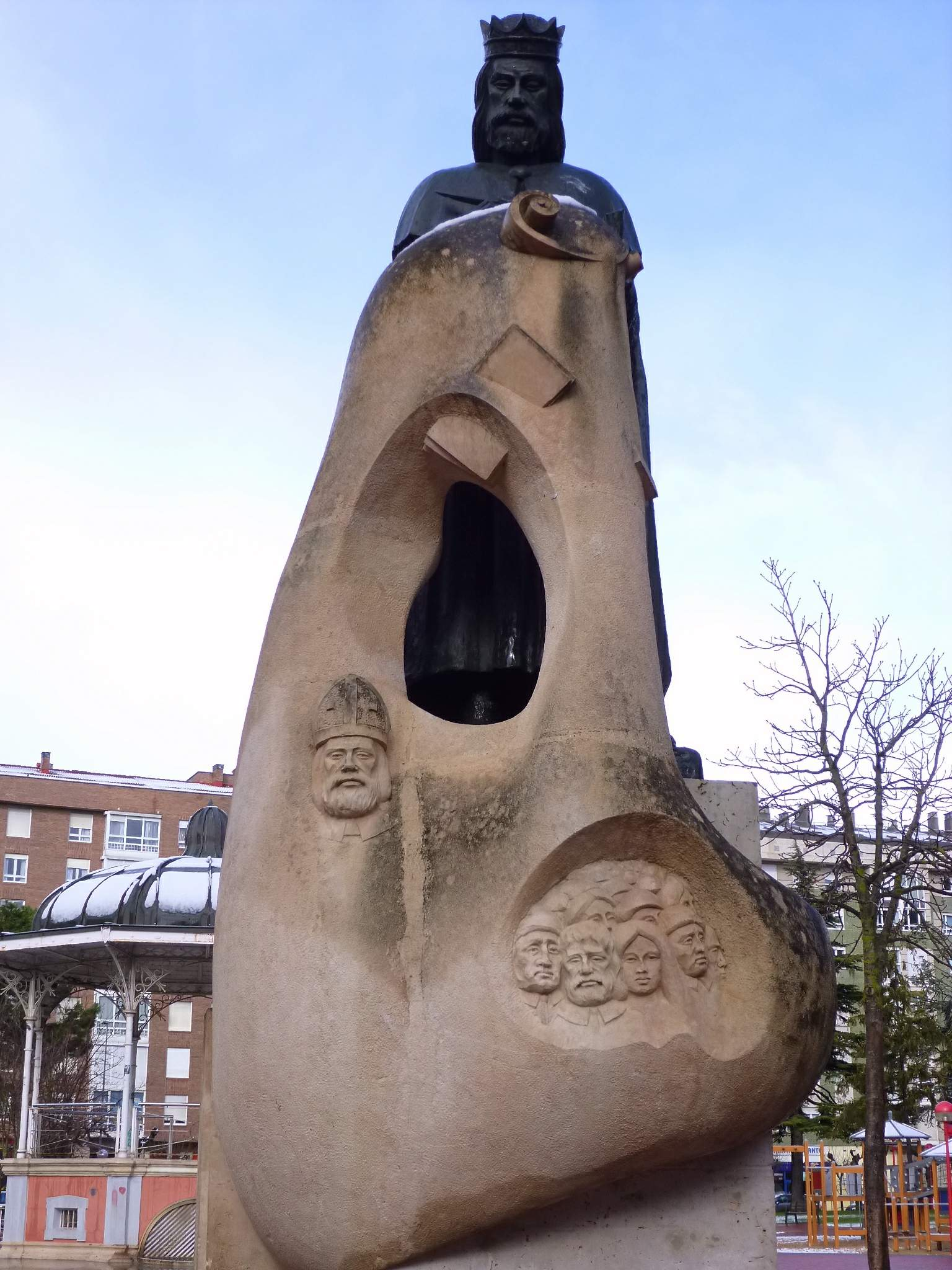
Estatua de Alfonso VI

A la muerte de Sancho Garcés III de Pamplona en 1035, que gobernaba en el Reino de Pamplona, el Condado de Castilla y el Condado de Aragón y que llevó el centro neurálgico de sus dominios al monasterio de San Salvador de Oña, sus territorios se repartieron entre sus hijos. A García le correspondió Álava y gran parte del Condado de Castilla (La Bureba, Montes de Oca, Trasmiera, Encartaciones y Castilla Vieja); mientras que Fernando, que ya había sido designado como conde de Castilla en 1029, recibió un mermado condado de Castilla (la zona burgalesa hasta el Duero). y dependientes del rey de Pamplona: así Ramiro recibió tierras en Aragón y en Navarra, y Gonzalo en Sobrarbe, Ribagorza y en otros puntos distantes de Aragón.
Fernando I de León tuvo luchas fronterizas con su hermano García por el control de Álava, Vizcaya, La Rioja y el norte del Condado de Castilla. Las tropas leonesas comandadas por Fernando dieron muerte a su hermano en Atapuerca, pasando así Miranda de Ebro a manos del Reino de Castilla en 1076. Alfonso VI, para consolidar su poder, concedió a la villa en 1099 el fuero de Miranda de Ebro, como hiciera con Plencia, Bilbao, Logroño, Castro-Urdiales, Bermeo o Valmaseda.
En 1254, Miranda verá consolidado el comercio con la concesión por Alfonso X el Sabio de la feria de mayo, a la que se sumaría en 1332 la concesión por Alfonso XI de Castilla de la feria del Ángel. La posesión de un puente sobre el Ebro desde por lo menos el siglo X, junto con la concesión del fuero, han hecho que Miranda de Ebro sea desde la antigüedad un gran centro mercantil en la comarca.
En 1296 la villa es parte fundadora de la Hermandad de Haro, junto a villas alavesas y riojanas como Vitoria, Logroño, Haro, Nájera, Santo Domingo de la Calzada, Salvatierra, Peñacerrada, Salinillas de Buradón, Santa Cruz de Campezo o Puebla de Arganzón. Era una de las ledanías de la Corona de Castilla reconocidas tras las Cortes de Valladolid de 1295. Fue la encargada de fundar la villa de Bilbao y su puerto (1300).

Miranda fue fundadora de la Hermandad de Haro (1296), la Hermandad de Álava (1463) (peticiones de reincorporación en 1646 y 1742) y formó parte de la Provincia de Álava en la primera división provincial de España (1822)

En 1449 Juan II planificó una Hermandad regional para los territorios de Vizcaya, Álava, Guipúzcoa, La Rioja, parte de Cantabria y el norte de Burgos (Las Merindades, La Bureba, Montes de Oca, antigua Autrigonia, que no fructificó). Sin embargo, en 1463 cinco villas, entre ellas Miranda de Ebro, fundaron la Hermandad de Álava en Rivabellosa. Se trataban de Vitoria, Salvatierra, Sajazarra, Pancorbo y Miranda. Se crean las instituciones de las Juntas Generales de Álava y la Diputación. A comienzos del siglo XVI la Hermandad ocupa geográficamente un territorio parecido al de la actual Álava, con nuevas incorporaciones, como Berantevilla, Laguardia, Salinillas de Buradón, Campezo, Llodio o Peñacerrada. El Valle de Losa, Pancorbo y Miranda pasan a depender del Señorío de Burgos. Los intereses de los habitantes de la villa mirandesa merman, al ser ahora villa de señorío habiendo sido villa de realengo. Los pleitos con Burgos son repetidos durante los próximos dos siglos. Es debido a ello que en 1646 el concejo intenta su reincorporación en la Hermandad de Álava, cosa que no se aceptó desde Burgos. Los pleitos continuaron y en 1742 se vuelve a pedir de nuevo la reincorporación de la villa en la Hermandad de Álava, cosa que no sucedió. Sin embargo, en la primera división provincial de España llevada a cabo por Javier de Burgos en 1822, la comarca mirandesa sí queda encuadrada en la nueva provincia de Álava. Tras las quejas de Burgos en 1833 se revierte el cambio.
Durante la Baja Edad Media, poseía una de las juderías más importantes del norte de Castilla, incluso hoy día se conserva una sinagoga de la época. El modelo de villa era el típico medieval; el núcleo primitivo de Miranda se situaba en la orilla derecha del río Ebro bajo la protección del Castillo de Miranda levantado en el siglo XIV por el conde don Tello (Señor de Aguilar de Campoo, Lara y Vizcaya) en el cerro de La Picota. La existencia de un puente hizo crecer a la villa en la orilla izquierda creándose el barrio de Allende o de San Nicolás. Además la ciudad estaba amurallada y disponía de nueve puertas de entrada.

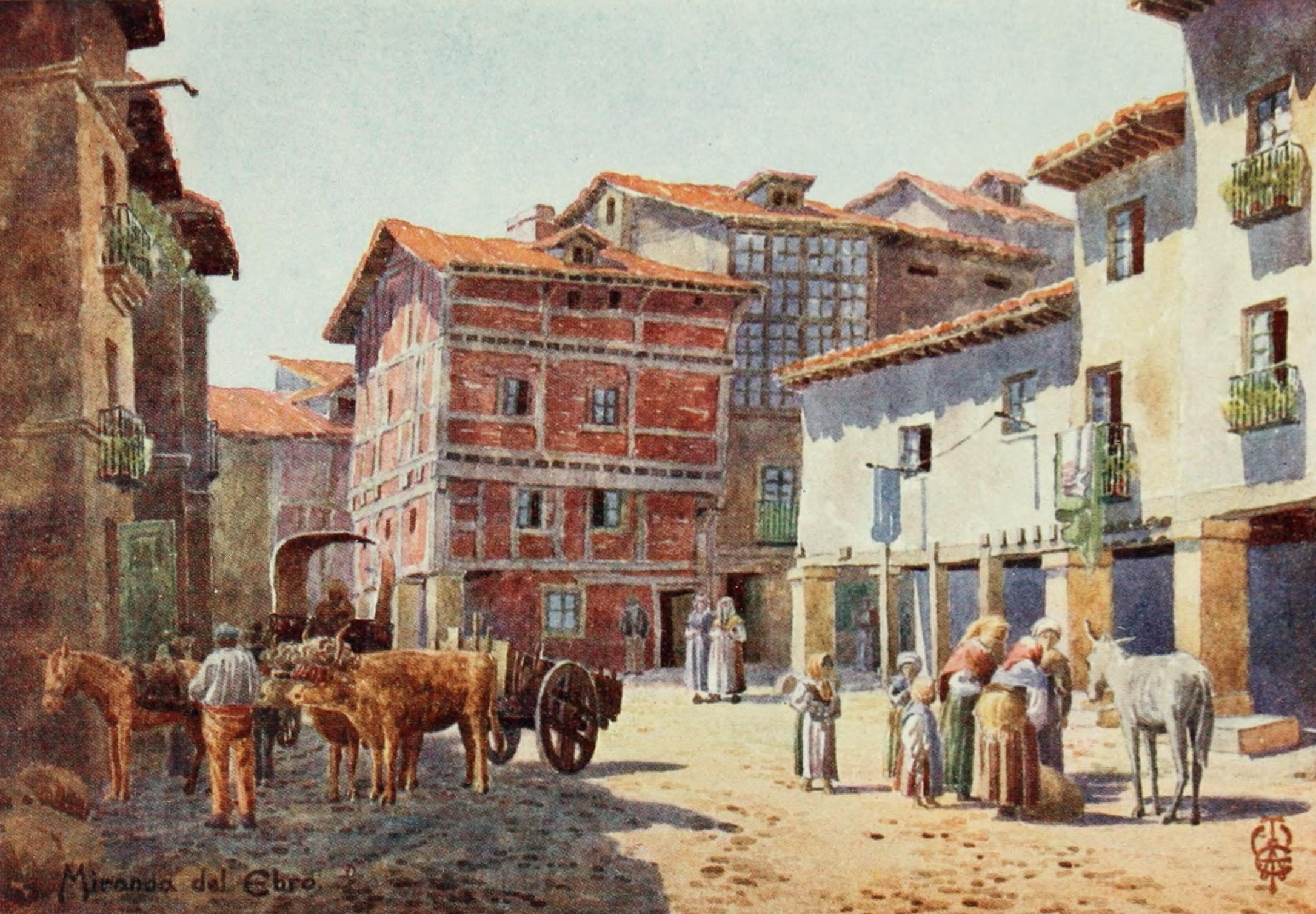
Plaza del Mercado, grabado de 1906 por Edgar Thomas Ainger Wigram

Miranda mantuvo su morfología medieval hasta el siglo XVIII, cuando una fuerte riada en 1775 derrumbó el puente y gran parte de las murallas. En 1777 se construiría un nuevo puente sobre el Ebro, siendo rey Carlos III, del que toma su nombre.

### Edad Contemporánea

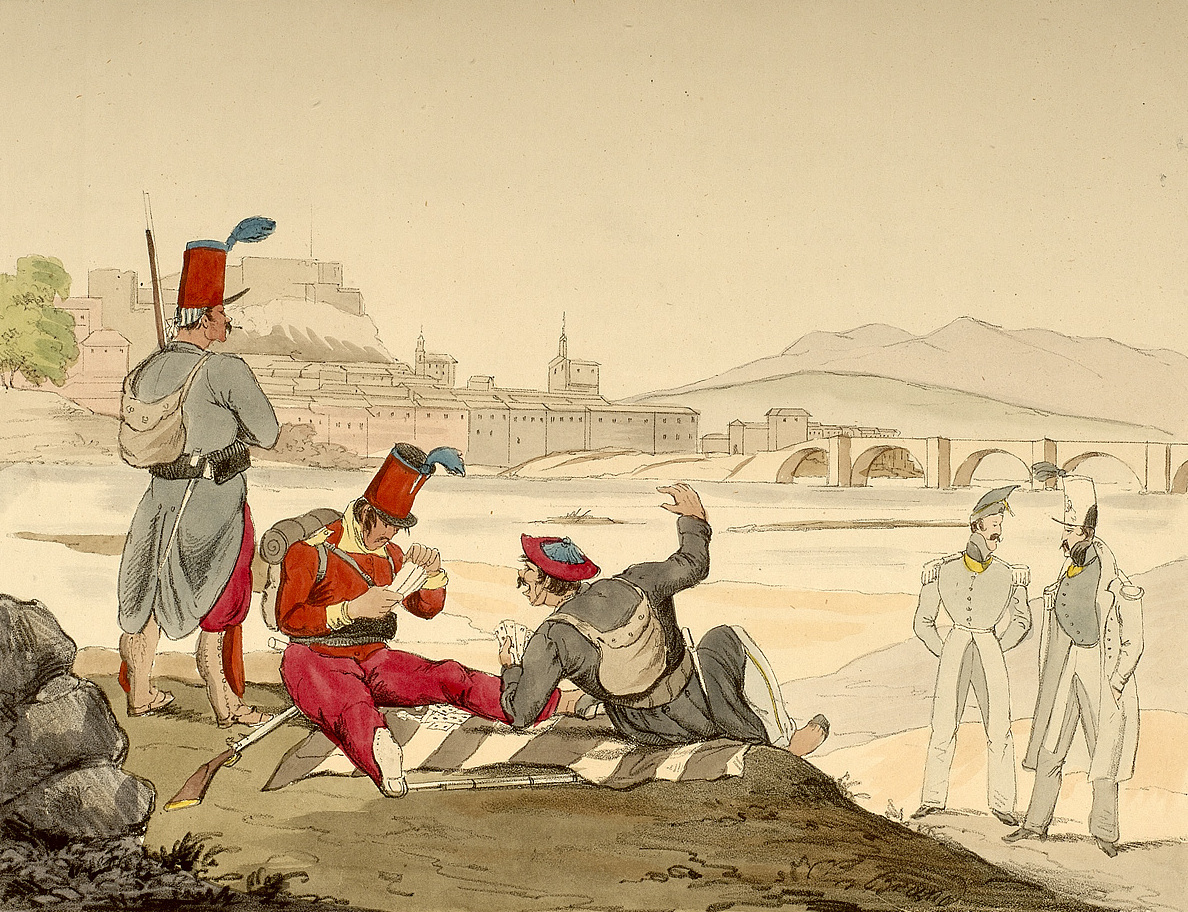
Tropas liberales llamadas «peseteros» o chapelgorris en 1835

El siglo XIX fue testigo de varias guerras. Durante la guerra de la Independencia (1808-1814), se retuvo en Miranda a los ejércitos franceses durante un tiempo. La ciudad acogió a los ejércitos del norte durante las guerras carlistas. En la tercera guerra carlista, Concepción Arenal dirigió la Cruz Roja del Socorro para los heridos de guerra, siendo considerado el primer hospital de Cruz Roja Española en el país.
Así se describe a Miranda de Ebro en el tomo XI del Diccionario geográfico-estadístico-histórico de España y sus posesiones de Ultramar, obra impulsada por Pascual Madoz a mediados del siglo XIX:

Villa con ayuntamiento en la provincia, diócesis, audiencia territorial y capitanía general de Burgos (13 leguas), cabeza del partido judicial y administración de rentas de su nombre. SITUACIÓN Y CLIMA. Se halla colocada en una llanura a orillas del río Ebro que la divide en 2 barrios, cruzándola de O a E; reinan generalmente los vientos NO y NE, siendo el primero húmedo y lluvioso y el otro bastante frío; las enfermedades más comunes son algunas fiebres intermitentes producidas por la variación repentina de la temperatura, a lo cual se halla ésta expuesta aun en la misma estación del verano. INTERIOR DE LA POBLACIÓN Y SUS AFUERAS. Está enteramente circunvalada por una cerca aspillerada que presenta tres líneas de defensa por la entrada de la provincia, habiendo además en los ángulos de la villa unos baluartes para la defensa de sus cortinas. Tiene 468 casas, entre ellas una consistorial bastante sólida y de arquitectura moderna, en la cual existe también la cárcel; una cátedra de latinidad y una escuela de educación primaria ambas muy bien dotadas; 3 conventos suprimidos; un castillo con un cuartel y 5 troneras para artillería el cual se levanta a la derecha del camino en una altura que domina la población, cuyo fuerte, según tradición, fue mandado edificar por el conde Don Tello; casa de postas; parada de diligencias; caja de correos; vicaría foránea; un hospital para pobres sostenido con fondos propios del establecimiento, y finalmente 3 iglesias parroquiales tituladas de San Nicolás, San Juan y Santa María, de las cuales la primera está sujeta exclusivamente al obispado de Calahorra y las restantes un año a este y otro al de Burgos. Sirven al culto de la de San Nicolás un cura propio de presentación del ordinario y la cámara alternativamente, 3 beneficiados con título perpetuo y un sacristán lego, nombrado por el cabildo, siendo también de este la presentación de dichos beneficios. Las restantes tienen 2 beneficiados enteros y 2 medios racioneros cada una, que forman un solo cabildo presidido por un teniente vicario, habiendo también un sacristán nombrado por los vecinos; la parroquial de San Juan permanece cerrada, a causa de que amenaza ruina. TÉRMINO. Este confina N provincia de Álava; E Ircio; S Orón, y O Ayuelas y Suzana; comprende el despoblado de San Miguel del monte, y las granjas de Herrera, Campos Verdes, Sajuela Alta, Ternero y Lanave; abrazando además el término municipal, las aldeas o barrios de Bayas, Arce y Bardauri. El terreno es llano y se divide en de secano y regadío; casi todo el de la orilla derecha del Ebro está dedicado a huerta y viñedo, utilizándose también el de la izquierda para esto último y además para trigo y maíz. Cruzan por el término los ríos Ebro y Oroncillo; y parte de las aguas de este se conducen por medio de un cauce de una legua de largo, regándose con ellas multitud de huertas; en dicho territorio se encuentran también con abundancia canteras de cal secundaria. Caminos: además de los locales hay la carretera que desde la corte dirige a Francia. Correos y diligencias: pasan diariamente por la población unos y otras. Producciones: granos, vino, patatas, legumbres, frutas, pastos, ganado, caza y pesca. Industria: la agrícola, 5 telares de lienzos, 1 fábrica de papel de estraza, 3 alfarerías, un depósito de sanguijuelas, varias tiendas de comestibles y ropas y 5 fábricas de curtidos. Se celebran 3 ferias anuales en los meses de marzo, mayo y noviembre; y otros tantos mercados por semana; las primeras duran 8 días cada una y son objeto de ellas los ganados, especialmente mular; artículos de vestir y quincalla, con otras fruslerías, presentándose únicamente los cereales en los referidos mercados. El comercio está reducido a la compra y venta de comestibles y paños al por menor. Población: 470 vecinos, 1742 almas. Capital productivo: 8 014 310 reales. Imponible: 537 437. Contribución: 103 597 reales 10 maravedíes. Puede ser esta población de antigüedad romana como han pensado muchos; mas no se sabe qué nombre la distinguiera por más que algunos han conjeturado diversas reducciones a ella de ciudades mencionadas por los geógrafos mayores. La villa de Miranda de Ebro fue dada a la ciudad de Burgos en 1366 por el rey de Castilla Don Enrique, en recompensa de los servicios que le había prestado. En abril de 1834 fue pasado por las armas en esta población el caudillo carlista Carnicer, que fue apresado en el puente de la misma disfrazado de arriero.
Diccionario geográfico-estadístico-histórico de España y sus posesiones de Ultramar

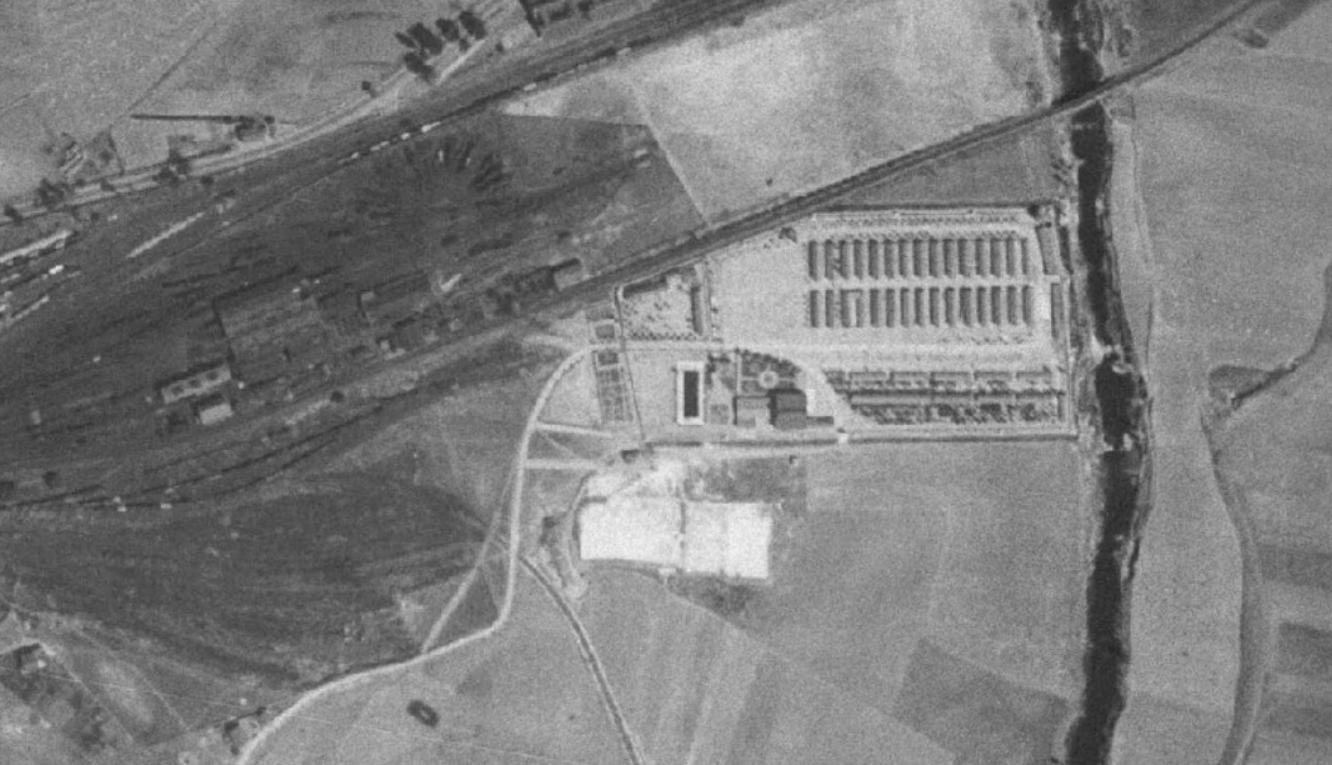
Vista aérea del campo de concentración de Miranda de Ebro en el año 1945.

Otro de los acontecimientos clave durante el siglo XIX fue la llegada del ferrocarril en 1862, que marcó el comienzo de la revolución industrial en la ciudad. En la estación de Miranda confluían las líneas Madrid-Irún y Castejón-Bilbao, lo que la convirtió en la estación más importante del norte.
El 7 de julio de 1907, el rey Alfonso XIII firma un decreto concediendo a la villa el título de ciudad. Durante la Guerra Civil, la ciudad albergó un campo de concentración franquista, que permaneció activo hasta 1947, siendo el último de España en cerrar. El alcalde Emiliano Bajo Iglesias y algunos de los concejales elegidos por sufragio fueron fusilados.

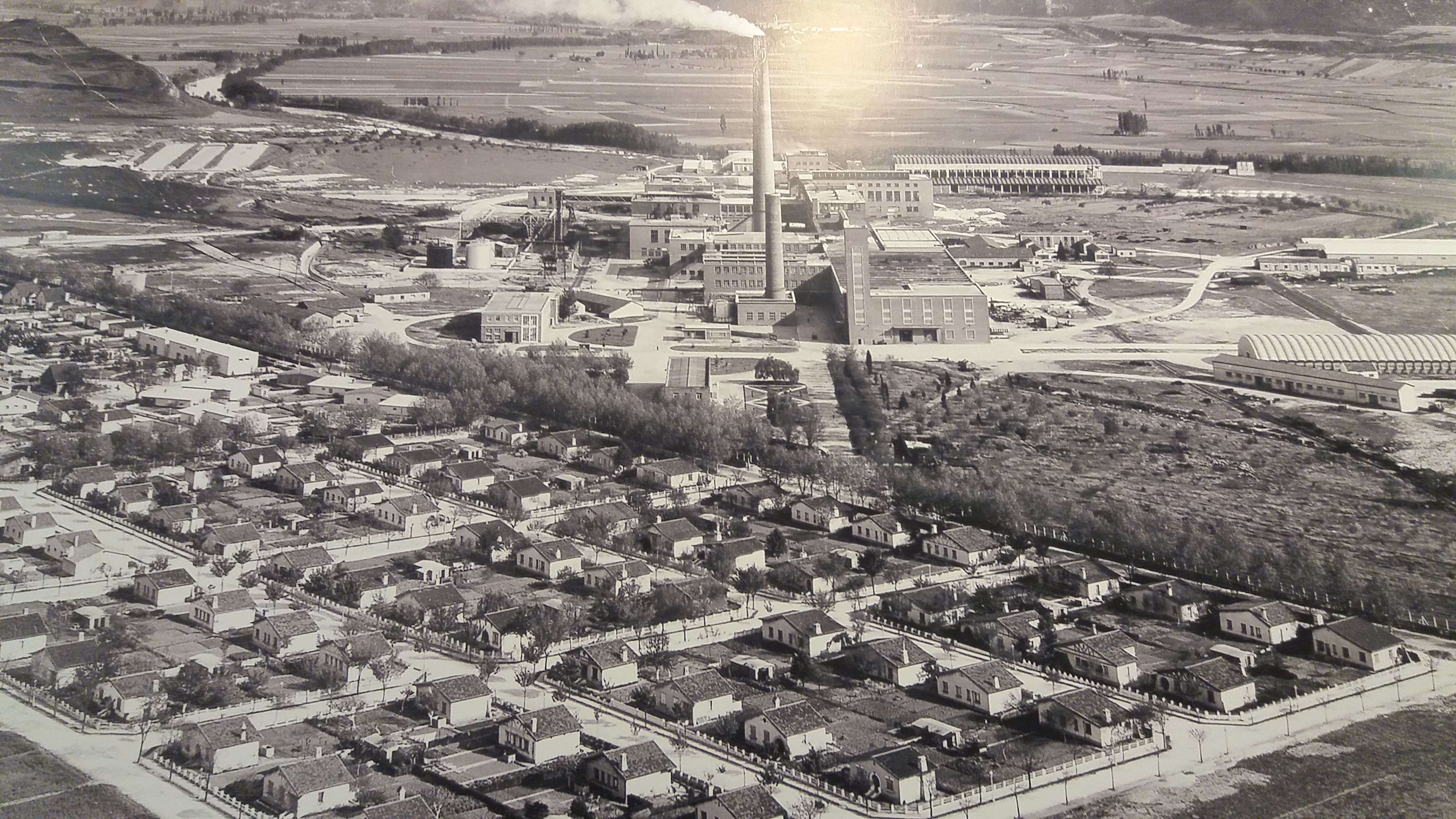
En la década de 1950 se estableció una fábrica papelera, que construyó un nuevo barrio de estilo ciudad-jardín para sus empleados

La historia más reciente está marcada por la industria y por el desvío del ferrocarril. Desde el 9 de mayo de 1992, la ciudad está hermanada con la francesa Vierzon. Gracias a este hermanamiento y los numerosos actos de unión organizados por el ayuntamiento de la ciudad, el 22 de octubre de 1994 le fue concedido el trofeo Estrella de Oro de Europa, rubricado por Jacques Delors, impulsor y presidente de un capítulo esencial del proceso de unión. En 1999 hubo un completo programa de actos para celebrar el IX Centenario del Fuero de Miranda que culminó con la presencia de la infanta Cristina y su esposo Iñaki Urdangarín. Durante el año 2007, la ciudad celebró los actos de conmemoración del primer centenario de la declaración como ciudad.
El 6 de octubre de 2010 visitaron la ciudad los príncipes de Asturias, Felipe de Borbón y su esposa Letizia Ortiz. En la visita inauguraron el parque empresarial de Ircio, calificado, en palabras de presidente de la Junta de Castilla y León, como la mayor apuesta industrial del gobierno regional hasta el momento.
El 12 de diciembre de 2024 se firmó el hermanamiento con la ciudad de Beit Sahour (Palestina) tras el recibimiento de las autoridades palestinas en el ayuntamiento de la ciudad mirandesa.

## Economía

### Sector primario

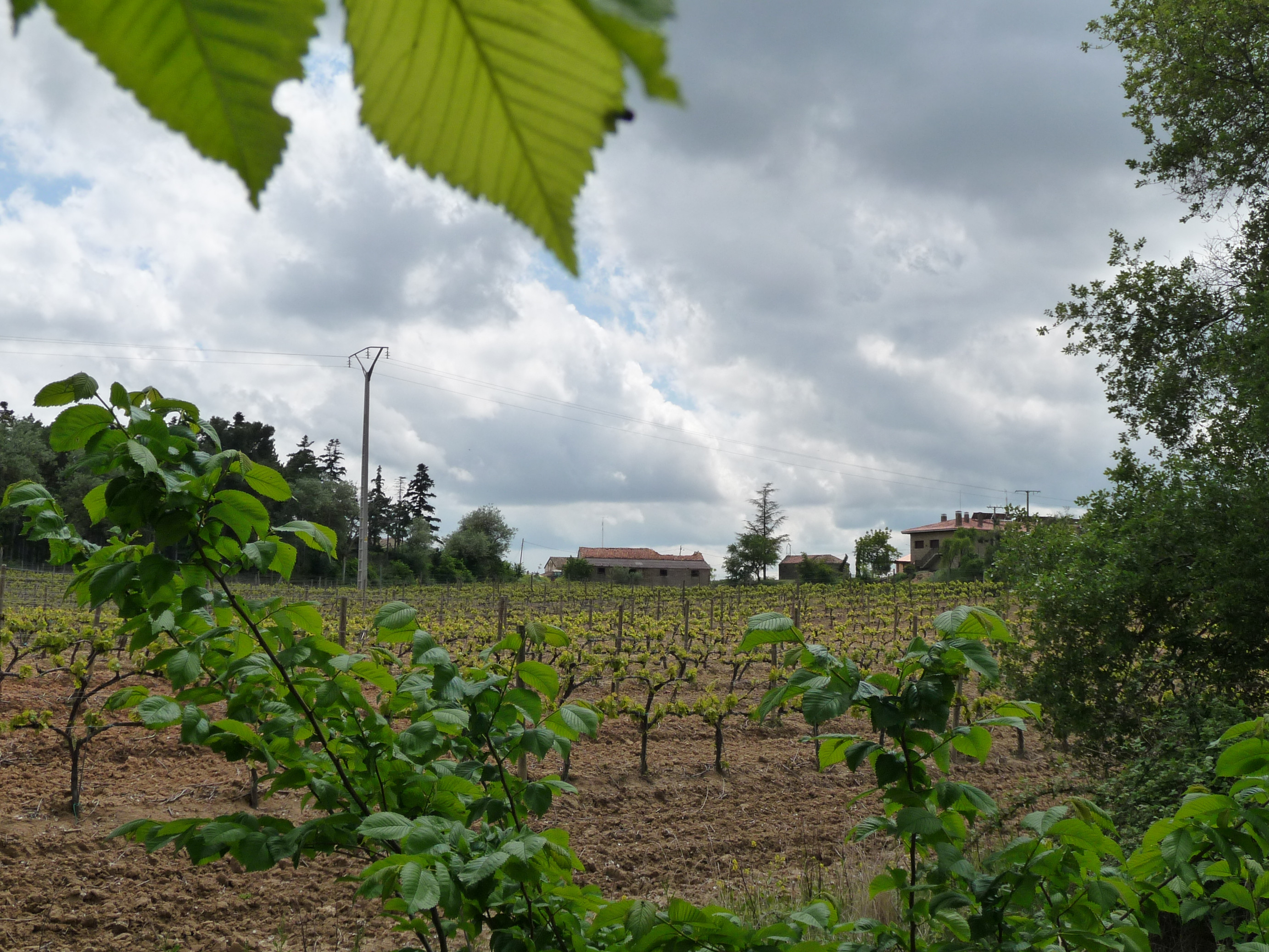
Viñedos en El Ternero

El sector primario mirandés se encuentra en proceso de desaparición. Sin embargo, el cereal aún se mantiene como el primer cultivo de la zona. Otros, como el regadío, la remolacha y el viñedo se explotan de manera más minoritaria. En otros tiempos la zona tuvo gran importancia ganadera y equina como atestiguan las ferias que aún se vienen realizando desde el siglo XIV en marzo y mayo. En los recientes años, sin embargo, se están recuperando viñedos en la localidad, donde se produce vino D.O. Rioja y Chacolí.
La minería también tiene su sitio en la economía mirandesa. En los alrededores de la ciudad hay diversas graveras y canteras que extraen áridos y calizas principalmente.

### Sector secundario

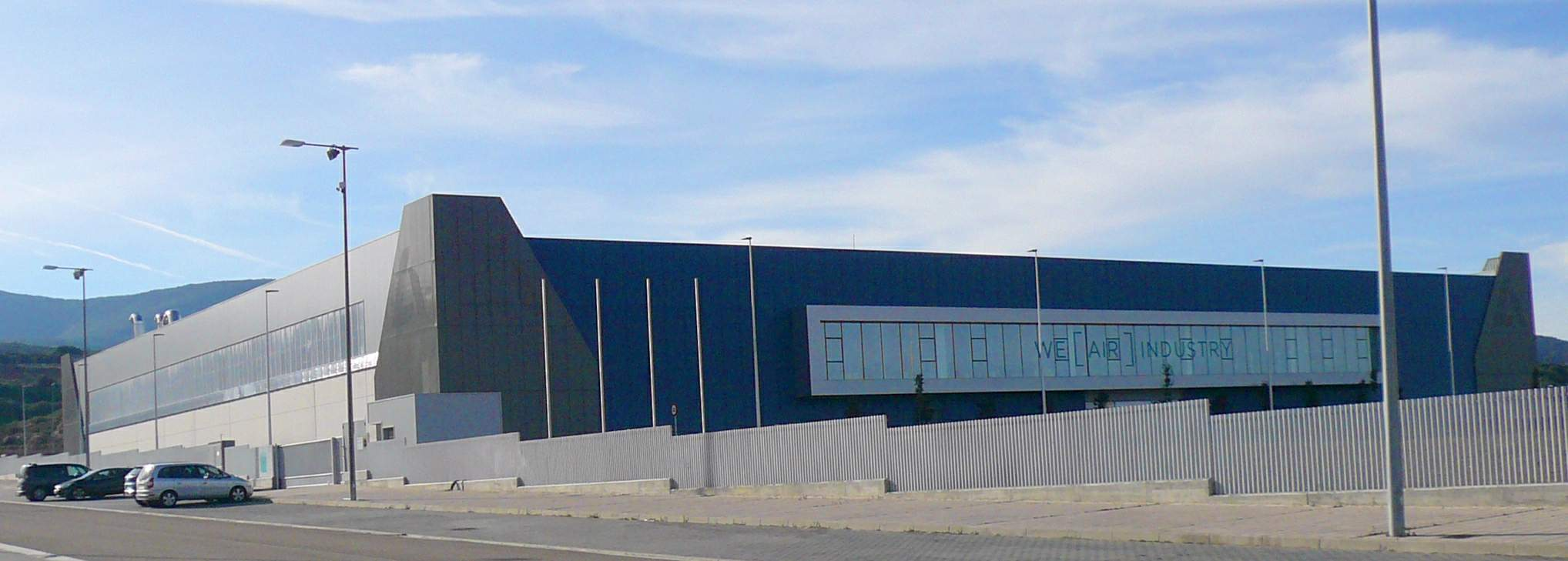
Planta de Aciturri Aeroengines en el polígono industrial Ircio

El sector secundario está muy desarrollado gracias a su excelente situación geográfica, próxima al País Vasco y La Rioja, que hace de Miranda de Ebro una ciudad con un fuerte carácter industrial y logístico. Es la cuarta ciudad más industrializada de Castilla y León tras los focos de Valladolid, Burgos y Aranda de Duero. En la zona de influencia de la ciudad se sitúan empresas agroalimentarias, siderúrgicas, e incluso energéticas como la central nuclear de Santa María de Garoña. Uno de los sectores más punteros de la industria mirandesa es la aeronáutica con la presencia del Grupo Aciturri, cuya sede se encuentra en Miranda de Ebro. Este grupo posee contratos con Boeing, Rolls-Royce o Airbus y es uno de los principales líderes del sector aeronáutico en España.
La revolución industrial de la ciudad arrancó con la llegada del ferrocarril en 1862. En la primera mitad del siglo XX se instaló en la ciudad una planta azucarera (1925), así como FEFASA (1948), dedicada a la producción de fibras artificiales que años más tarde pasó a llamarse ENCE, dedicada a la producción de papel. A mediados de este siglo proliferaron industrias químicas como Montefibre, ELF-Atochen, Reposa, etc. En el año 1969 se gestó el primer polígono industrial de la ciudad, el polígono de Bayas, aunque no fue hasta 1981 cuando comenzaron a implantarse diferentes empresas. Con la implantación del polígono, llegó a la ciudad el suministro de gas canalizado, siendo la primera ciudad de Castilla y León en tenerlo. Posteriormente se creó Las Californias, otro polígono de menor tamaño, y en verano de 2008 comenzaron las obras de otra nueva zona industrial, el parque empresarial de Ircio, inaugurado en 2010 como uno de los más extensos de Castilla y León.
Miranda de Ebro, cuya economía está basada fundamentalmente en la industria, fue una de las principales ciudades de la región perjudicadas por la crisis económica de 2008-2012. Los numerosos expedientes de regulación de empleo obligaron a cerrar algunas multinacionales y pymes, algunas tan arraigadas en la ciudad como FEFASA (1948-2009). La crisis aún se mantuvo con virulencia durante todo el año 2009. En marzo de ese año el número de desempleados creció hasta los 2970 (un 56 % más que el mismo mes del año anterior). La tónica ascendente de desempleo llegó a alcanzar el pico máximo histórico de la ciudad en octubre de 2012 con 4019 parados. Según un estudio publicado en 2016 por el Consejo Superior de Investigaciones Científicas (CSIC), Miranda de Ebro es la localidad de Castilla y León de más de 20 000 habitantes que más ha sufrido la sacudida de la crisis.
En junio de 2016 se puso en marcha Miranda Empresas, una iniciativa para dar a conocer las ventajas de Miranda de Ebro en el ámbito empresarial, para así promocionar sus polígonos industriales y las ayudas para las nuevas empresas que deseen instalarse en la ciudad.

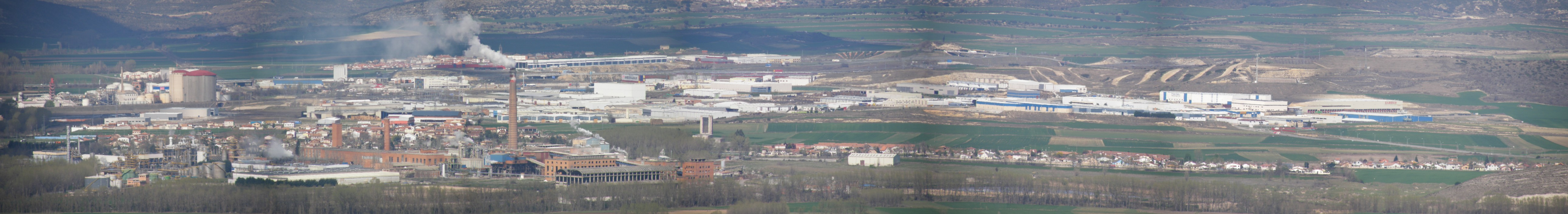
Vista panorámica de la zona industrial de Bayas. En la izquierda se observa la fábrica azucarera, en primer término las plantas de Montefibre y FEFASA; y en el centro-derecha de la imagen el polígono industrial de Bayas

Actualmente, el crecimiento económico y la fuerte dinamización en la creación de empresas ha vuelto a situar al sector industrial y de servicios en los niveles precrisis del 2008 y ha logrado reducir la tasa de paro de la localidad por debajo del 11 % (10.74 % en febrero de 2023), volviendo a resaltar el fuerte carácter empresarial e industrial de la ciudad.

### Sector terciario

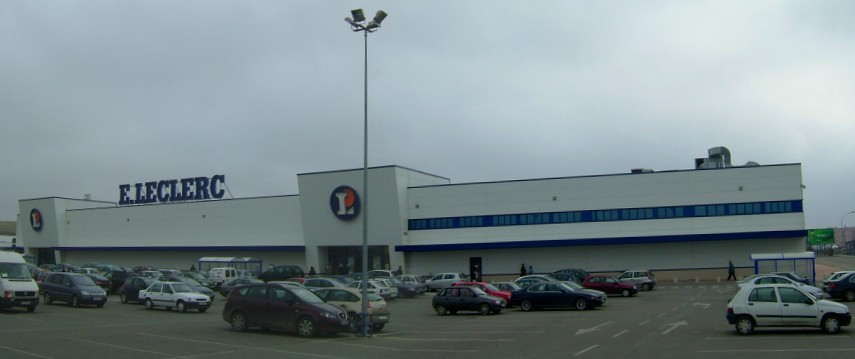
Hipermercado E.Leclerc en Miranda de Ebro

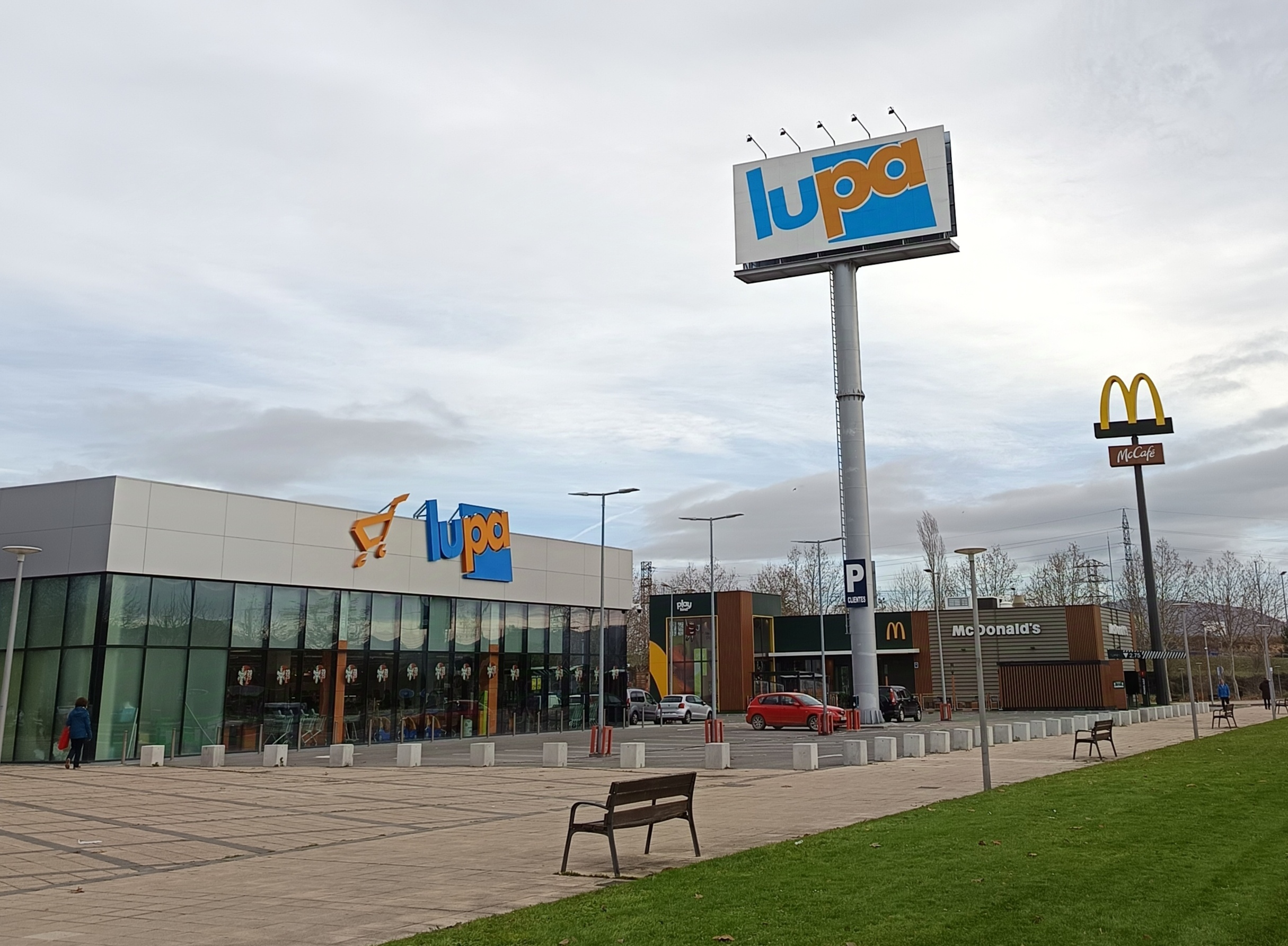
Zona comercial en torno al Parque Emiliano Bajo.

El sector servicios se encuentra en auge como dinámica general al igual que ocurre en el resto de Europa. El comercio tradicional ha dejado paso a nuevas superficies equipadas para el comercio y el ocio. Grandes firmas comerciales como E.Leclerc, Inditex, Eroski, Adolfo Domínguez, Mercadona, Burger King, Decathlon, etc. se encuentran instaladas en la ciudad. Por el momento no existe ningún centro comercial, y es que el comercio mirandés se ve fuertemente perjudicado debido a la competencia de ocio generada desde la cercana Vitoria.
La Cámara de Comercio e Industria de Miranda de Ebro está presente en la ciudad desde el año 1910, aunque no fue hasta el 16 de marzo de 1912 cuando quedó oficialmente constituida según el gobierno central tras la reorganización de cámaras producida en aquel año. Este órgano trata de impulsar el comercio y la industria local a través de convenios y actividades, en definitiva, fomentar la economía local.
El sector financiero tiene presencia en la ciudad a través de varias sucursales de los principales bancos y cajas de ahorros. Algunas de las más importantes son Caja de Burgos, Caja Círculo, Banco Santander, BBVA, Bankia o La Caixa, entre otros.
El turismo es un sector al alza en Miranda de Ebro. La ciudad está potenciando sus valores culturales y su situación geográfica para ganar visitantes cada año. La comarca nunca ha vivido de este negocio, sin embargo, durante el año 2016 la ciudad acogió a unos 16 000 turistas y la ocupación hotelera rozó el lleno completo en varias ocasiones.

## Demografía
Miranda de Ebro cuenta con una población de 36 025 habitantes (INE 2024).
| Gráfica de evolución demográfica de Miranda de Ebro entre 1842 y 2021 |
| |
| Población de derecho según los censos de población del INE Población de hecho según los censos de población del INEEntre el censo de 1877 y el anterior, crece el término del municipio porque incorpora a Ircio. Entre el censo de 1897 y el anterior, crece el término del municipio porque incorpora a Montañana por acuerdo de la Diputación Provincial de 10 de enero de 1891. |

Los últimos datos apuntan a que Miranda de Ebro posee una población de 36 025 habitantes (INE 2024). Tras un descenso paulatino de población durante los años 1990, Miranda ganó habitantes año tras año durante la primera década del siglo XXI gracias a la llegada de vecinos alaveses en busca de una vivienda más barata y al aumento de población inmigrante (11 % del total). Sin embargo, la alta tasa de desempleo provocada por la crisis de 2008-2016, hizo caer fuertemente la población después de diez años de crecimiento ininterrumpido.
La entrada de algunos países como Bulgaria o Rumanía en la Unión Europea hicieron experimentar un aumento del padrón municipal muy significativo a mediados de la primera década del siglo XXI, alcanzando el máximo histórico en 2008 según el Instituto Nacional de Estadística. Según el ayuntamiento de la ciudad, Miranda de Ebro rebasó la cifra de 40 000 habitantes en marzo de 2008.
La ciudad es la segunda más poblada de la provincia de Burgos, solo por detrás de la capital provincial y por delante de Aranda de Duero. En la comunidad de Castilla y León es la undécima ciudad más poblada, detrás de Soria y delante de Aranda de Duero.
Miranda de Ebro ha sufrido dos explosiones demográficas en su historia. La primera data del año 1862, cuando se implanta el ferrocarril, que a final del siglo XIX da trabajo a 350 personas. La segunda explosión se produce en los años 1950 cuando se construyen grandes empresas como FEFASA o Montefibre. Si unimos a la industrialización de la ciudad el baby boom producido en toda España en los años 1960, podemos observar como la ciudad aumentó la población en 20 000 personas en treinta años.
Área de influencia: Si se analiza la población en un radio de solamente 12 km con centro en Miranda de Ebro, el número de habitantes asciende a 57 466 personas (según los datos del Instituto Nacional de Estadística de 2008). Dentro de esta área de influencia quedarían establecidos, entre otros, municipios tan importantes como Haro, Ribera Baja y Lantarón. Esta misma área ha experimentado entre 1986 y 2006 un crecimiento relativo de 9,75 % (un absoluto de 4856) ya que en aquel entonces, la zona citada contaba con una población de 49 797 personas.

## Administración y política

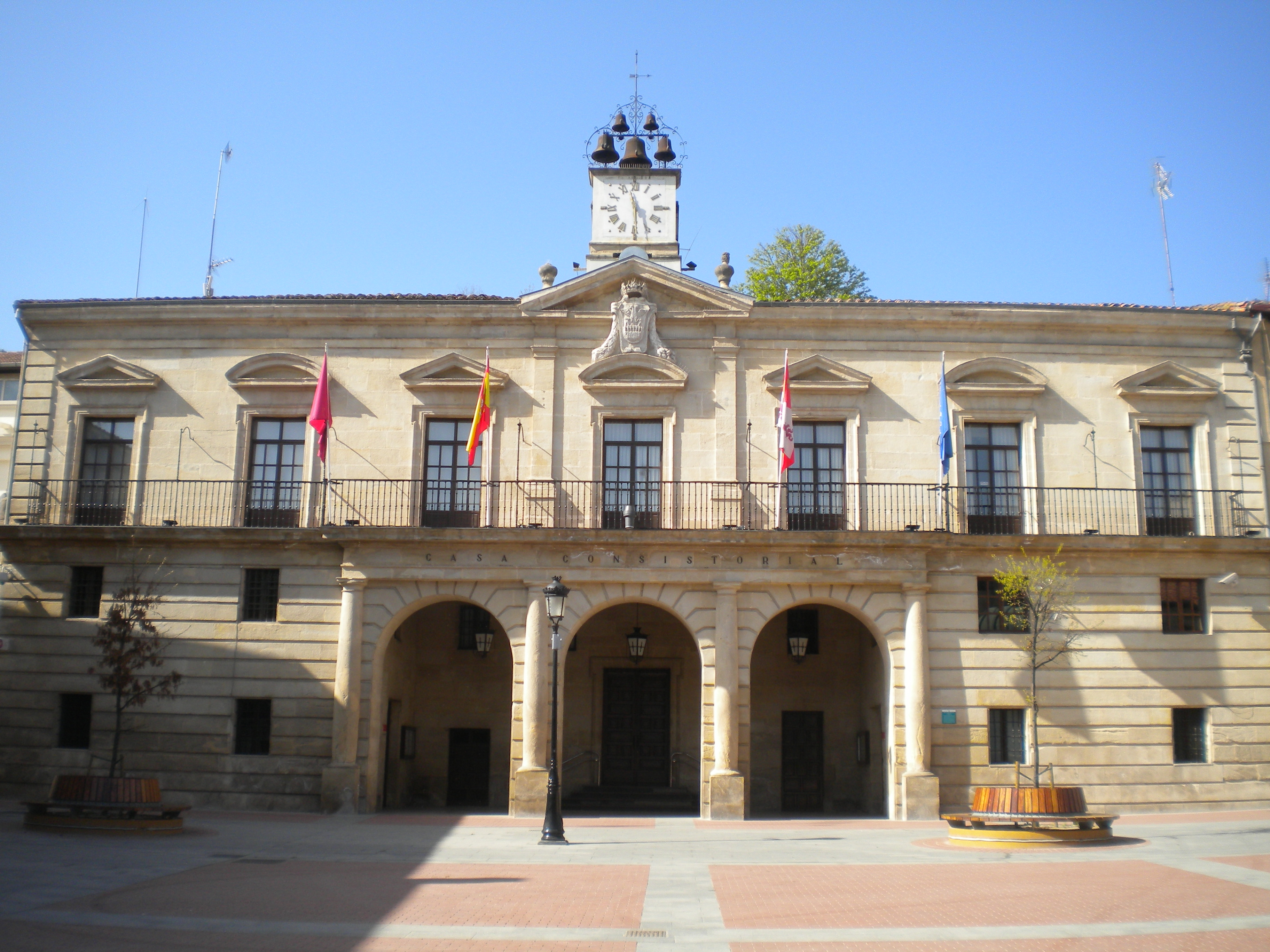
Ayuntamiento de Miranda de Ebro

La administración política local se realiza a través de su Ayuntamiento, cuyos componentes se eligen cada cuatro años por sufragio universal. El censo electoral está compuesto por todos los residentes empadronados en la ciudad mayores de 18 años y nacionales de España y de los otros países miembros de la Unión Europea. Según lo dispuesto en la Ley del Régimen Electoral General, que establece el número de concejales elegibles en función de la población del municipio, la corporación municipal está formada por 21 concejales.
La Junta de Gobierno está presidida por la alcaldesa. En 2022, la alcaldesa del municipio es Aitana Hernando Ruiz, del Partido Socialista Obrero Español, quien ocupa el cargo desde 2015, gobernando en solitario con mayoría absoluta en su segundo mandato al frente del Ayuntamiento.
En las elecciones municipales de 2019, de los 21 concejales a elegir, el PSOE obtuvo 11 concejales (con un 49,13 % de los votos), logrando así una mayoría absoluta. El Partido Popular obtuvo 5 concejales (con un 21,06 % de los votos), Ciudadanos-Partido de la Ciudadanía, que accedió por primera vez al consistorio mirandés, obtuvo 2 concejales (con un 9,89 % de los votos), Izquierda Unida obtuvo 2 concejales (un 8,26 % de los votos) y Podemos obtuvo 1 concejal (un 7,62 % de los votos). La coalición electoral Ganemos Miranda (Equo, Izquierda Mirandesa e INCIDE) perdió el concejal que tuvo en la anterior legislatura y no obtuvo representación municipal (recibió un 2,65 % de los votos). La participación en 2019 ascendió al 61,25 %. 
| Periodo   | Nombre                        | Partido | Partido                                  |
| --------- | ----------------------------- | ------- | ---------------------------------------- |
| 1979-1983 | José Luis Anuncibay Fuentes   |         | Partido Socialista Obrero Español (PSOE) |
| 1983-1995 | Julián Simón Romanillos       |         | Partido Socialista Obrero Español (PSOE) |
| 1995-1999 | Agustín Carlos Marina Meneses |         | Partido Popular (PP)                     |
| 1999-2002 | Pablo Nieva Muga              |         | Partido Popular (PP)                     |
| 2002-2003 | Julián Simón Romanillos       |         | Partido Socialista Obrero Español (PSOE) |
| 2003-2015 | Fernando Campo Crespo         |         | Partido Socialista Obrero Español (PSOE) |
| 2015-act. | Aitana Hernando Ruiz          |         | Partido Socialista Obrero Español (PSOE) |

El Ayuntamiento de Miranda de Ebro se estructura en diferentes áreas: de Hacienda, Patrimonio, Contratación y Personal; de Turismo y Promoción Económica; de Urbanismo y Licencias; de Educación, Cultura y Juventud; de Igualdad, Memoria Histórica, Barrios y Pedanías; de Deportes; de Fiestas, Ferias, Comercio y Consumo; de Medio Ambiente; de Servicios Sociales y Seguridad Ciudadana y de Obras y Servicios.
La casa consistorial se ubica en la plaza de España, en pleno corazón del casco antiguo. Junto al edificio principal se encuentran las oficinas municipales y el Servicio de Atención Ciudadana (SAC). El 27 de abril de 1915, el Ayuntamiento de Miranda de Ebro recibió el tratamiento de Excelentísimo por parte del rey Alfonso XIII.
| Partido político                         | 2023        | 2023        | 2023        | 2019  | 2019  | 2019       | 2015  | 2015  | 2015       | 2011  | 2011  | 2011       | 2007  | 2007  | 2007       |
| Partido político                         | %           | Votos       | Concejales  | %     | Votos | Concejales | %     | Votos | Concejales | %     | Votos | Concejales | %     | Votos | Concejales |
| Partido Socialista Obrero Español (PSOE) | 37,02       | 5065        | 9           | 49,12 | 8188  | 11         | 40,35 | 5915  | 10         | 40,02 | 6958  | 9          | 43,50 | 7318  | 10         |
| Partido Popular (PP)                     | 31,24       | 4274        | 7           | 21,06 | 3510  | 5          | 30,17 | 4423  | 7          | 43,77 | 7609  | 10         | 38,59 | 6492  | 9          |
| Podemos                                  | 16,38       | 2242        | 4           | 7,62  | 1270  | 1          | 7,65  | 1121  | 1          | —     | —     | —          | —     | —     | —          |
| Vox                                      | 6,81        | 933         | 1           | —     | —     | —          | —     | —     | —          | —     | —     | —          | —     | —     | —          |
| Ciudadanos (CS)                          | 2,99        | 410         | 0           | 9,89  | 1649  | 2          | 0,01  | 1     | 0          | —     | —     | —          | —     | —     | —          |
| Izquierda Unida (IU)                     | Con Podemos | Con Podemos | Con Podemos | 8,26  | 1377  | 2          | 9,80  | 1437  | 2          | 9,71  | 1688  | 2          | 11,19 | 1883  | 2          |
| Ganemos                                  | —           | —           | —           | 2,64  | 441   | 0          | 6,16  | 903   | 1          | —     | —     | —          | —     | —     | —          |

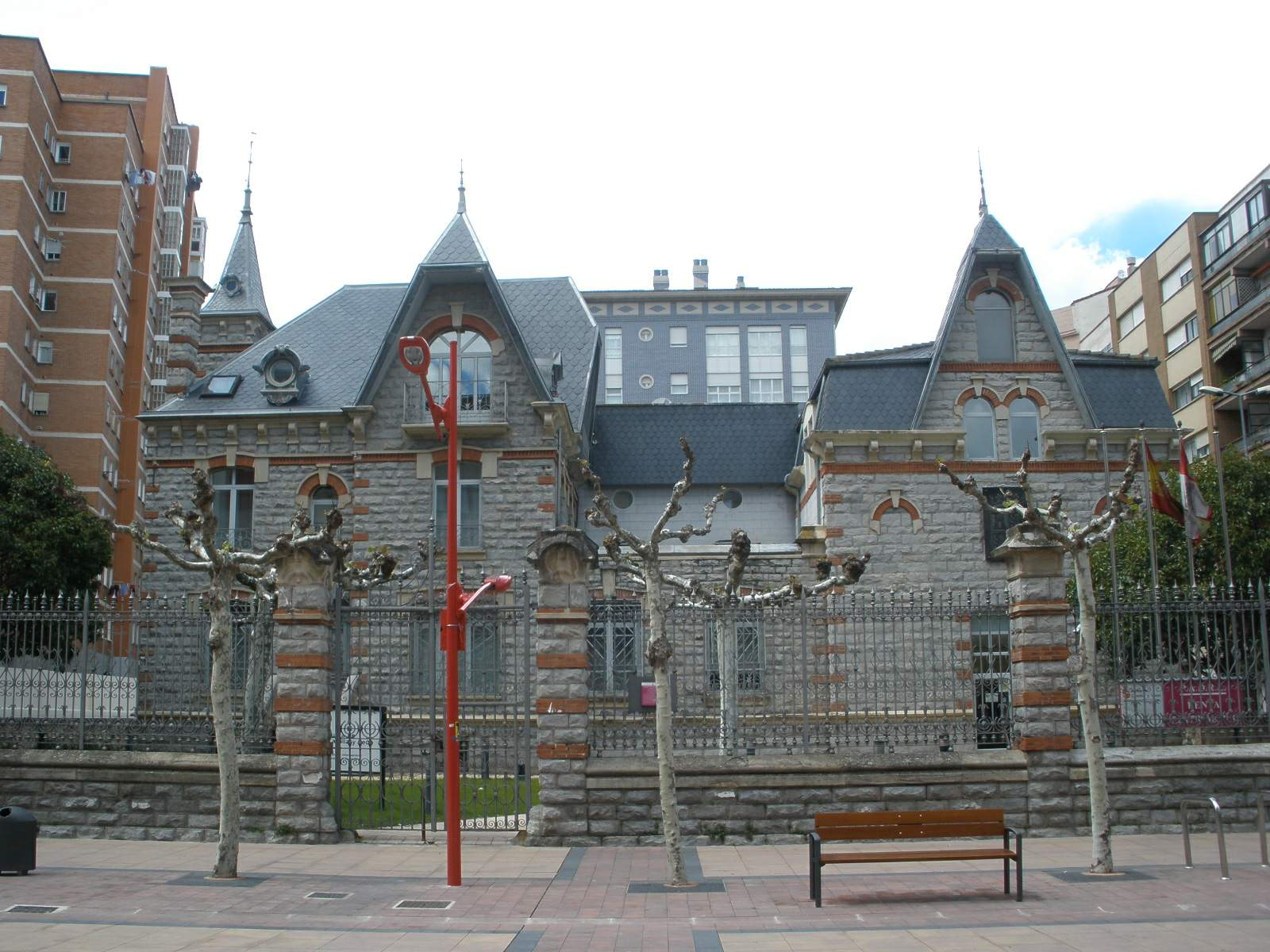
Dependencias de la Junta de Castilla y León en la calle de la Estación, antiguo Convento de las Agustinas

Miranda de Ebro cuenta con una sede de la subdelegación de la Junta de Castilla y León que representa al máximo órgano de gobierno de la región en la ciudad. También existe un edificio gubernamental que engloba a la Administración y Tesorería de la Seguridad Social así como al Ministerio de Hacienda.
La ciudad es cabeza de partido judicial, el número 4 de la provincia de Burgos, cuya demarcación comprende la ciudad de Miranda de Ebro más trece poblaciones de la comarca del Ebro. En la ciudad se encuentran dos Juzgados de Primera Instancia/Instrucción.

## Patrimonio

### Arqueología

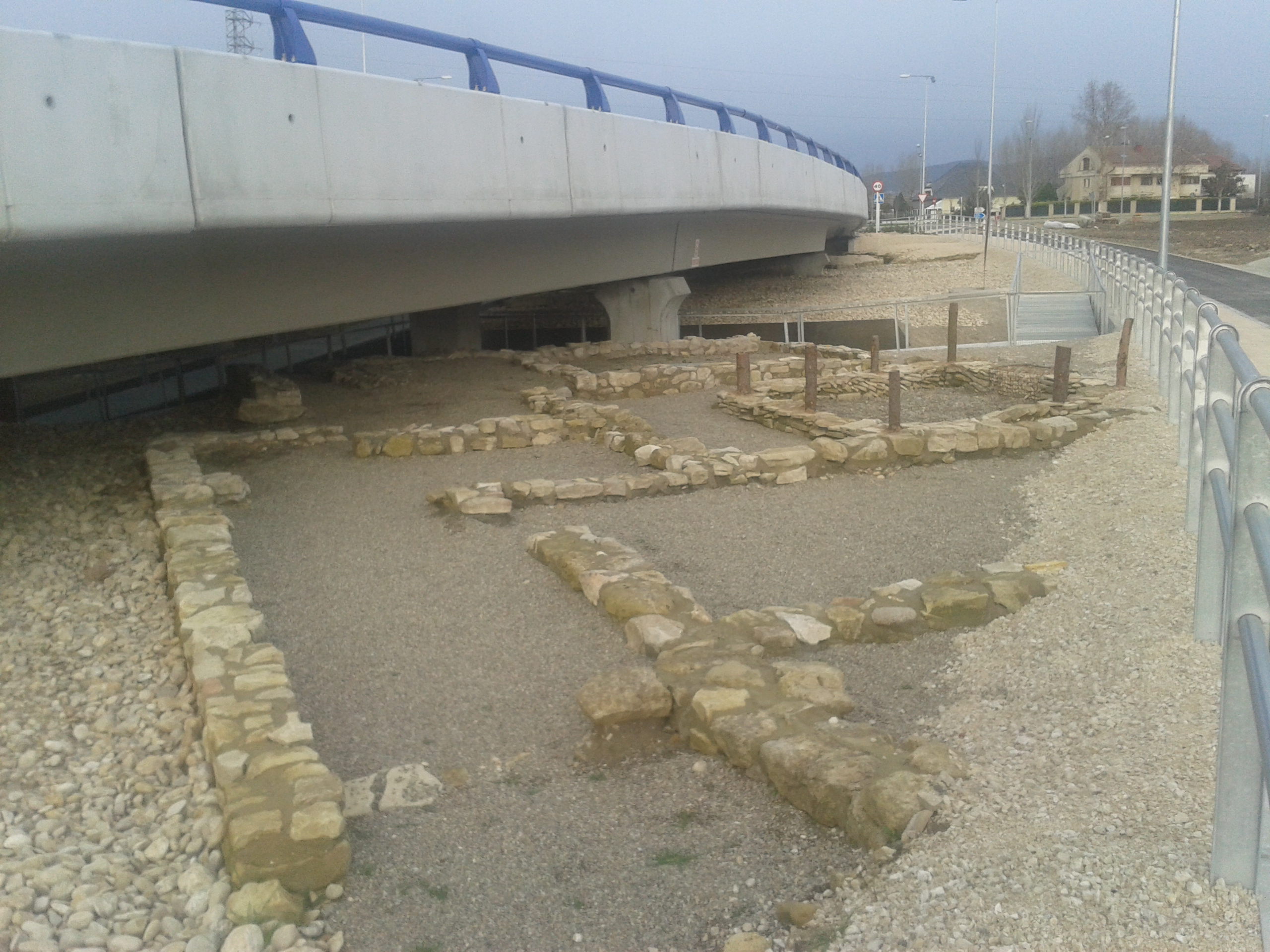
Restos del yacimiento de Arce-Mirapérez

- Restos del yacimiento de Arce-MirapérezDeóbriga es el nombre de una ciudad que ha sido ubicada en el yacimiento arqueológico de Arce-Mirapérez, situado en Miranda de Ebro. El yacimiento ocupa un paso estratégico debido a que se ubica junto a un antiguo vado en el cauce del río Ebro que permitía cruzarlo. Los restos arqueológicos ocupan una superficie de más de 26 hectáreas.[53] El conjunto arqueológico alberga los restos de época autrigona correspondientes a la citada ciudad de Deóbriga así como su posterior transformación en una ciudad romana. Fue, durante los siglos I y II, una de las principales ciudades de la calzada Ab Asturica Burdigalam. En la otra orilla del río, enfrente de estos restos, se encuentran los restos de Revenga, posible emplazamiento visigodo. Sobre el yacimiento se localiza actualmente la pequeña aldea de Arce.[54]

- Necrópolis tardorromana de Cabriana: En este yacimiento arqueológico situado en el paraje de Cabriana, junto al río Ebro, se excavó una necrópolis del Bajo Imperio Romano, asociada a una villa agrícola, pero esta perteneciente al municipio de Lantarón (Álava). En la necrópolis se observa un cambio hacia la inhumación de los cuerpos, en cuyas tumbas se hallaron objetos de terra sigillata, vidrios o un tesorillo de época de Magnencio (350-353 d. C.), que en gran parte se encuentran expuestos en el Museo de Burgos de la capital provincial.

### Arquitectura civil

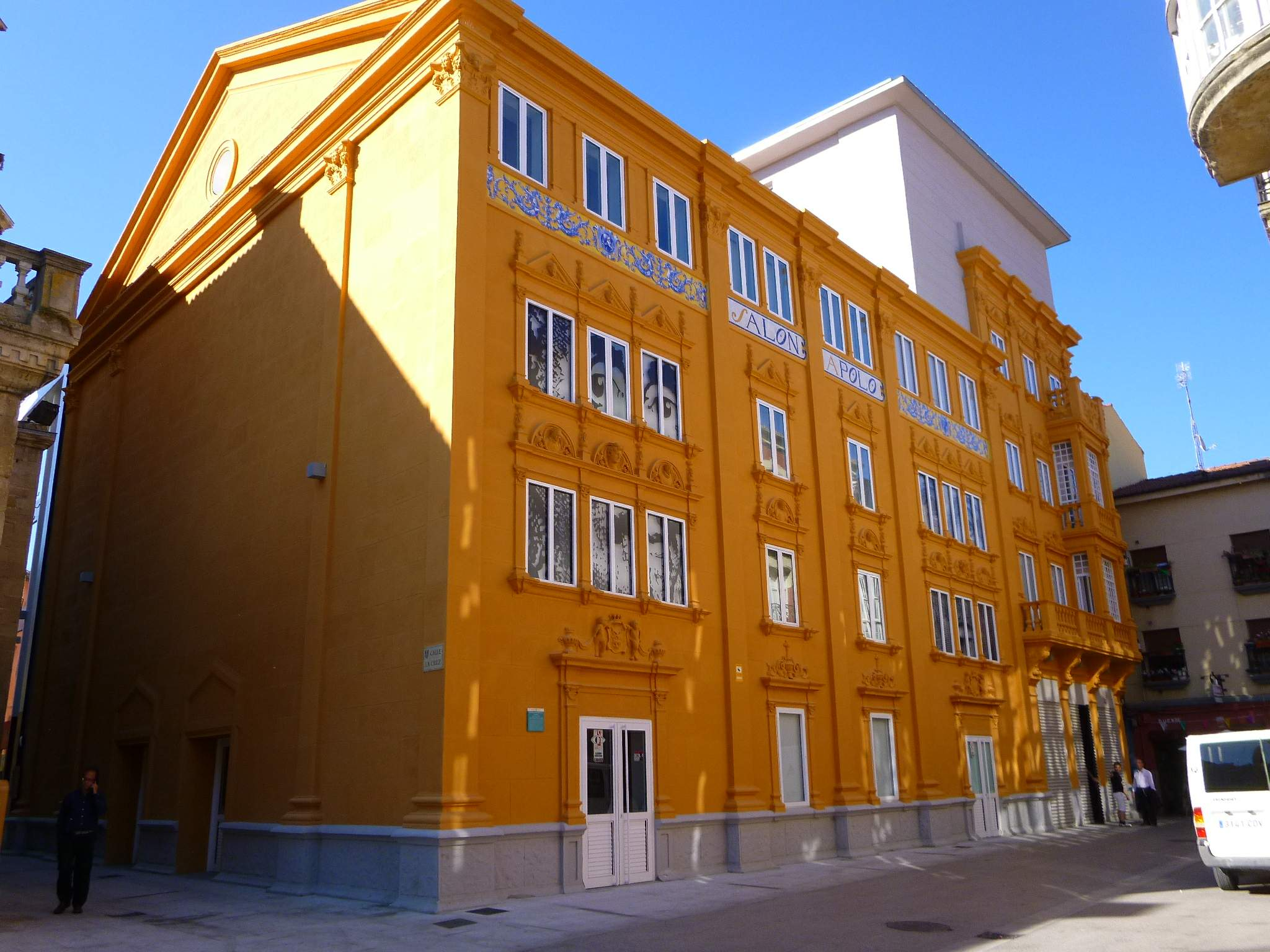
Teatro Apolo, de estilo neoclasicista

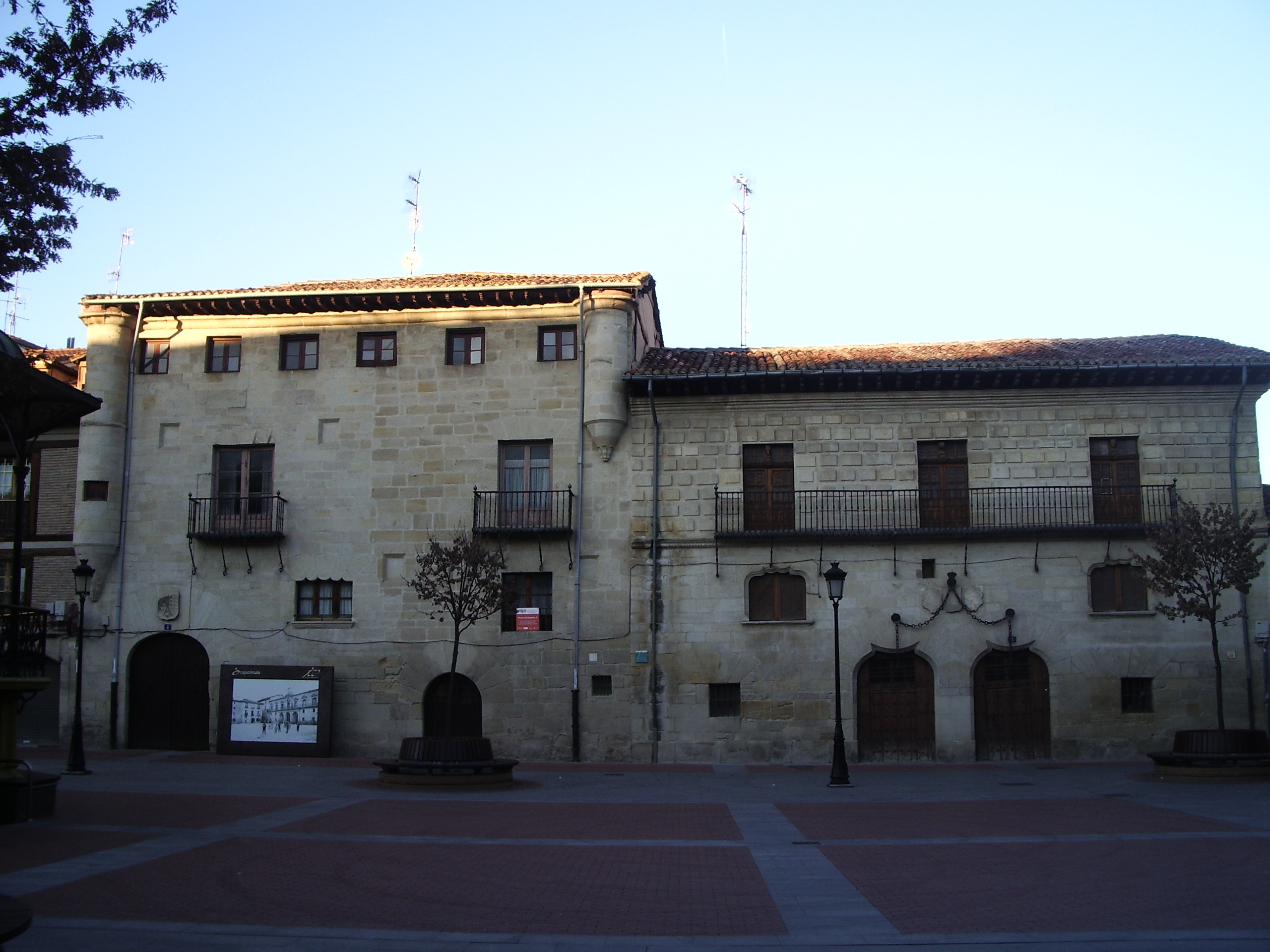
Casa de las Cadenas y Casa de los Urbina, ambas del sigo XVI

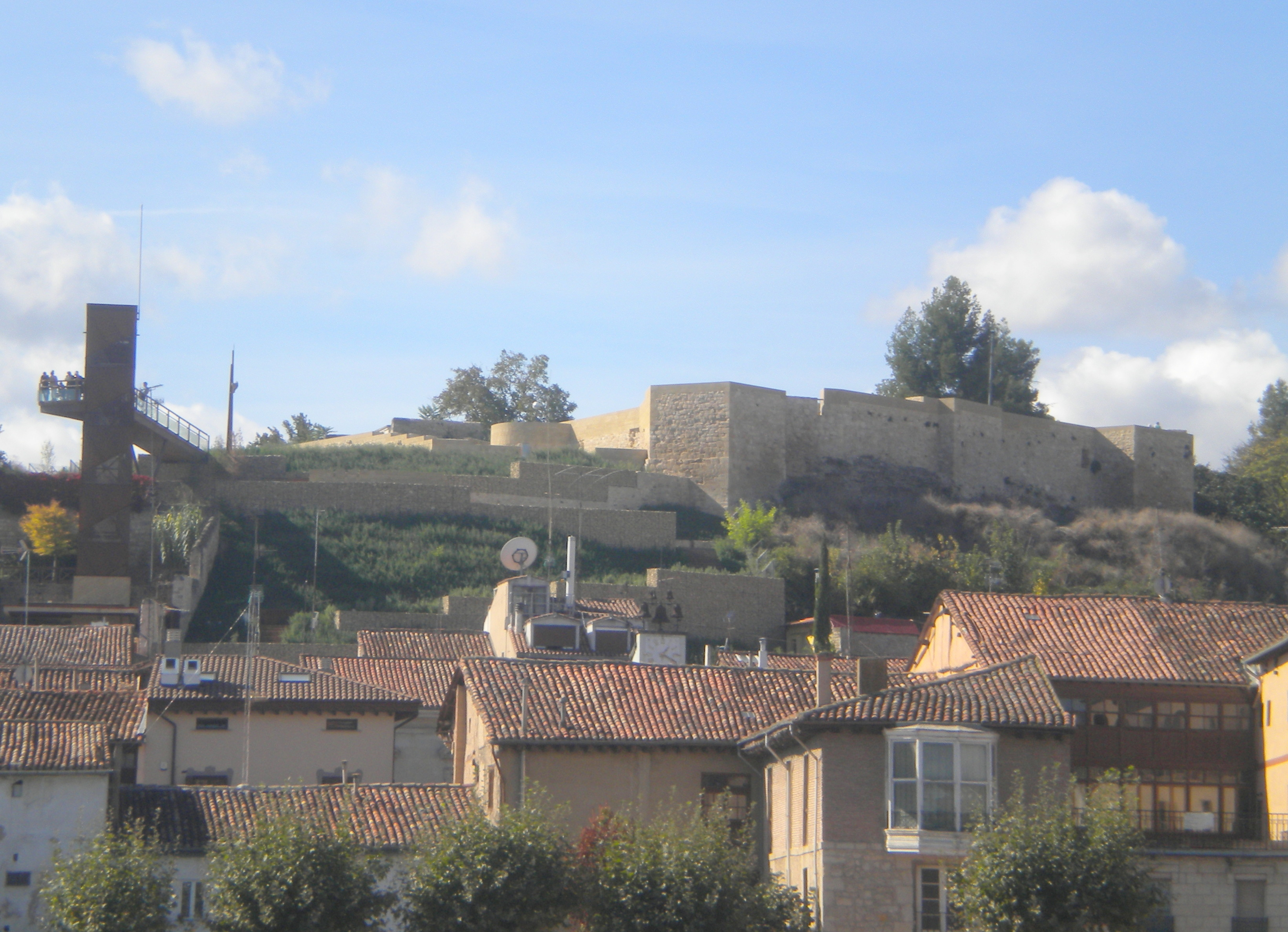
Centro de Interpretación del castillo y el jardín botánico, en el casco antiguo

- Puente de Carlos III: construido en 1777 bajo la dirección del arquitecto Francisco Alejo de Aranguren, consta de seis arcos y cuenta con tajamares a ambos lados para disminuir el impacto de las aguas. Dos leones custodian el puente desde 1786, obra del escultor alavés Juan Antonio de Moraza; uno de ellos sujeta el escudo real y el otro el de la ciudad.
- Casa Consistorial: La actual casa consistorial se levanta en la plaza de España desde 1788. El edificio es obra de Francisco Alejo de Aranguren y está revisado por Ventura Rodríguez. Se trata de un edificio de estilo neoclásico, construido en sillería. Los vanos de la balconada principal están rematados por una alternancia de frontones triangulares y semicirculares.
- Casas solariegas: Varios palacetes salpican el casco antiguo de Miranda de Ebro. Destaca el Palacio de los Condes de Berberana del siglo XVI. En ella se hospedó Napoleón Bonaparte y el rey Fernando VII, que en 1828 colocó unas cadenas como recuerdo de su estancia. Otro edificio notable es la Casa de los Urbina, también del siglo XVI, en el que destacan sus cubos defensivos. En ella se hospedó el rey Felipe IV, en su camino a Francia, y Margarita de Saboya, virreina de Portugal donde además falleció en 1655.
- Estación de ferrocarril: Construida en 1862 por el arquitecto inglés Charles Vignoles, se trata de una de las estaciones más antiguas del norte de España. En ella confluyen la línea Madrid-Irún y Castejón-Bilbao. De estilo victoriano destacan sus marquesinas cuyo hierro fue fundido en los talleres londinenses Frederick Braby.
- Teatro Apolo: Singular edificio construido en 1921, es obra del arquitecto riojano Fermín Álamo. Destaca su decoración historicista como demuestran los bustos erigidos en las ventanas y la ornamentación vegetal. El edificio colindante es del mismo estilo y se unió al teatro tras su rehabilitación a partir de 2013. Fue reinaugurado de nuevo en 2015.
- Castillo: de él tan sólo se conservan algunas murallas visibles, aunque desde 2009 se encuentra en proceso de recuperación. Fue construido en el siglo XIV por el Conde Don Tello. Se mantuvo operativo hasta el siglo XIX durante las guerras carlistas. A comienzos del siglo XX se desmanteló y rellenó de tierra, y muchas de sus piedras sirvieron para construir la ya desaparecida plaza de toros.[55]
- La Picota: Esculpido en 1569 por el maestro local Maese Miguel de Aguirre, se trata del "rollo de la villa", símbolo del poder judicial.
- Plaza de Abastos: Inaugurada en 1917, se sitúa en pleno centro. Destaca la solidez del conjunto y su cierto acabado islámico.
- El monumento "Vivir Miranda", o comúnmente "M", es una escultura de grandes dimensiones ubicada en una céntrica plaza de la ciudad. Se trata de una pieza tricolor instalada en noviembre de 2010 que representa la imagen de la Miranda de Ebro del siglo XXI.
- Antiguo Convento de las RR.MM. Agustinas Recoletas: La familia Troconiz construyó en 1911 un chalet de aires norteños, posteriormente lo vendió a las RR.MM. Agustinas Recoletas que lo ampliarían en 1950 con una capilla de similar estilo. Destaca su torreón piramidal y su fachada de piedra almohadillada. Desde 1998 pertenece a la subdelegación de la Junta de Castilla y León.

### Arquitectura religiosa

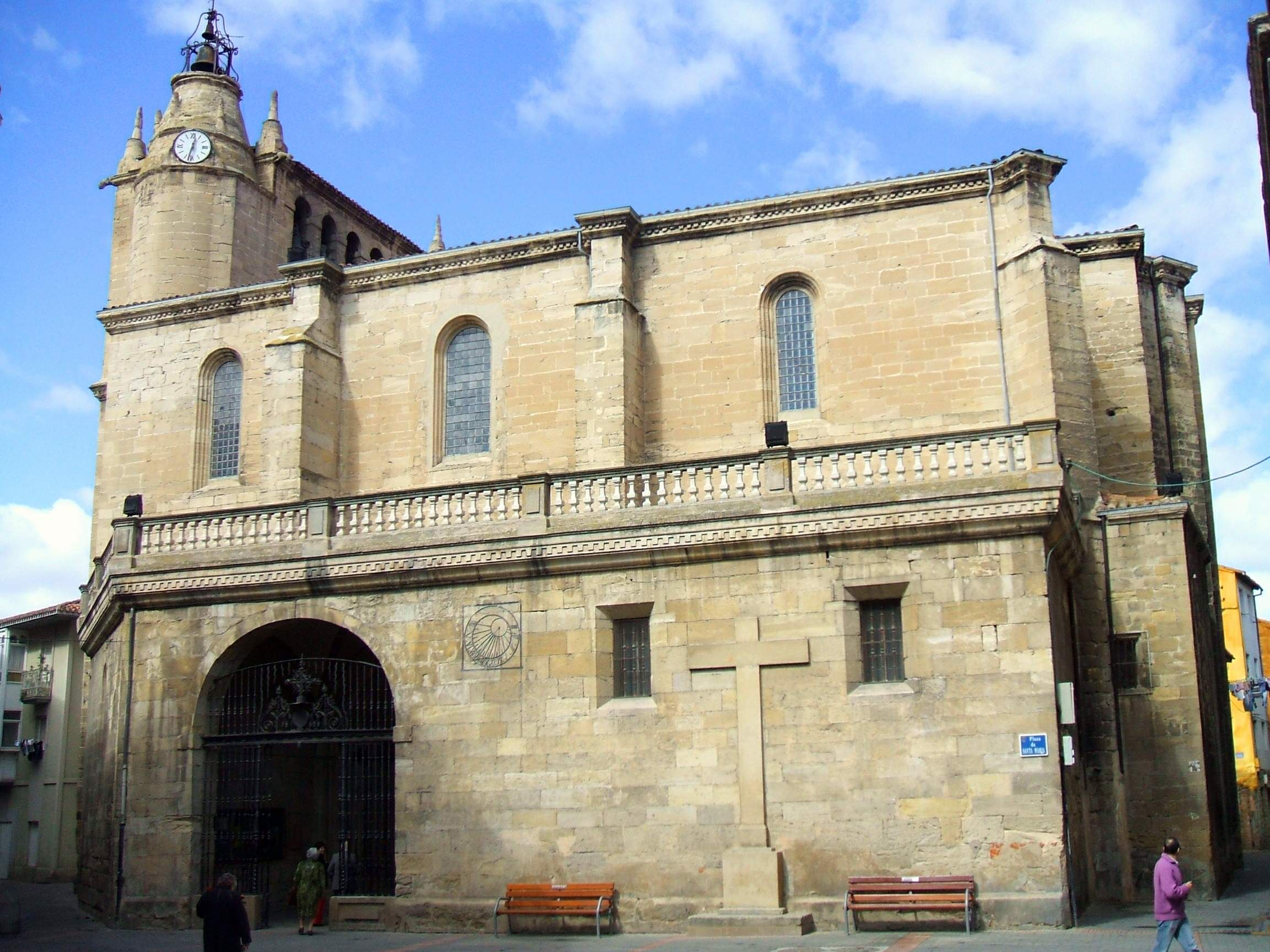
Iglesia de Santa María de Altamira, patrona de Miranda

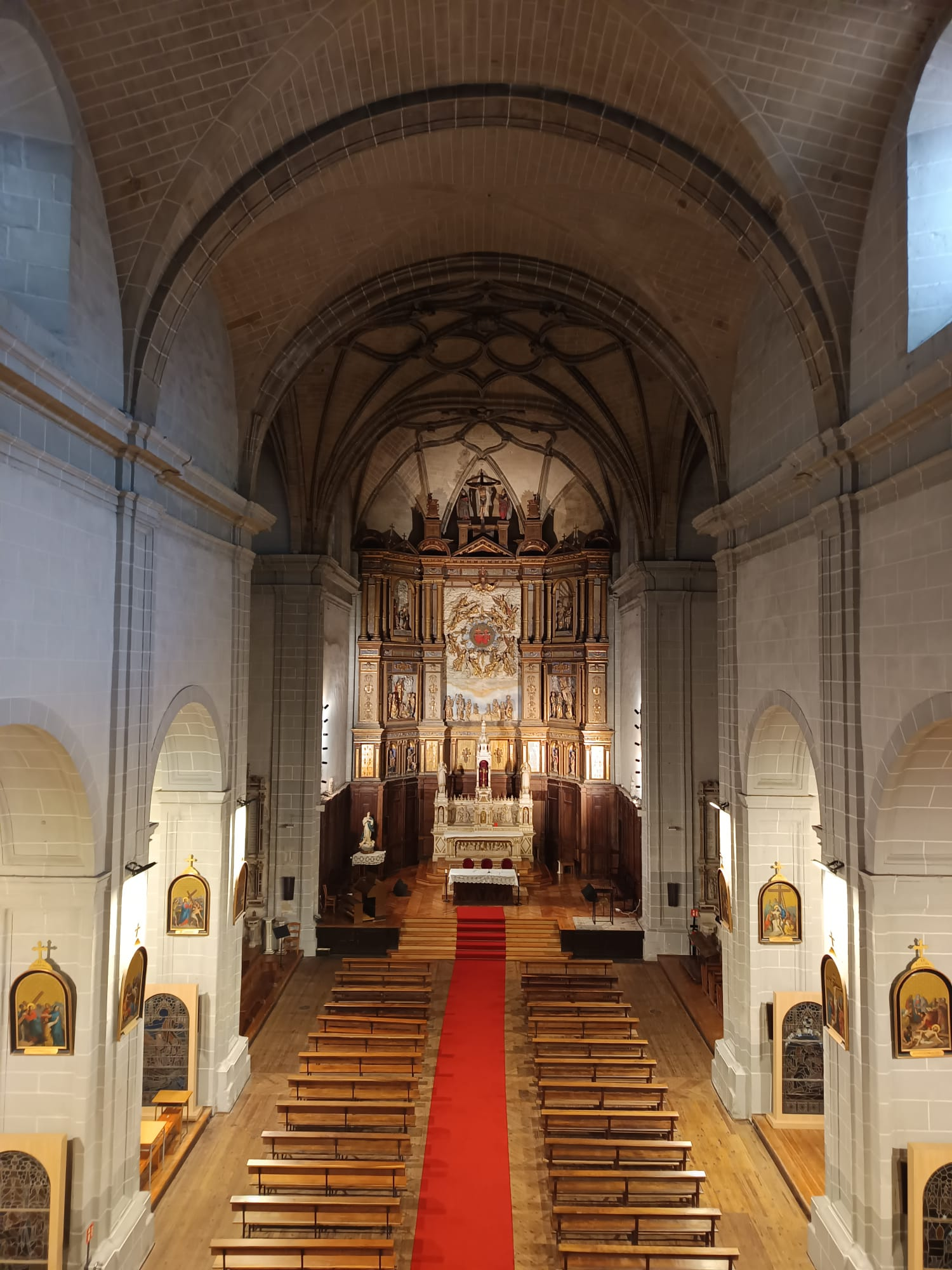
Interior de la Iglesia de los Sagrados Corazones.

- Iglesia del Espíritu Santo: Antiguamente se la conocía bajo la advocación de san Nicolás. Se trata de un templo románico, mencionado en el Fuero de Miranda de 1099. Su portada y su ábside son del siglo XIII y su reducida nave gótica del siglo XVI. Antes de la guerra civil (mayo de 1936), sufrió importantes daños y desde su rehabilitación se la denomina del Espíritu Santo.
- Iglesia de Santa María: Construida en el siglo XVI, su estilo está a camino entre gótico tardío y renacentista. En su interior descansa el cuerpo momificado de Pascual Martínez El Chantre, en el lugar donde fundó para pobres y peregrinos del Camino Vasco del Interior un hospital.
- Iglesia de los Sagrados Corazones: Situada en el antiguo convento de San Francisco, la iglesia fue construida en el siglo XVI. Destaca su espadaña barroca construida en 1693.
- Antigua iglesia de San Juan: Oculta entre las casas, la antigua iglesia de San Juan se encuentra en ruina desde 1875. A pesar de ello, en su interior se conservan las naves principales decoradas con una cuidada policromía, la pila bautismal y los ventanales ojivales polilobulados.
- Iglesia de San Nicolás: Construida en 1945, su proyecto quedó segundo en el Certamen Nacional de Arquitectura de aquel año. Consta de tres naves de aspecto basilical, ábside y un gran rosetón en su portada. En su interior destacan los grandes lienzos adheridos a la pared del ábside pintados por Manuel Navarro y su hermano.
- Iglesia de Nuestra Señora de los Ángeles: También llamada iglesia de FEFASA por construirse, en 1951, a iniciativa de la cercana planta química del mismo nombre. Se emplaza en el barrio de Los Ángeles, en las afueras de la ciudad. Se trata de un notable ejemplo de arquitectura religiosa racionalista.

## Servicios

### Educación y Campus Universitario

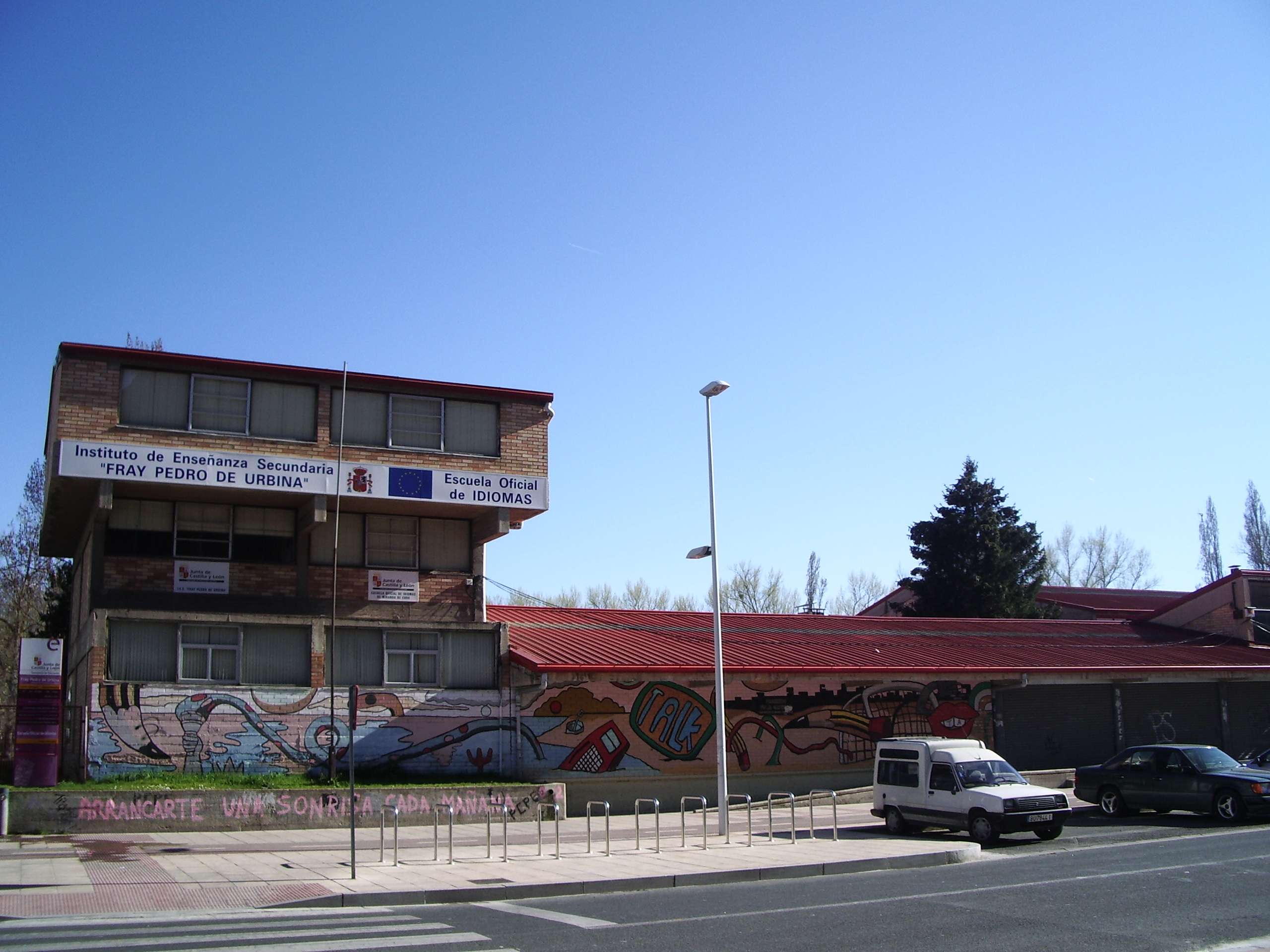
Escuela Oficial de Idiomas e Instituto Fray Pedro de Urbina

Entre los centros educacionales de la ciudad existen siete colegios públicos de educación primaria, dos colegios concertados, dos institutos de educación secundaria y una Escuela Oficial de Idiomas, donde se imparte inglés, francés, alemán, euskera e italiano. En Miranda de Ebro, durante 2010, había 3313 alumnos cursando educación infantil y primaria.

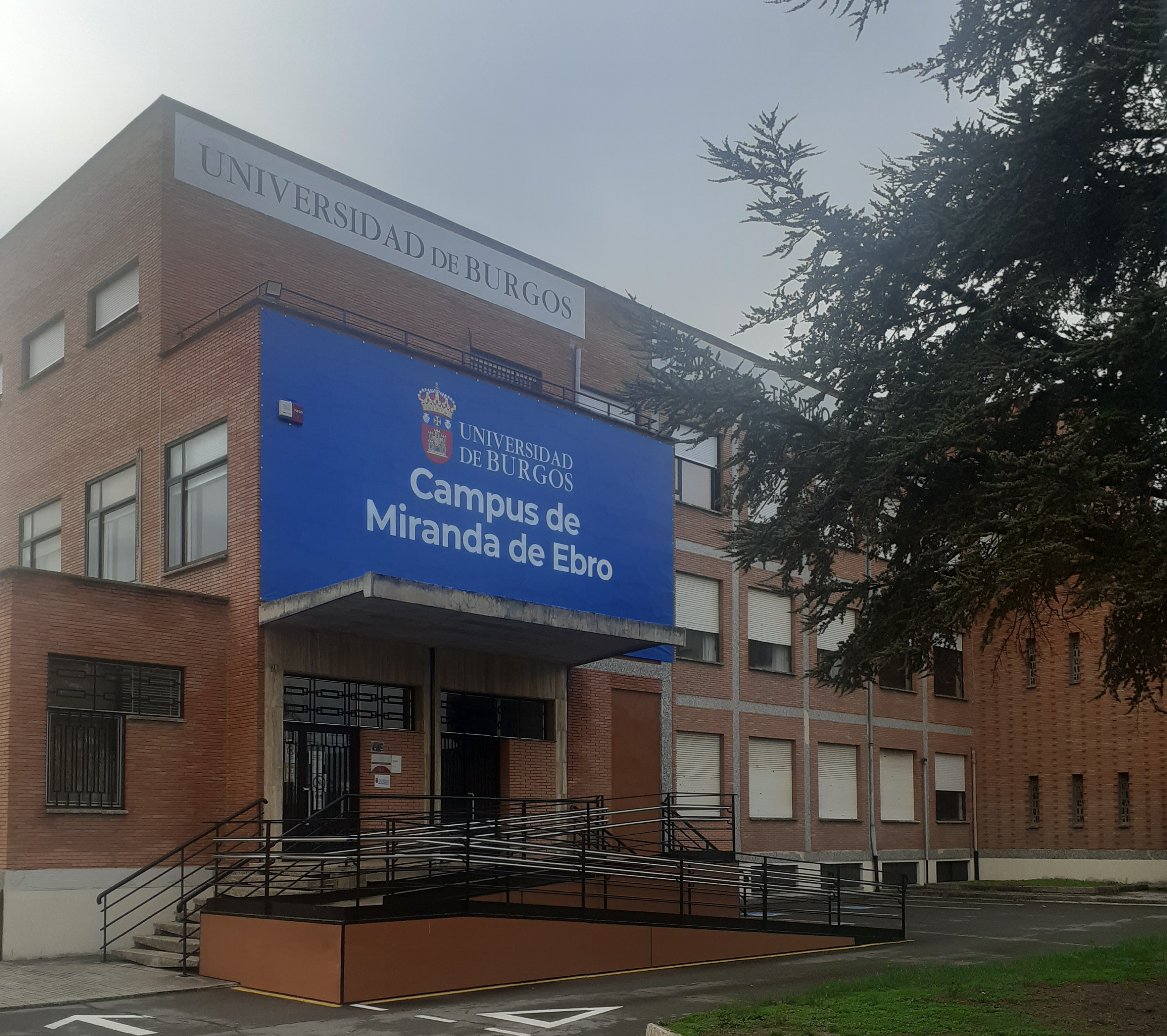
Escuela Politécnica Superior del Campus de Miranda de la Universidad de Burgos.

En el curso 2023/2024 la Universidad de Burgos abre el Campus Universitario de Miranda, el primero fuera de la capital provincial. Su ubicación se encuentra en el barrio de El Crucero, y el edificio del Instituto Técnico Mirandés alberga también la Escuela Politécnica Superior del Campus universitario mirandés.
Las titulaciones ofertadas para el curso 2023/2024 son:
- Grado Dual en Tecnologías Digitales para la Empresa[59]

En el edificio del antiguo Colegio de Aquende, lugar donde se encuentra el Centro de Formación del Profesorado e Innovación Educativa de la ciudad, se imparten algunos estudios universitarios, gracias a la Universidad Nacional de Educación a Distancia, como:
- Ingeniería Técnica en Informática de Gestión.[61]
- Ingeniería Técnica en Informática de Sistemas.[61]
- Cursos de Verano de la Universidad de Burgos.[62]

Asimismo, la Universidad Isabel I cuenta con una sede en la Cámara de Comercio.
En el ámbito de la Formación Profesional, el Centro Integrado de Formación Profesional Río Ebro es el único centro de estas características del norte de Castilla y León. El otro centro público que oferta Formación Profesional en la localidad es el IES Fray Pedro de Urbina. Por su parte, desde la oferta privada el Instituto Técnico Industrial promueve la enseñanza en los ámbitos pre-laborales, laborales y desempleados. Se ubica en el edificio que el instituto posee en el barrio de El Crucero.

### Sanidad

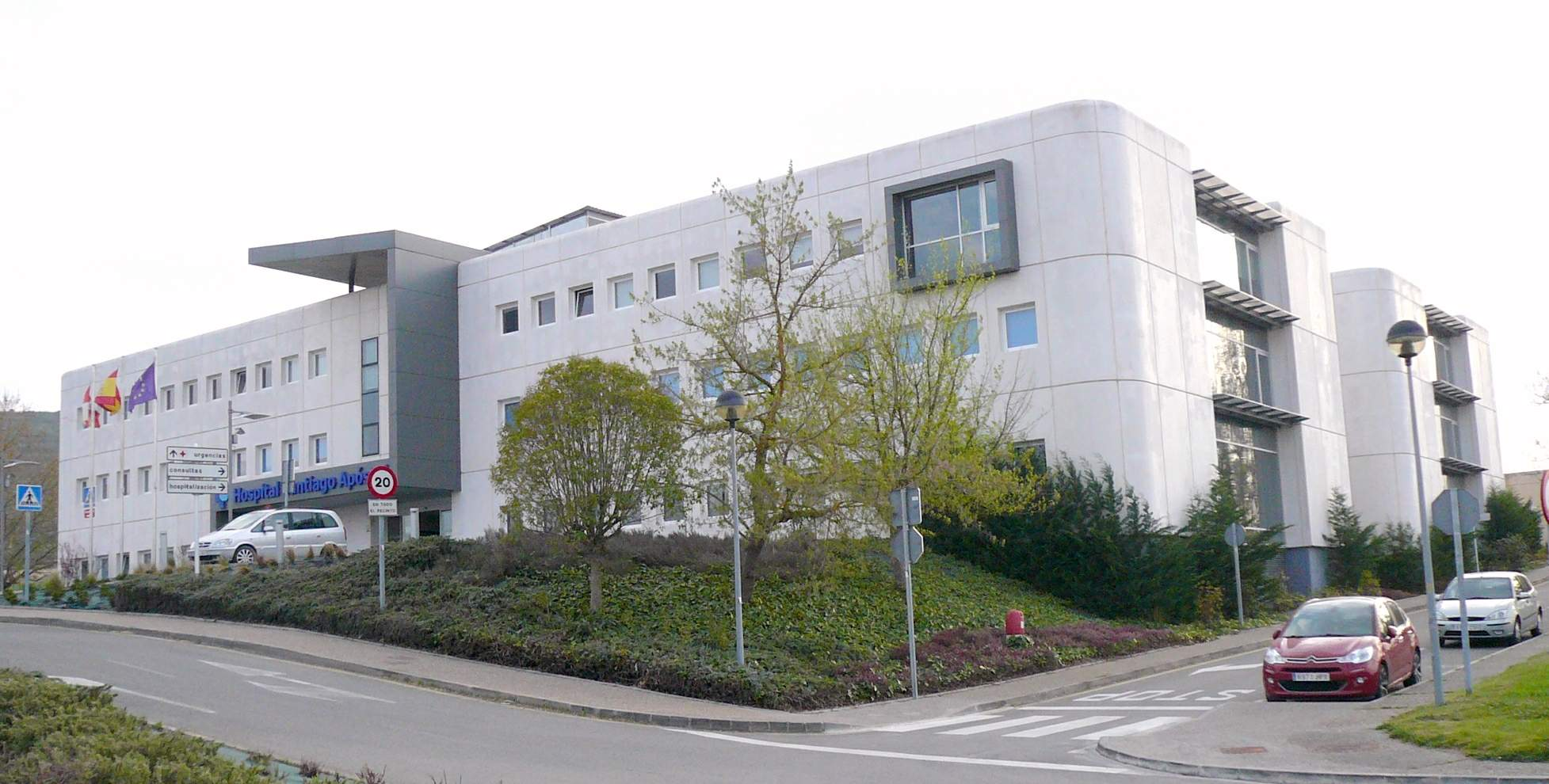
Hospital de Santiago Apóstol, inaugurado en 1988

Miranda de Ebro cuenta con tres centros sanitarios de titularidad pública, gestionados por la Sanidad de Castilla y León (Sacyl): el Hospital comarcal Santiago Apóstol, el centro de salud Miranda Oeste, y el centro de salud Miranda Este.
Además, en la ciudad existe un puesto permanente de Cruz Roja Española, catorce farmacias y tres residencias para la tercera edad. También existen pequeños centros privados de médicos especialistas.

### Transporte y comunicaciones
Su privilegiada situación geográfica a caballo entre la Meseta Norte, el valle del Ebro y el País Vasco, hace que Miranda de Ebro esté considerada un importante nudo de comunicaciones, especialmente ferroviario.
Carretera

Por el municipio discurren numerosas carreteras nacionales, autovías y autopistas que unen a la ciudad con todas las capitales que la rodean. Es, además, punto de paso en las rutas internacionales europeas.

- A-1 (Autovía del Norte): Reaparece en la salida noreste del municipio por conversión en autovía de la carretera convencional N-1, que atraviesa el término municipal entre los pK 314 y 321.
- AP-1 (Autopista del Norte), actualmente está liberada de peaje, conecta Burgos con Armiñón.

Los accesos al centro de la ciudad por carretera se realizan principalmente por la Ronda Este, un vial de doble calzada que comunica la N-1 y la A-1 con el este de la ciudad hasta la BU-740, que es otra vía de entrada procedente de La Rioja y de la AP-68. La carretera Nacional-1 a su paso por Miranda de Ebro es una travesía, por tanto existen varios accesos directos al casco urbano. Otros accesos importantes son los de las carreteras BU-730 (crta. de Orón) que conecta con la N-1 por el oeste; la BU-733 (crta. de Bardauri) y BU-735 (crta. de Ircio) que conectan con La Rioja por el sur y la BU-743 (crta. de Bilbao) que conecta por la AP-1 por el norte. Dentro de la ciudad, la calle Ronda del Ferrocarril es la principal vía rápida que rodea gran parte de ella.
Autobuses

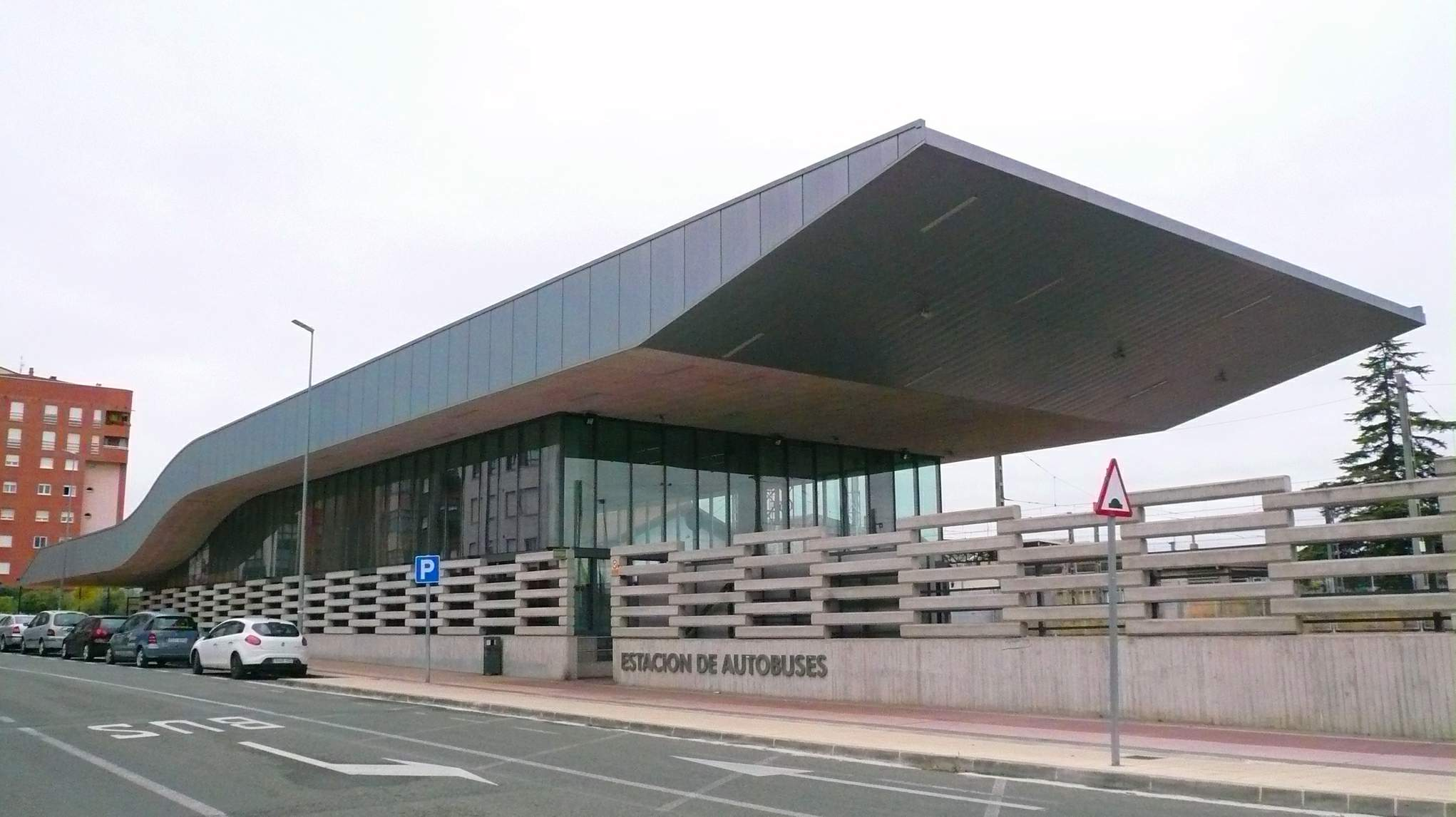
Estación de autobuses, inaugurada en 2012

La estación de autobuses de Miranda de Ebro está ubicada en la calle Ronda del Ferrocarril, en el centro de la ciudad, a escasos metros de la estación de ferrocarril. El inicio de las obras de construcción fue en 2009 y terminaron en junio de 2011. Su inauguración y apertura tuvieron lugar en noviembre de 2012. Desde la terminal, se ofrecen servicios de diferentes compañías que enlazan diariamente con el resto de las localidades de la provincia y con otras muchas ciudades, como por ejemplo Logroño, Haro, Bilbao o Vitoria. Desde 2018 el servicio metropolitano de autobuses de Vitoria cubre el trayecto Miranda-Vitoria con las tarjetas BAT.
Transporte urbano
Para el transporte interno público existe una flota de autobuses urbanos que opera en 3 líneas:
| Línea | Recorrido                                  |
|       | Hospital - Lago (1A) Hospital - Bayas (1B) |
| L2    | E.Leclerc - Polideportivo                  |

La compañía encargada de la gestión de dichos vehículos es la local Autobuses Ángel Herrera S. A., que ha realizado desde que se comenzara a explotar el servicio urbano de la ciudad. Existen además, aunque en recorridos únicos semanales, dos líneas metropolitanas que unen la ciudad con pedanías y algunas poblaciones del partido judicial de Miranda, así como con el vecino municipio alavés de Rivabellosa.
Las líneas de autobús comparten recorrido en la zona centro de Miranda, teniendo entre semana unas frecuencias de 15 minutos en sentido Hospital y en sentido Lago/Polígono de Bayas. Las frecuencias de las líneas 1 son de 30 minutos en servicio matutino (hasta 15:30), mientras que dicha frecuencia solo se mantiene en la 1A, ya que la 1B realiza por las tardes 2 expediciones más. El tramo común de ambas líneas pasa a estar servido cada 15 minutos en laborables desde el inicio del servicio hasta las 15:30.
El servicio de ambas líneas 1 se realiza con 4 autobuses de 10 m, usando 2 para la línea A y otros 2 para la B. Los fines de semana, solo funciona la línea 1A con frecuencias de 60 minutos, empleando 2 autobuses en los que se suele combinar uno de 10 m con otro micro de 8 m.
La L2 comunica en diferentes servicios el polideportivo ubicado cerca del estadio Anduva, con la zona de supermercados en Las Californias y con el colegio del barrio anexo a las superficies comerciales, Las Matillas. Existen unas expediciones específicas entre semana, y aumenta el número de expediciones en los meses de julio y agosto, puesto que en el polideportivo se encuentran las piscinas municipales. La línea funciona con un solo microbús y en días lectivos suele acabar con una última expedición sobre las 15:00 aproximadamente, no se ofertan servicios en fines de semana.
A partir del 1 de marzo de 2021, la flota del autobús urbano se moderniza con 6 nuevos autobuses: 4 de ellos de 10m de longitud y 3 puertas de acceso (tipo midibús), y otros 2 de 8m de longitud y 2 puertas (tipo microbús). Los 4 midibuses son de la marca turca Otokar Kent C; mientras que los 2 restantes son fabricados en España por la carrocera Ferqui, modelo Sunrise que montan un chasis Iveco Daily. Los nuevos autobuses cuentan con la tecnología diésel Euro VI en materia de emisiones, siendo los más eficientes en este aspecto y cambian el color de la carrocería por un característico rojo tinto que según la iluminación pueden parecer semi rosas. Con esta renovación se retiran los 6 autobuses antiguos de color azul y que fueron adquiridos de segunda mano a la empresa madrileña Autobuses Prisei.
El urbano de Miranda de Ebro, se caracterizó durante muchos años por llevar propaganda del que se podría considerar el patrocinador del momento, la Caja de Ahorros del Círculo Católico, más conocida como Cajacírculo. Cuyo nombre aparecía en los postes y marquesinas que fueron sustituidas por las paradas actuales, a modo de propaganda.
Desde la renovación el urbano de Miranda (en 2021) se dejan de lado los logos de la empresa concesionaria, y los cambia por los nombres de la empresa: Autobús Miranda SL y el del servicio: Urbanos de Miranda.
Ferrocarril

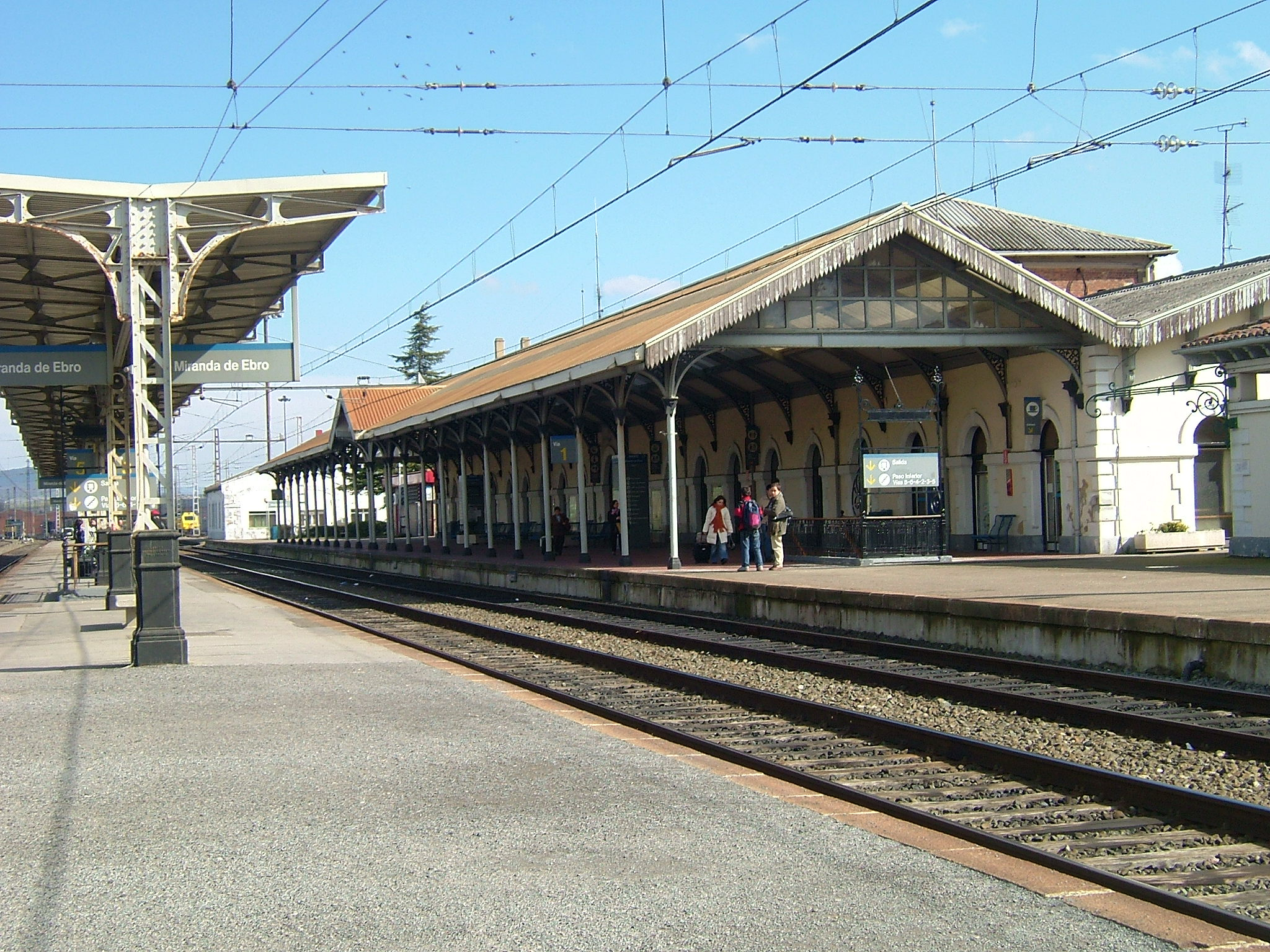
Estación de tren

La estación de ferrocarril de Miranda de Ebro está considerada de primer orden dentro del escalafón nacional. En ella confluyen dos líneas: Madrid-Irún y Castejón-Bilbao. En 2012, se cumplió siglo y medio de la llegada del ferrocarril a la ciudad, ya que el primer tren hizo presencia en 1862. Unió Madrid con la frontera francesa y estaba considerada como la principal vía de comunicación ferroviaria entre España y el resto de Europa. Situada en un punto clave del trayecto, Miranda de Ebro pronto se convirtió en un importante nudo de comunicaciones entre el centro y el norte del país, así como entre el Valle del Ebro y la costa cantábrica.
Desde diciembre de 2007, la ciudad está conectada con las principales capitales de provincia mediante el servicio de alta velocidad Alvia. Se estima que en 2023 se pondrá en funcionamiento la línea de AVE Y vasca, que reducirá el tiempo de viaje entre Madrid y la ciudad a dos horas, con la consiguiente reducción en los demás destinos del trayecto en el País Vasco y Castilla y León, como Vitoria, Burgos, Bilbao y Valladolid.
También dispone de otros servicios de Larga Distancia y de Media Distancia, que la conectan con los principales núcleos de población del país. Cuenta con un importante núcleo logístico con su Clasificación de Mercancías y numerosos talleres de Renfe que se verán completados con la plataforma logística CyLoG, que aspira ser un puerto seco de relevancia nacional. En las instalaciones ferroviarias de Miranda se ubica el Puesto de Mando de Adif que se encarga del control del tráfico de todo el norte de España.
Se está barajando la creación de una línea de cercanías ferroviarias para el área metropolitana de Vitoria con comienzo en Miranda de Ebro y final en Alsasua. El proyecto se conoce como ArabaTran.
Transportes urbanos

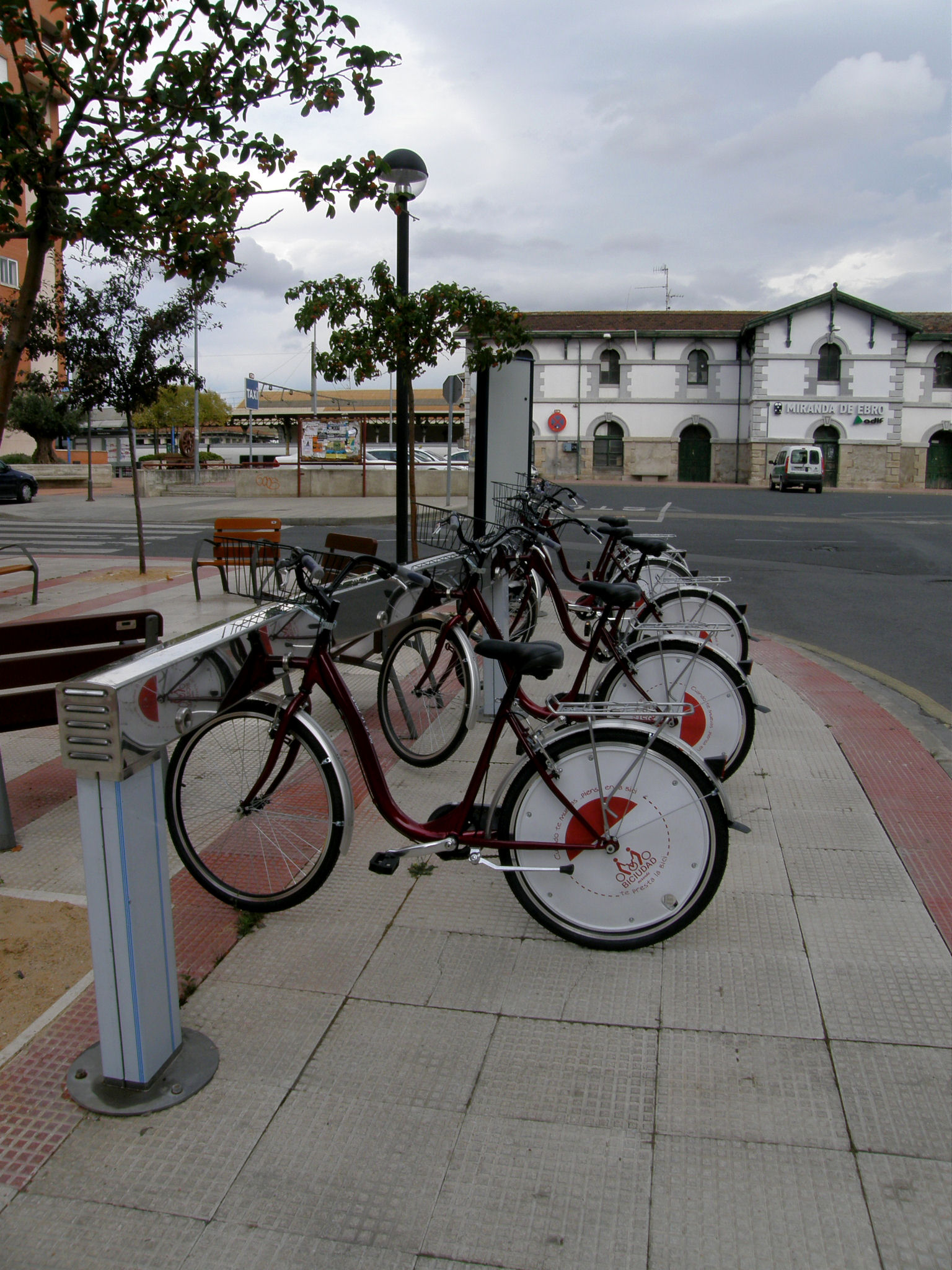
Servicio municipal de préstamo de bicicletas

Miranda de Ebro también cuenta con un servicio de taxis que se distribuyen en dos centrales: C/Vitoria y Plza. de la Estación. Además, cuenta con una red de carril bici.
Aeropuerto
Miranda de Ebro no tiene aeropuerto propio. A una distancia de 35 km se ubica el aeropuerto de Foronda, en la ciudad de Vitoria, que se alcanza en media hora a través de la autovía A-1. Otros aeropuertos cercanos a la ciudad son el aeropuerto de Bilbao, el aeropuerto de Burgos y el aeropuerto de Logroño.

## Urbanismo

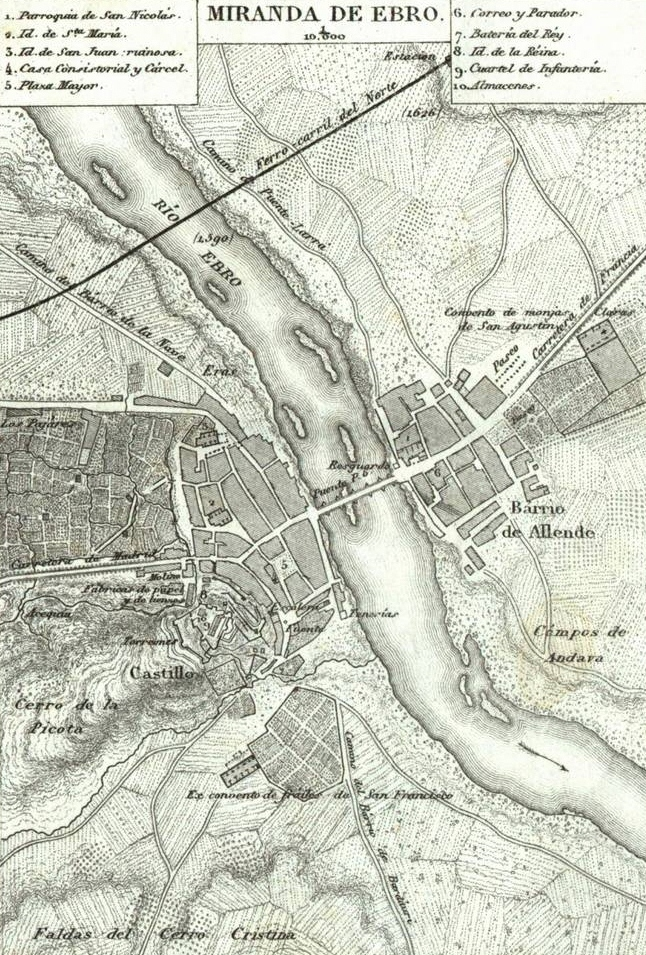
Mapa de la ciudad publicado en 1868 realizado por Francisco Coello

### Evolución
Inicialmente Miranda de Ebro nació en la ribera derecha del río Ebro como una avanzadilla militar en lo alto del cerro La Picota durante la reconquista. Durante la Edad Media saltó el río, aunque no fue más grande que cualquier otra aldea del entorno. Constaba en un pequeño número de calles rodeadas por una muralla y comunicadas por un puente que se convirtió en esencial en el desarrollo de la población.
Urbanísticamente, Miranda se organizó en torno a su castillo. En 1358, el conde Don Tello, señor de Vizcaya, solicitó al obispado de Calahorra el terreno para construir el castillo de Miranda en lo alto del cerro de La Picota, lugar que estaba ocupado por la primitiva iglesia de Santa María. Sin embargo, la construcción no se inició hasta 1449, cuando Pedro Sarmiento, conde de Salinas, ocupó la iglesia.

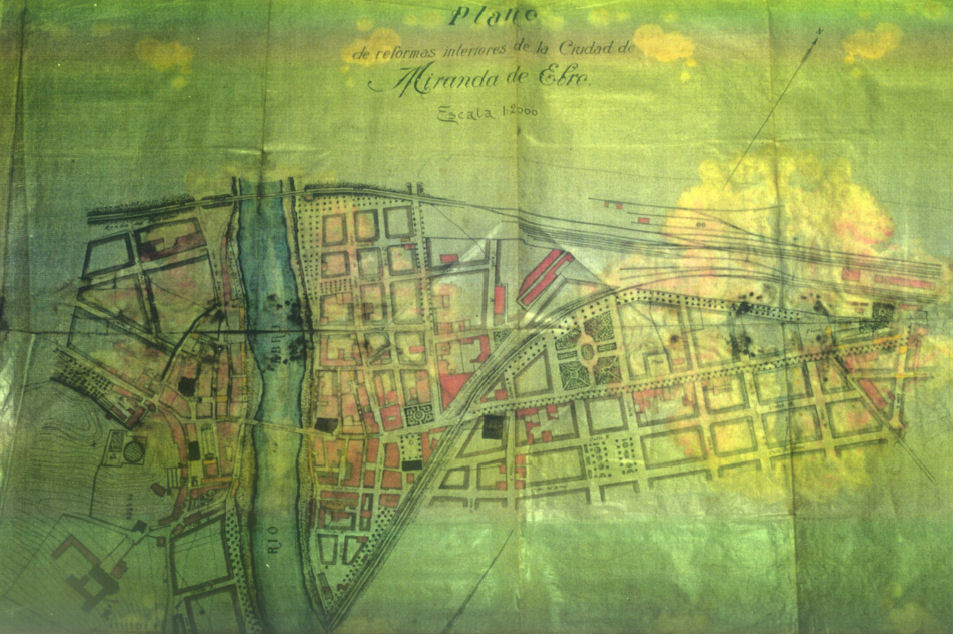
Plano de Reforma y Ensanche de Federico Keller (1903)

Una fortísima riada de los días 19, 20 y 21 de junio de 1775, se llevó por delante el puente y otras construcciones (entre ellas el ayuntamiento que se ubicaba en una sinagoga junto al viaducto). Tras la devastadora riada, el Concejo se puso inmediatamente en contacto con la corte para gestionar la construcción de un puente nuevo. El arquitecto elegido fue el riojano Francisco Alejo de Aranguren. La obra comenzó aquel mismo año, un poco más arriba de la ubicación del antiguo puente, y terminó en un tiempo récord: en 1777 el puente de Carlos III ya estuvo listo, aunque no fue oficialmente inaugurado hasta 1780.
Miranda es una ciudad con dos fuertes condicionantes, el río Ebro y las instalaciones ferroviarias, los cuales han marcado su desarrollo durante toda su existencia. En 1903, el ingeniero Federico Keller diseñó un plan de reforma interior y ensanche para la ciudad que se ha seguido hasta nuestros días. El hito más importante en la historia del urbanismo mirandés tuvo lugar el 31 de enero de 1987, cuando el trazado del ferrocarril que dividía la ciudad fue desviado bajo un túnel y reemplazado con una gran avenida llamada Ronda del Ferrocarril. Miranda se caracteriza por ser un municipio ordenado ortogonalmente, con edificios más bien altos y poco extensos. El PGOU de Miranda de Ebro se encarga de la ordenación de la ciudad desde 1970.

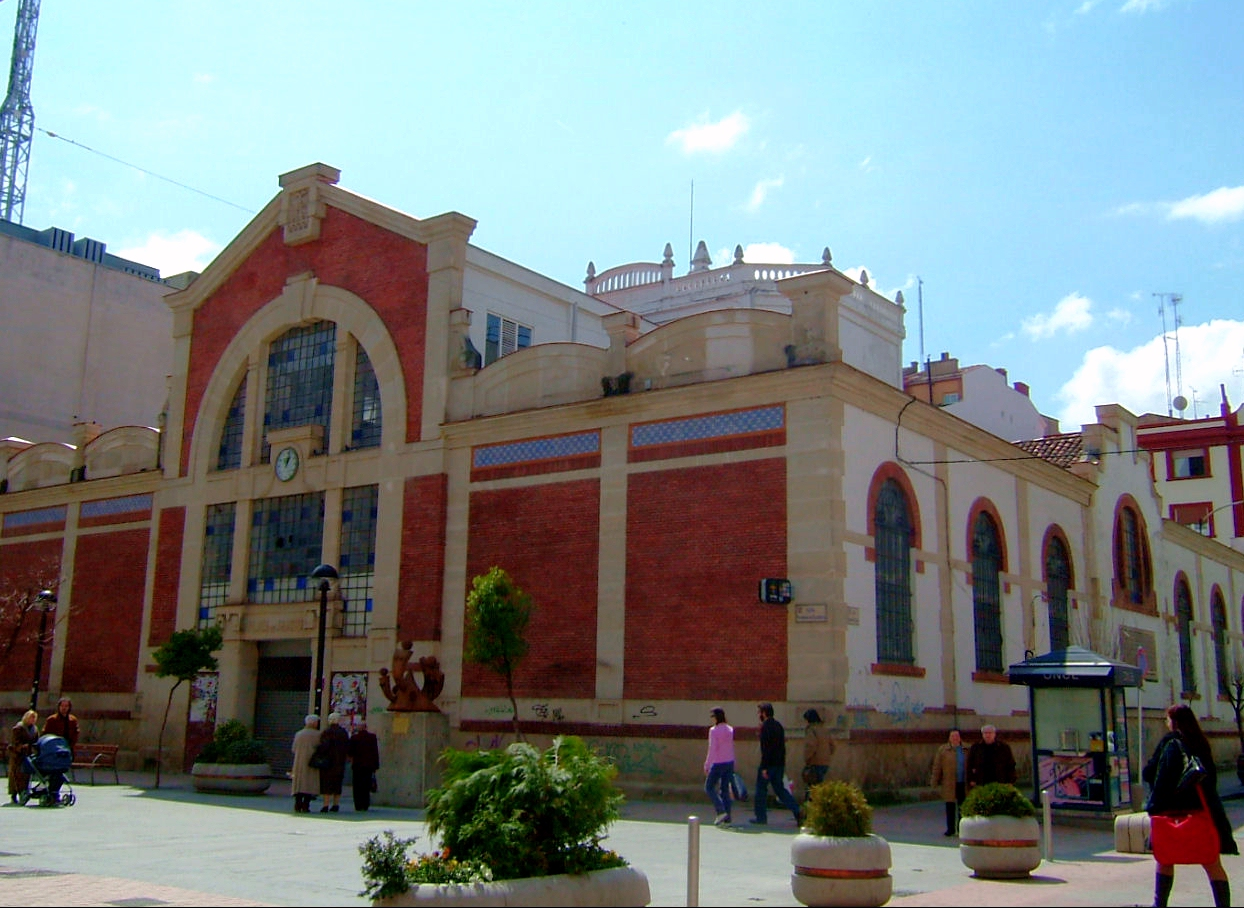
Mercado de abastos (1917)

Con la llegada del siglo XXI, Miranda de Ebro se expandió hacia el este y el sur creando barrios con grandes calles y zonas verdes. También se peatonalizó parte del centro de la ciudad, como por ejemplo su calle principal, la calle de la Estación.

### Barrios

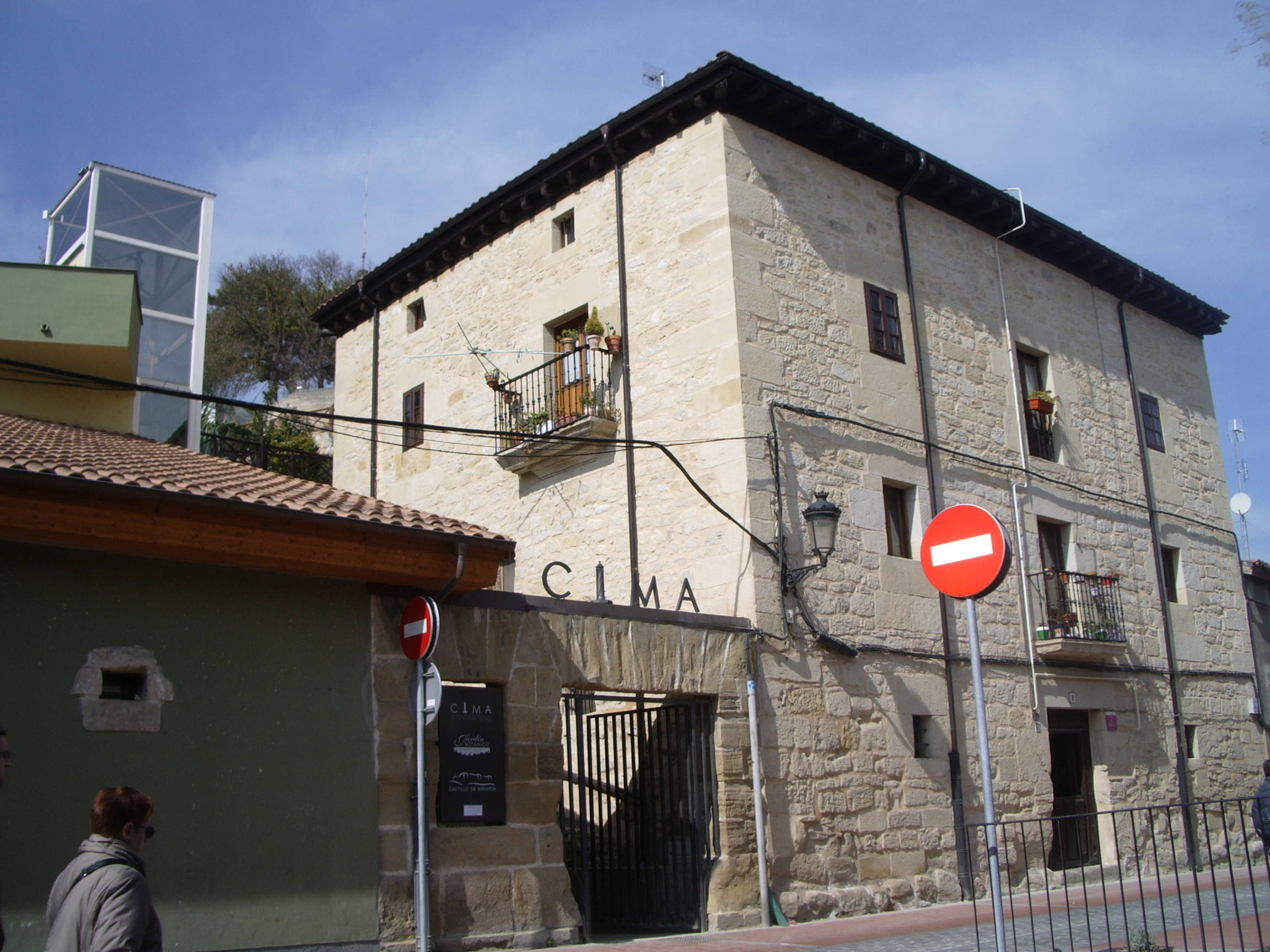
Aquende

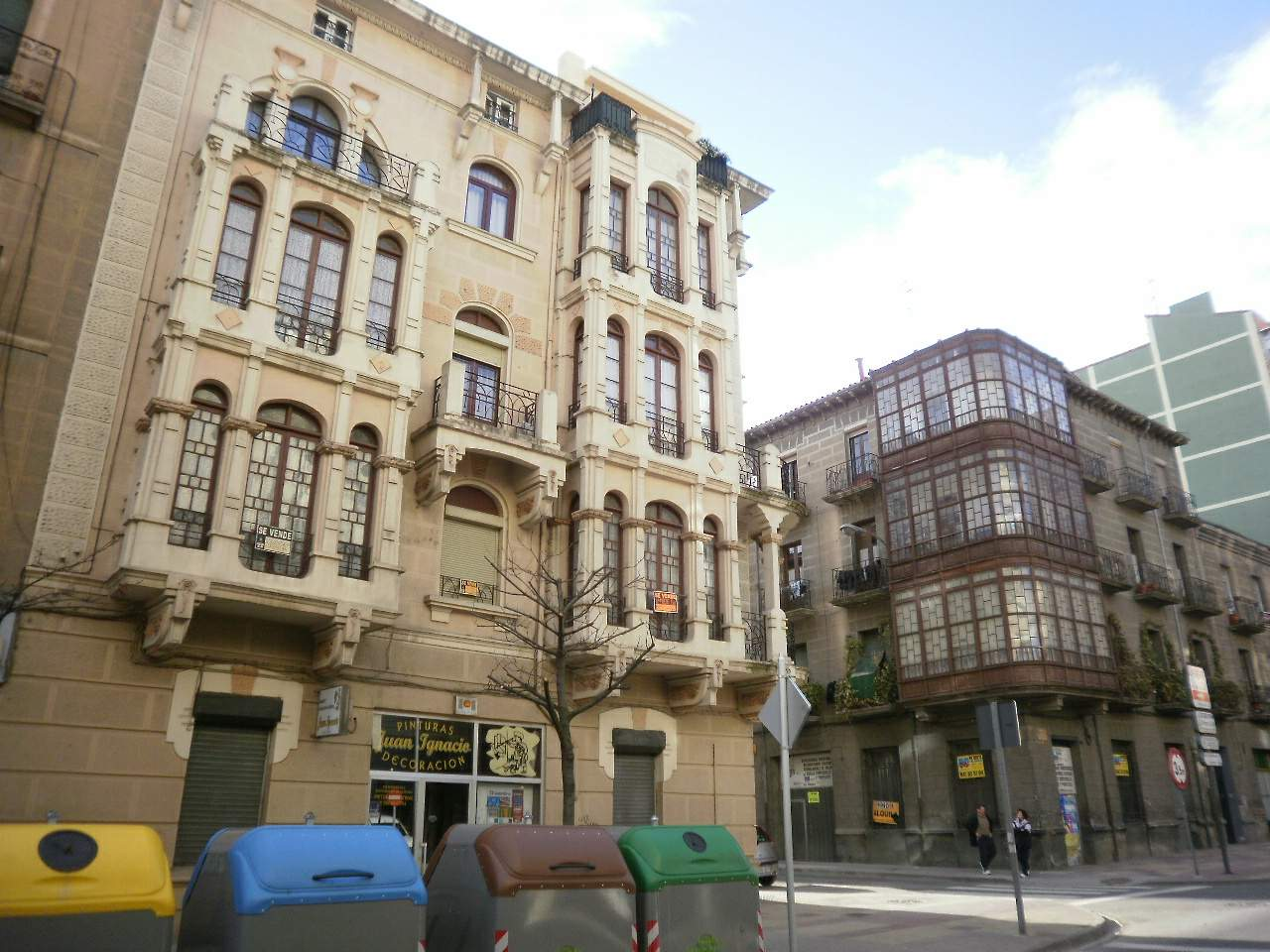
Allende

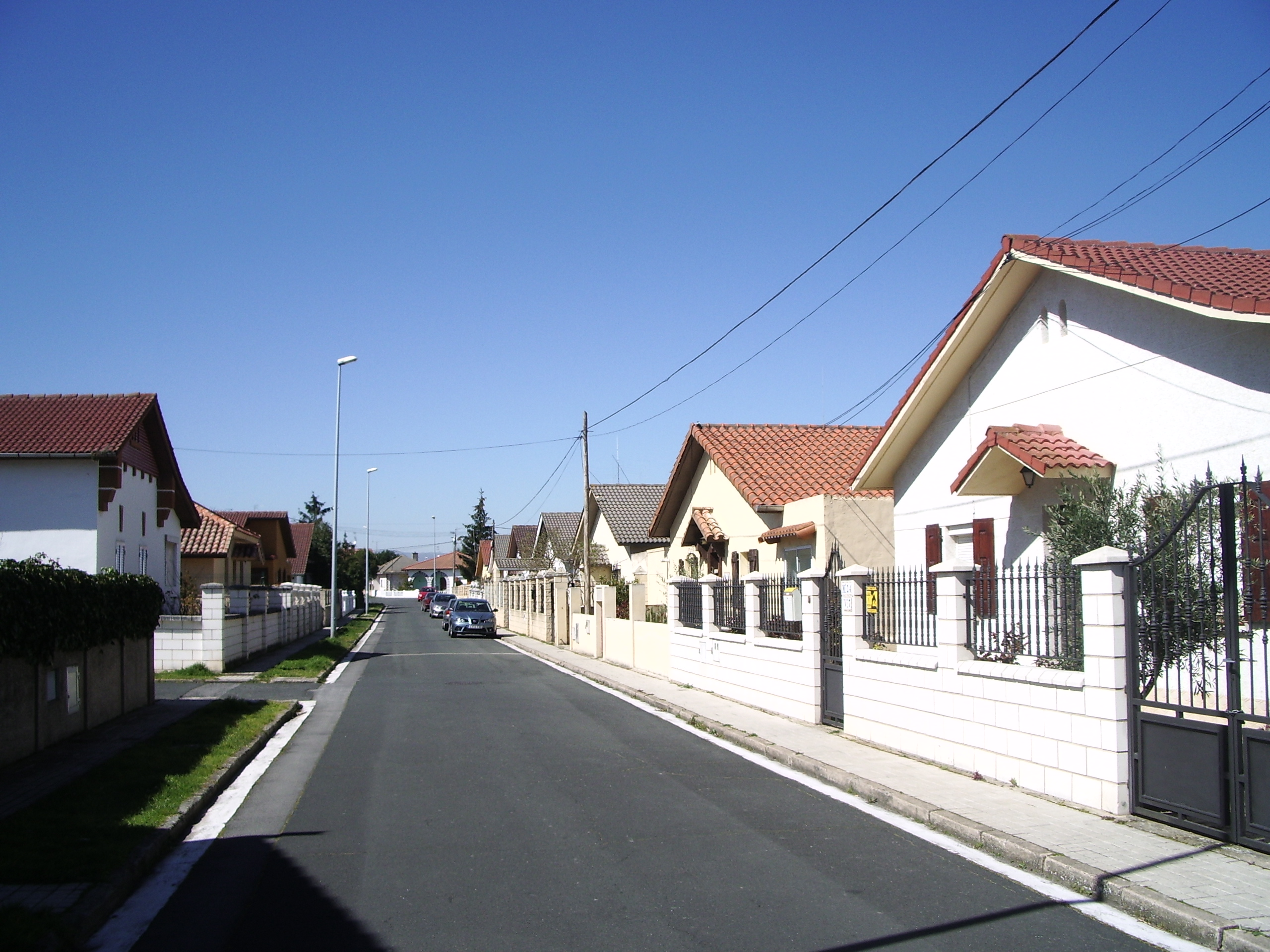
Barrio de Los Ángeles, de tipo ciudad-jardín

Miranda de Ebro cuenta con catorce barrios:
- Aquende: También llamado Casco Viejo. En él surgió el primer asentamiento de la ciudad. Situado en la orilla derecha del Ebro y en las faldas del cerro La Picota, aún conserva su sabor medieval. En él se ubican el Ayuntamiento, el Teatro Apolo y el convento de San Francisco, así como numerosos palacetes e iglesias. Sus calles son largas y estrechas, y es la zona de ocio más importante de la ciudad, sobre todo los fines de semana.
- Allende: Es el segundo barrio más antiguo de la ciudad tras el Casco Viejo. Está situado en la margen izquierda del río Ebro y surgió tras la construcción de un puente sobre el río. Se trata de un barrio residencial cuya arquitectura data de finales del siglo XIX y principios del XX. En este barrio se sitúa la iglesia del Espíritu Santo.
- Anduva: barrio surgido en la segunda mitad del siglo XX. Eminentemente residencial, destacan sus edificios en torre y sus numerosos equipamientos (colegios, iglesia, centros deportivos, culturales,...). El topónimo Anduva es de origen medieval vasco.[cita requerida]
- Barriada de San Juan: barrio obrero construido en la primera mitad del siglo XX donde habitaban los trabajadores del antiguo matadero municipal.
- Bardauri: El barrio de Bardauri se ubica a dos kilómetros de la ciudad. Su nombre proviene del euskera.[cita requerida] En Bardauri está la iglesia de Santa Marina del siglo XII.
- Bayas: El barrio se sitúa a las orillas del río que le da nombre, el río Bayas. Su aspecto es todavía el de un pueblo aunque a escasos metros se sitúa el Polígono Industrial de Bayas y el Pabellón Multifuncional de Bayas. La mejor muestra de arte en Bayas es la iglesia de Santa Ana de los siglos XVI-XVII.
- Ensanche: Es el barrio más extenso y densamente poblado de la ciudad. Tiene un marcado carácter comercial y residencial. Nace a comienzos del siglo XX con la reforma llevada a cabo por Federico Keller. Posee un típico plano ortogonal que organiza las manzanas en cuadrícula y las calles perpendiculares; de manera similar, guardando las distancias, al ensanche de Barcelona. Tiene como eje central la calle de la Estación, una vía actualmente semipeatonal que nació a finales del siglo XIX para comunicar Allende con la estación de ferrocarril.
- El Lago: urbanización residencial situada a 3 km del casco urbano
- El Crucero: urbanización residencial situada a 2 km del casco urbano.
- La Charca: el barrio de la Charca se sitúa al este de la ciudad y recientemente ha sufrido una transformación muy importante. En el barrio de La Charca se encuentra el parque más grande de la ciudad, el parque Alcalde Emiliano Bajo.
- Las Matillas: Se trata de un barrio situado al norte de la ciudad. Está separado del núcleo urbano por las instalaciones ferroviarias y por la carretera N-1 por lo que las comunicaciones con él mismo son problemáticas. El nombre de Matillas proviene de las pequeñas matas o arbustos que poblaban la zona.
- Miranda Sur: Es el último barrio en proyecto de la ciudad. Se extenderá desde el ensanche hasta el río Bayas. Su modelo será de tipo "ciudad jardín" con amplias calles y plazas. En él se ubicará el nuevo estadio de fútbol.
- Los Ángeles: barrio del tipo ciudad jardín que se inauguró en 1948 para albergar a los trabajadores de la empresa papelera FEFASA.
- Los Corrales: este barrio se sitúa de camino al paraje de San Juan del monte. En el pasado fue un barrio ganadero y agrícola, por ello su nombre. Junto al barrio está la pista de aeromodelismo y el centro de transferencia de residuos.

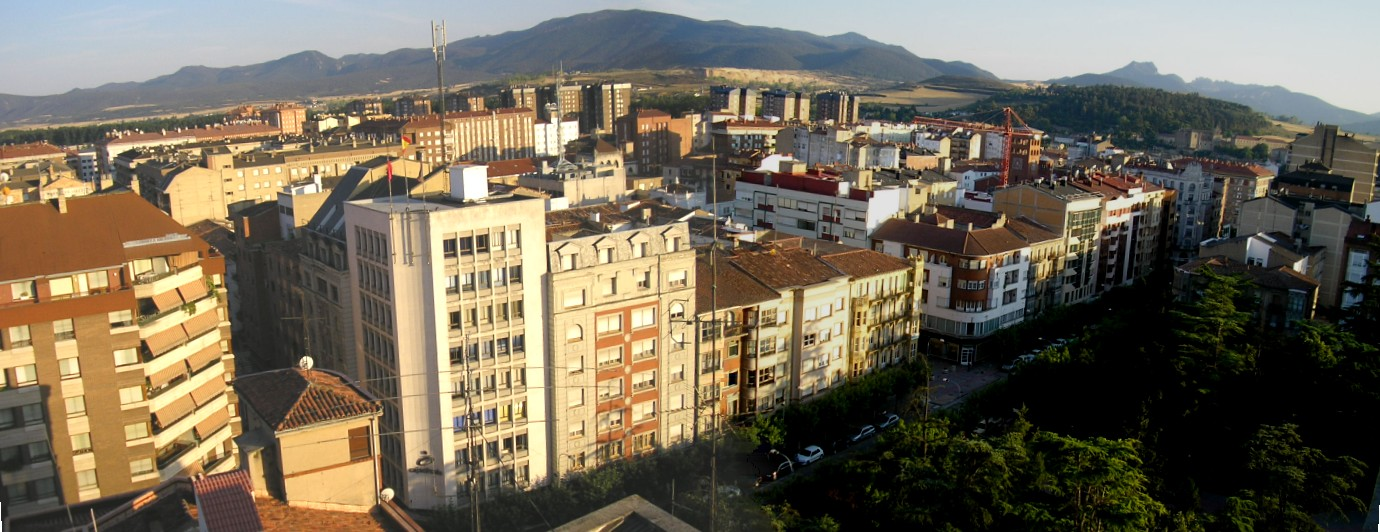
Panorámica del ensanche de la ciudad. Vista del parque Antonio Machado (esquina inferior derecha) y del eje peatonal La Estación - Francisco Cantera

### Pedanías
Además a la comarca de Miranda de Ebro pertenecen un número significativo de municipios que fueron agregados a la ciudad en diferentes momentos históricos y que se denominan pedanías. Miranda de Ebro cuenta con seis pedanías: Ayuelas, Guinicio, Ircio, Montañana, Orón y Suzana.
| Nombre    | Población (2024) | Escudo | Coordenadas                               |
| --------- | ---------------- | ------ | ----------------------------------------- |
| Ayuelas   | 63               |        | 42°41′48″N 3°2′22″O / 42.69667, -3.03944  |
| Guinicio  | 24               |        | 42°43′57″N 3°1′36″O / 42.73250, -3.02667  |
| Ircio     | 76               |        | 42°39′15″N 2°53′59″O / 42.65417, -2.89972 |
| Montañana | 27               |        | 42°43′38″N 3°1′5″O / 42.72722, -3.01806   |
| Orón      | 221              |        | 42°40′6″N 2°58′56″O / 42.66833, -2.98222  |
| Suzana    | 56               |        | 42°42′35″N 2°59′26″O / 42.70972, -2.99056 |

### Enclaves
La localidad de Miranda de Ebro posee dos enclaves en territorio riojano: El Ternero, donde se elabora el único vino con D.O. Rioja de Castilla y León, y Sajuela.

### Despoblados
Forman parte del concejo una fracción del despoblado de Cabrianay el despoblado de Herrera, donde sólo quedan los restos de las salinas y el monasterio de Santa María de Herrera.

### Puentes

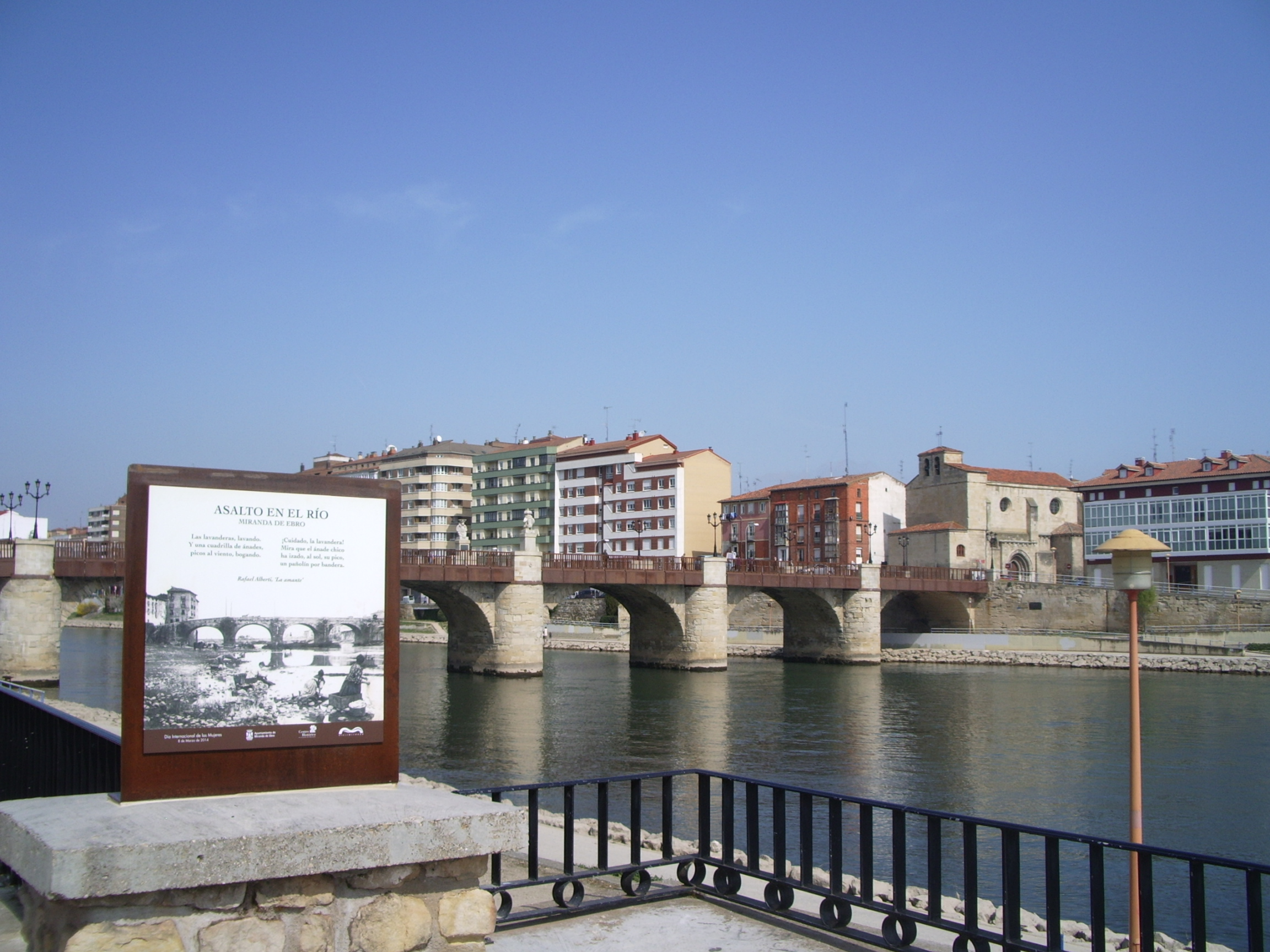
Puente de Carlos III sobre las aguas del río Ebro (1777)

Cuatro son los puentes que atraviesan el río Ebro a su paso por Miranda de Ebro. El más antiguo es el Puente de Carlos III, construido en 1777 tras la destrucción del anterior puente medieval por una fuerte riada. Su diseño lo realizó el arquitecto Francisco Alejo de Aranguren. El puente consta de seis ojos de medio punto y en sus cinco pilas sobresalen tajamares para disminuir el impacto de las aguas. En el centro del puente se alzan dos leones esculpidos por el artista alavés Juan Antonio de Moraza en 1786. Uno de los leones sujeta el escudo real mientras que el otro sostiene el de la ciudad. En 2006 fue rehabilitado.
Un siglo más tarde, a principios de la década de 1860, se construyeron dos nuevos puentes con un mismo objetivo: que el ferrocarril atravesase el Ebro. El primero de ellos fue el Puente del inglés o Puente de Hierro, llamado así por la estructura metálica que lucía hasta 1987. Fue diseñado, al igual que la estación, por el ingeniero inglés Charles Vignoles y servía para que la línea que unía Bilbao con Tudela pudiese cruzar el río. A finales de 1980 la estructura metálica fue eliminada y sustituida por vigas de hormigón prefabricado. Actualmente presta su servicio al tráfico rodado y peatonal.
El otro viaducto es el Puente del Francés, diseñado por el ingeniero francés C. A. Letourneur. Se trata de un puente de piedra de sillería con repechos de mampostería. Consta de seis ojos de medio punto y fue construido para la Compañía de los Caminos de Hierro del Norte de España para la línea de Madrid a Irún. Actualmente sigue en servicio.
La necesidad de desviar el tráfico de la carretera N-1 que pasaba por el Puente Carlos III, obligó a que en 1953 se construyese un nuevo puente. El Puente de la Nacional 1 fue diseñado a imagen y semejanza de los puentes construidos por el ingeniero Eduardo Torroja. Salva el río con un elegante arco rebajado de 60 metros que se apoya en dos grandes pilas de hormigón armado.

### Parques y jardines

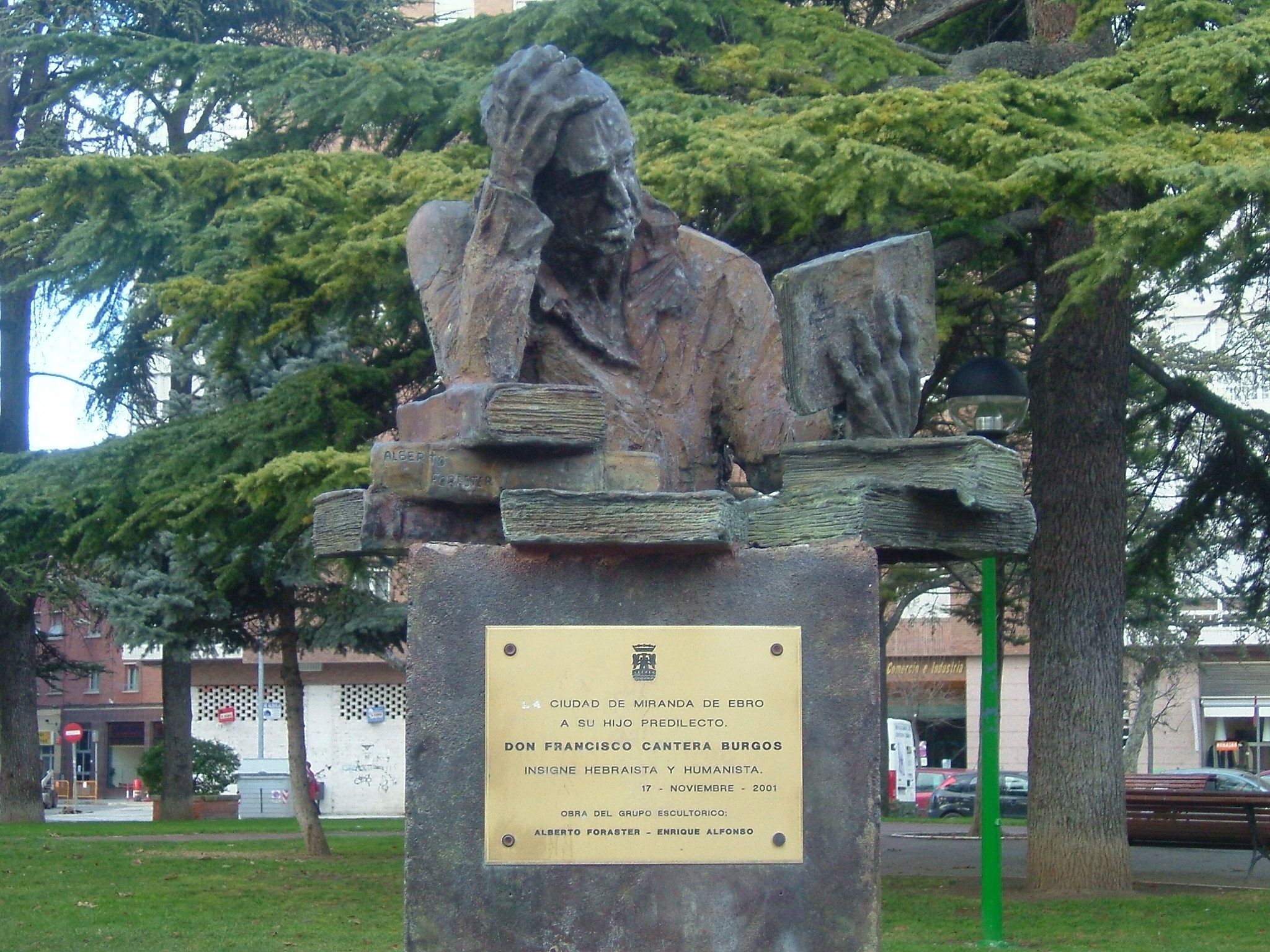
Monumento a Francisco Cantera en el parque Antonio Machado

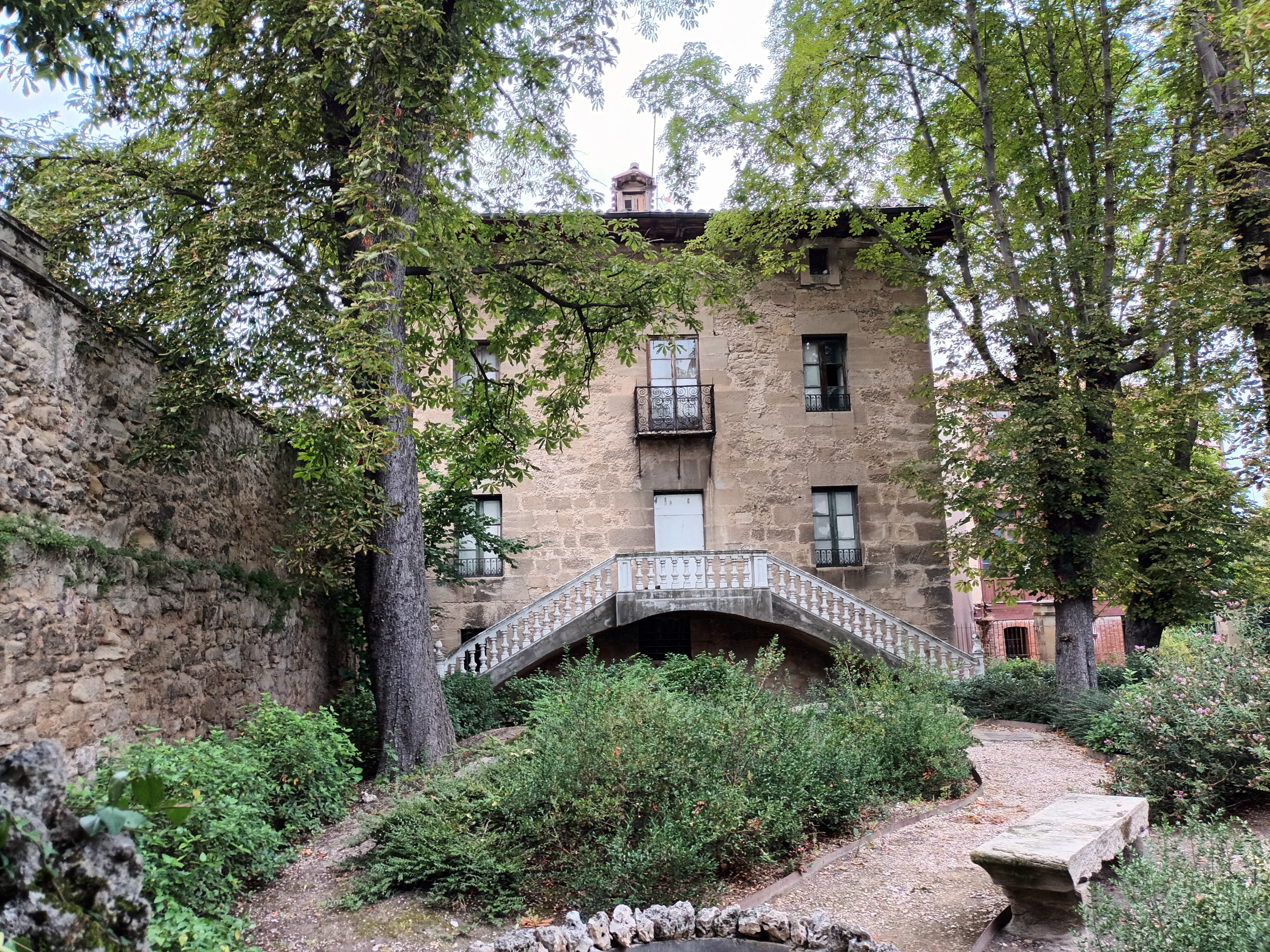
Jardín histórico en la casa de Don Lope, Aquende

Miranda de Ebro no ha destacado históricamente por tener demasiadas zonas verdes en la ciudad. Sin embargo, en los últimos años se han ido creando una serie de parques y jardines para solventar esta carencia. En enero de 2009, la ciudad tenía 646 377 metros cuadrados de zonas verdes, o lo que es lo mismo, se ajustaba a un ratio de 16,35 metros por cada habitante.
El parque más céntrico de Miranda de Ebro es el parque Antonio Machado, que cuenta con una superficie de 12 500 metros cuadrados y fue inaugurado en 1915. El parque combina dos estilos muy diferentes; mientras que la cruz que forma en el centro, con sus bancos y anchos paseos, tiene que ver con el estilo francés, los cuatro parterres de las esquinas destacan por sus árboles de alto porte y la gran superficie de césped típicos de los parques ingleses. En 1927 se creó un quiosco en el centro del parque que tres años después se cubriría con una cúpula diseñada por Fermín Álamo. Además en este parque se encuentran los monumentos a La Banda de Música, a Francisco Cantera y al IX Centenario del Fuero de Miranda.
El parque Antonio Cabezón se extiende por 18 000 m² de pequeñas colinas repletas de césped. Se trata de una zona de esparcimiento que cobra especial vida en verano cuando los jóvenes charlan en la hierba o se proyectan películas al aire libre. Hasta mayo de 2007 el parque estaba presidido con una locomotora de carbón que fue trasladada a la avenida Ronda del Ferrocarril.

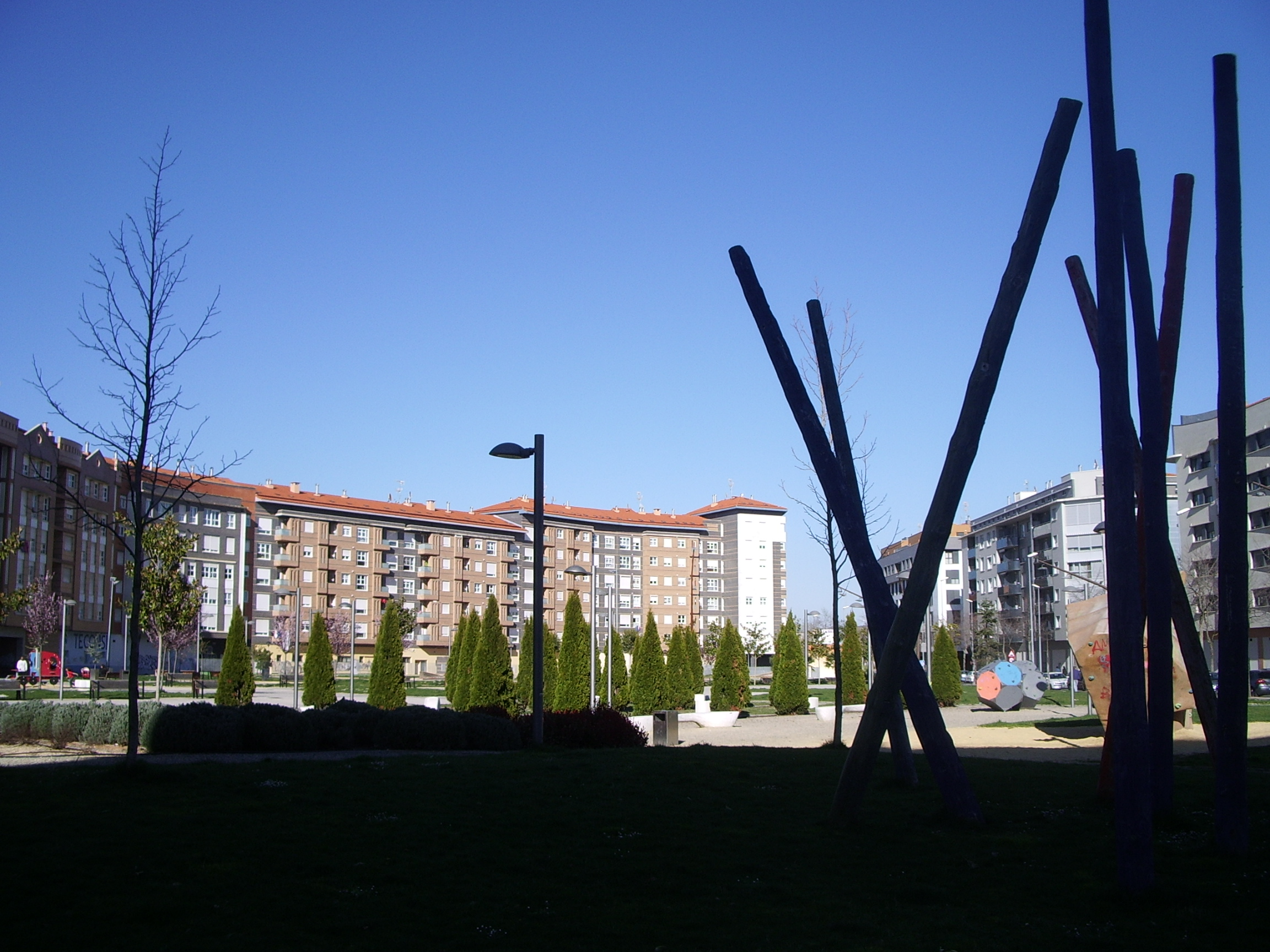
Parque Miguel Delibes en el barrio de La Charca

El parque Alcalde Emiliano Bajo es el parque más extenso de la ciudad con una superficie cercana a los 50 000 m². En este espacio destaca la fuente ornamental, el monumento al centenario de la ciudad y una obra escultórica en recuerdo de las víctimas de la dictadura de Franco. Es un parque pensado para el esparcimiento de los ciudadanos, donde además de contar con carril bici se puede pasear, correr, tomar el sol, etc. La plaza de Juan Prim y la plaza de Miguel de Cervantes conforman un céntrico eje de esparcimiento con pequeños parterres, jardineras y bancos. En un futuro próximo se creará un parque de 80 000 metros cuadrados en la ribera del río Bayas.
La ciudad cuenta además con un jardín botánico junto al antiguo convento de las Siervas de Jesús en el casco histórico. El jardín se extiende en las terrazas de la ladera del cerro de La Picota en unos 2400 m² donde los visitantes además de disfrutar de un entorno fresco, tranquilo y con vistas de la ciudad, pueden aprender muchas cosas sobre las plantas. Este jardín botánico posee unas 700 especies distintas identificadas con su nombre común, científico, variedad, familia y origen.

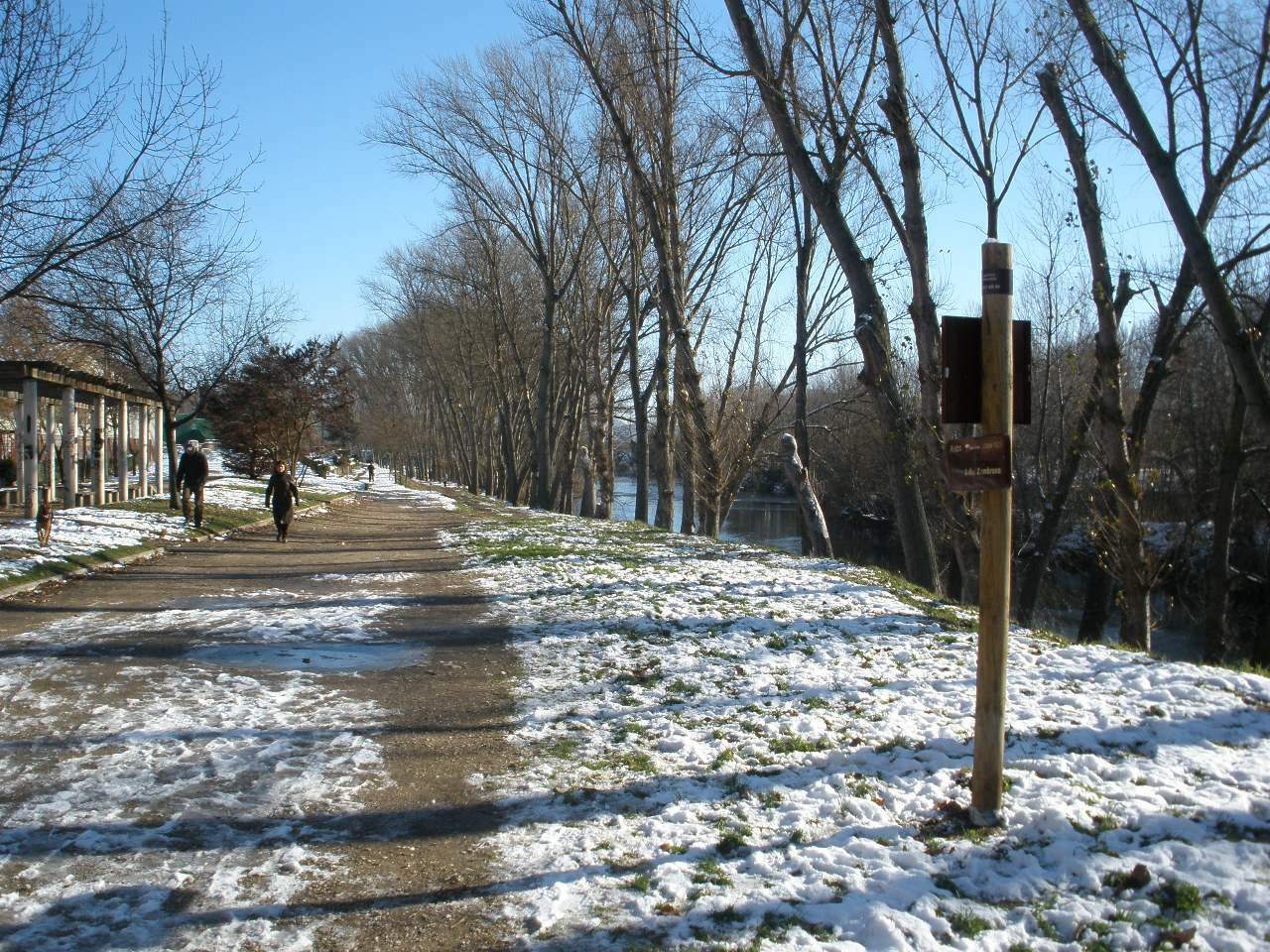
Riberas del Ebro

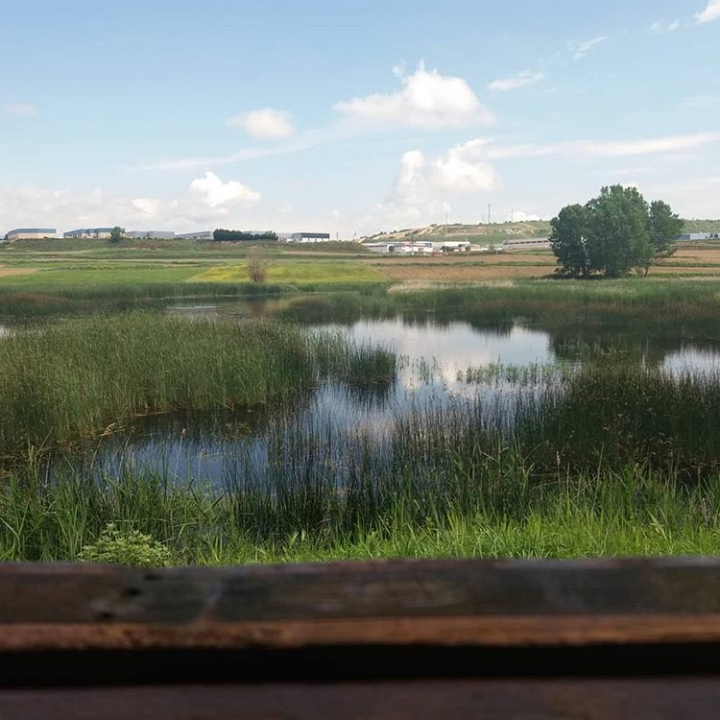
Humedal en el barrio de Los Ángeles

Las Riberas del Ebro son un paseo de unos 2,6 km de longitud que recorren las orillas del río Ebro a su paso por la ciudad. El primer tramo, entre el Puente de la N-1 y el Puente de Hierro, es un paseo urbano por ambas orillas en el que hay unas excelentes vistas al conjunto histórico-artístico. El segundo tramo, entre el Puente de Hierro y la desembocadura del río Bayas, está mucho más integrado con el medio. Destacan los senderos entre la chopera, un anfiteatro al aire libre y un embarcadero. Uno de los principales atractivos de este paseo es la enorme diversidad que se puede ver en el río con los cisnes, ánades y ocas.
La laguna de Los Ángeles es un pequeño humedal que se encuentra en este barrio tipo ciudad-jardín entre los ríos Bayas y Zadorra, rodeado de juncos y en el que se pueden observar aves migratorias como ánades y que dispone de un parque y una zona de recreo arbolada de manera integrada.

## Cultura

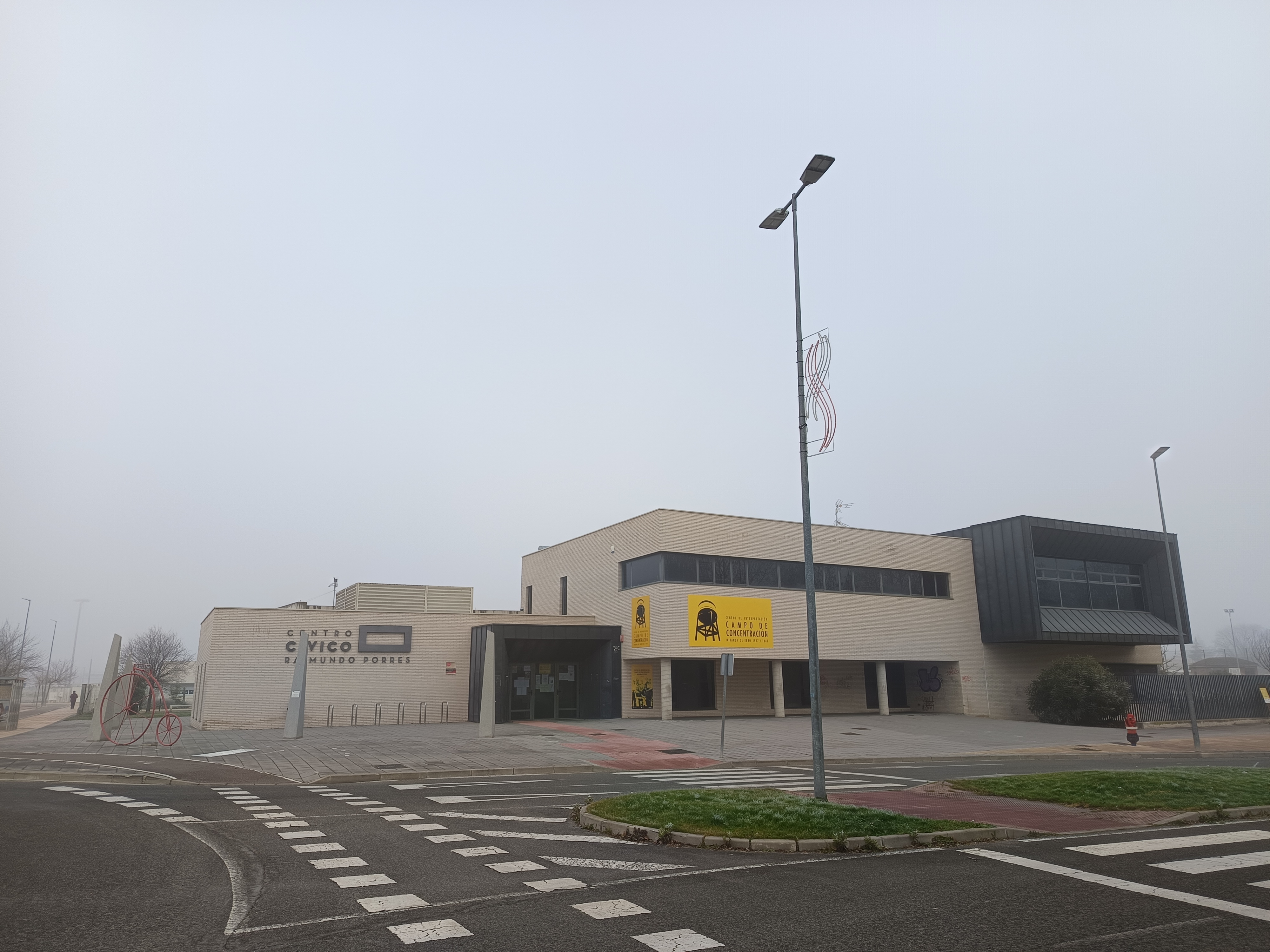
Centro de Interpretación del Campo de Concentración de Miranda y Centro Cívico Raimundo Porres.

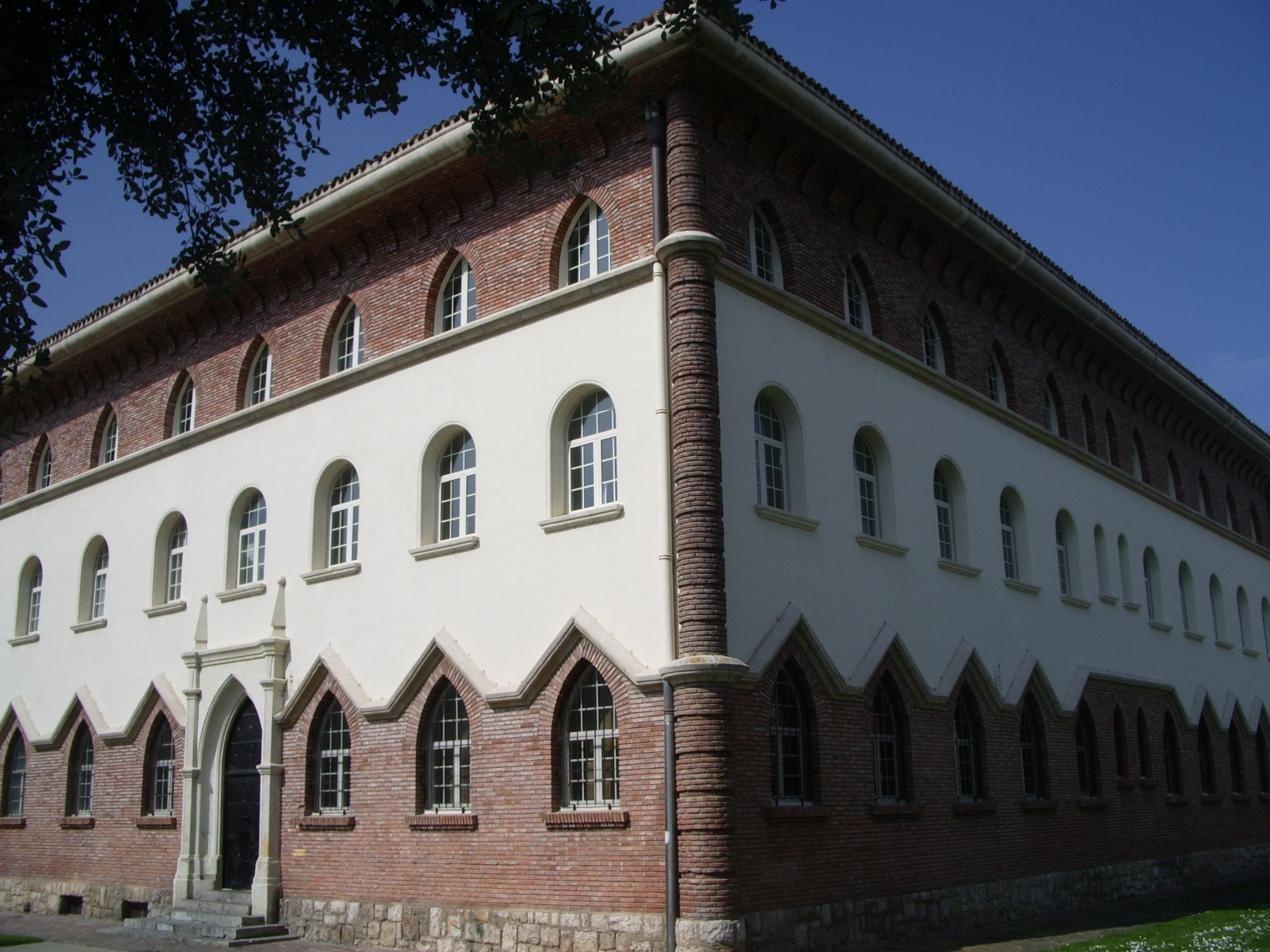
Conservatorio de música y centro municipal de Cultura

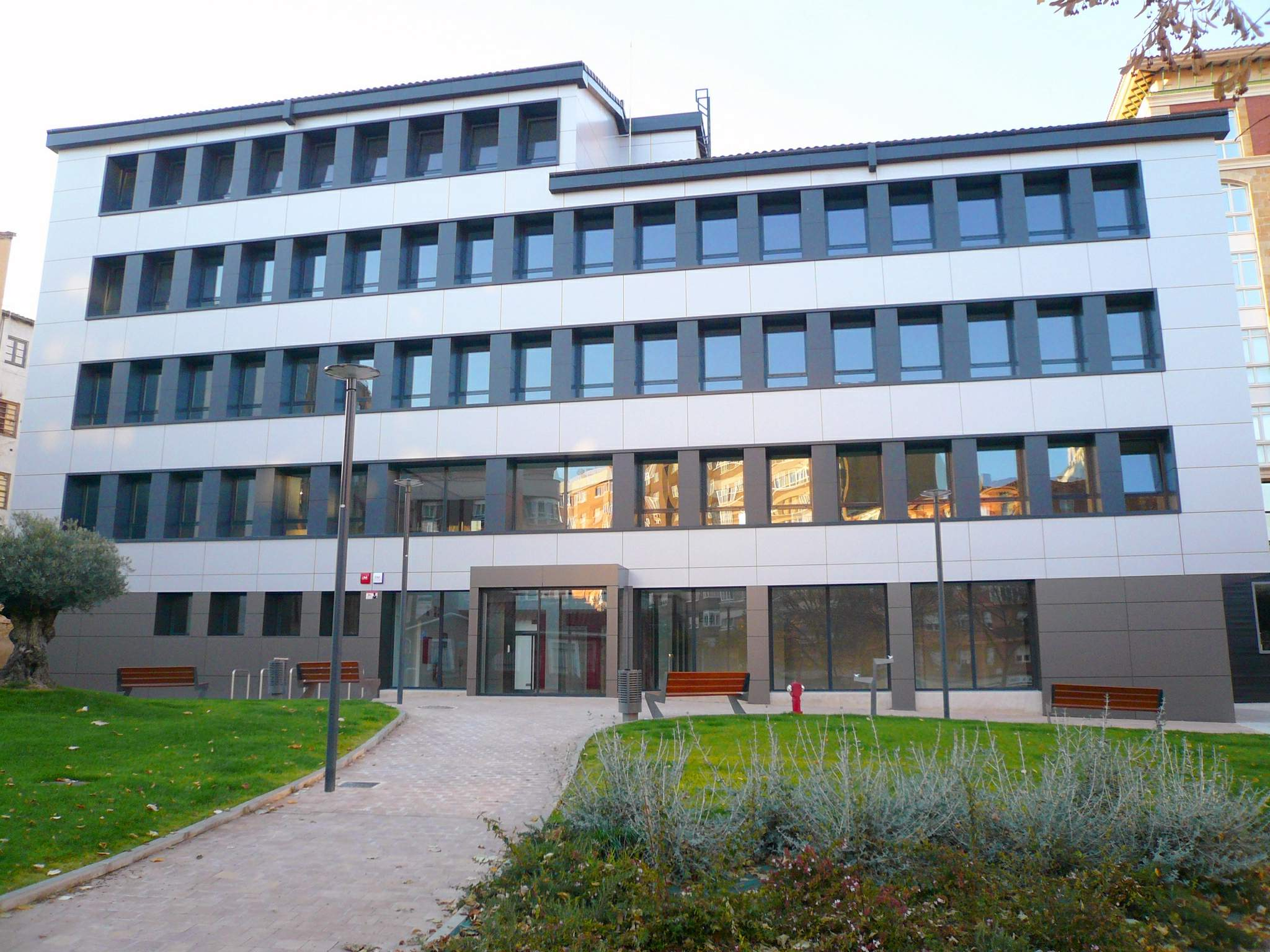
Biblioteca municipal Miguel de Cervantes

### Equipamientos culturales
- Casa municipal de cultura: se trata de un centro de titularidad municipal equipado con biblioteca, salas de reuniones, salas de exposiciones, salón de actos, salas de usos múltiples, etcétera.
- Teatro Apolo: es el principal teatro de la ciudad. Está situado en el centro del casco histórico junto a la iglesia de Santa María. Inaugurado en 1921 y en estado de ruina desde 1987 fue rehabilitado a partir de 2010 y abierto de nuevo en 2015.
- Centros Cívicos: El Centro Cívico Raimundo Porres es el único centro cívico de la ciudad y cuenta con un salón de actos para 208 espectadores, biblioteca, salas multifuncionales, SAC y varias dependencias de la concejalía de Servicios Sociales. También se encuentra una exposición permanente sobre el Campo de concentración de Miranda de Ebro.

El Centro Cívico Las Matillas será, en su momento, el segundo centro de estas características en la ciudad. Se ubicará en un antiguo chalet y albergará la guardería del barrio entre otros servicios.
- Fundación Cultural Profesor Cantera Burgos: fundación creada en 1979 que cuenta con una de las bibliotecas privadas más importantes en temas hebraicos y judíos del mundo.
- Centro municipal de cultura y conservatorio municipal de música Dionisio Díez: situado en el antiguo convento de las Josefinas, se trata de un centro cultural donde se ubica el Conservatorio de Música, Talleres Municipales de Cerámica, Fotografía, Dibujo y Pintura, Corte y Confección. Es la sede de la banda municipal de música de Miranda de Ebro.
- Museo de Miranda: El futuro museo recogerá la historia mirandesa de un modo dinámico y además albergará el archivo histórico de la ciudad. El edificio escogido es la llamada Casa de Don Lope, un caserón neoclásico del siglo XVIII y al que se le unirá otro edificio vanguardista de un color rojo intenso que pretende ser el referente visual desde el Ebro.[77]
- Hangar de las Artes: Su construcción se inició en verano de 2009, pero posteriormente se paralizaron las obras por la quiebra de la empresa constructora, desconociendo la fecha de su finalización y posterior apertura.[78] Será un centro de referencia de las artes plásticas a nivel nacional. En este nuevo centro, que se ubicará junto al albergue Fernán González, los jóvenes talentos podrán desarrollar sus facultades artísticas. Además será la sede de la Fundación Arte Joven de Castilla y León.
- Biblioteca municipal: Abierta al público en 2022 en la plaza Cervantes, en el edificio de un antiguo colegio público, se encuentra la biblioteca pública de Miranda de Ebro. Cuenta también con salas de estudio y otros espacios para usos múltiples.

### Camino de Santiago

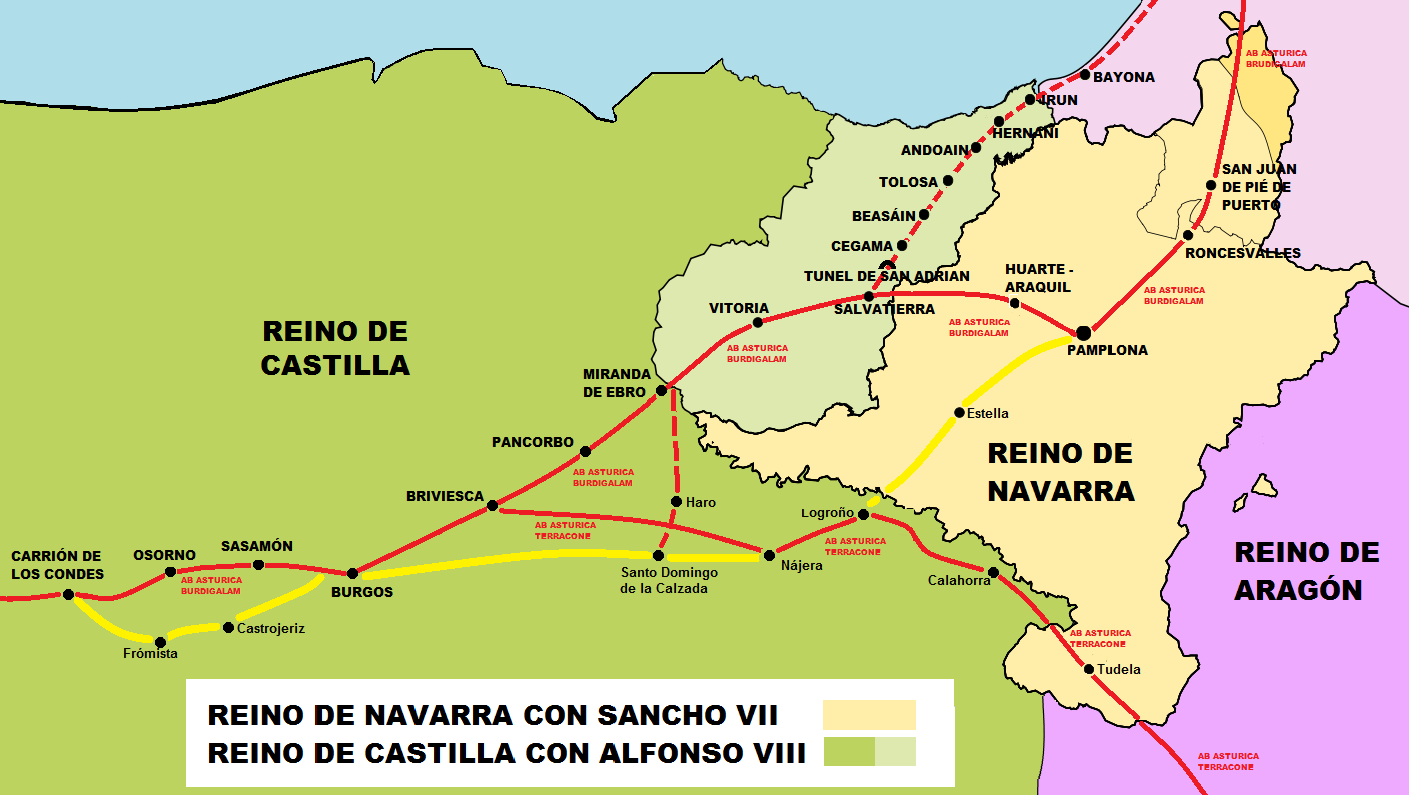
Reinos de Navarra Y Castilla año 1200. Caminos a Santiago-Calzadas romanas

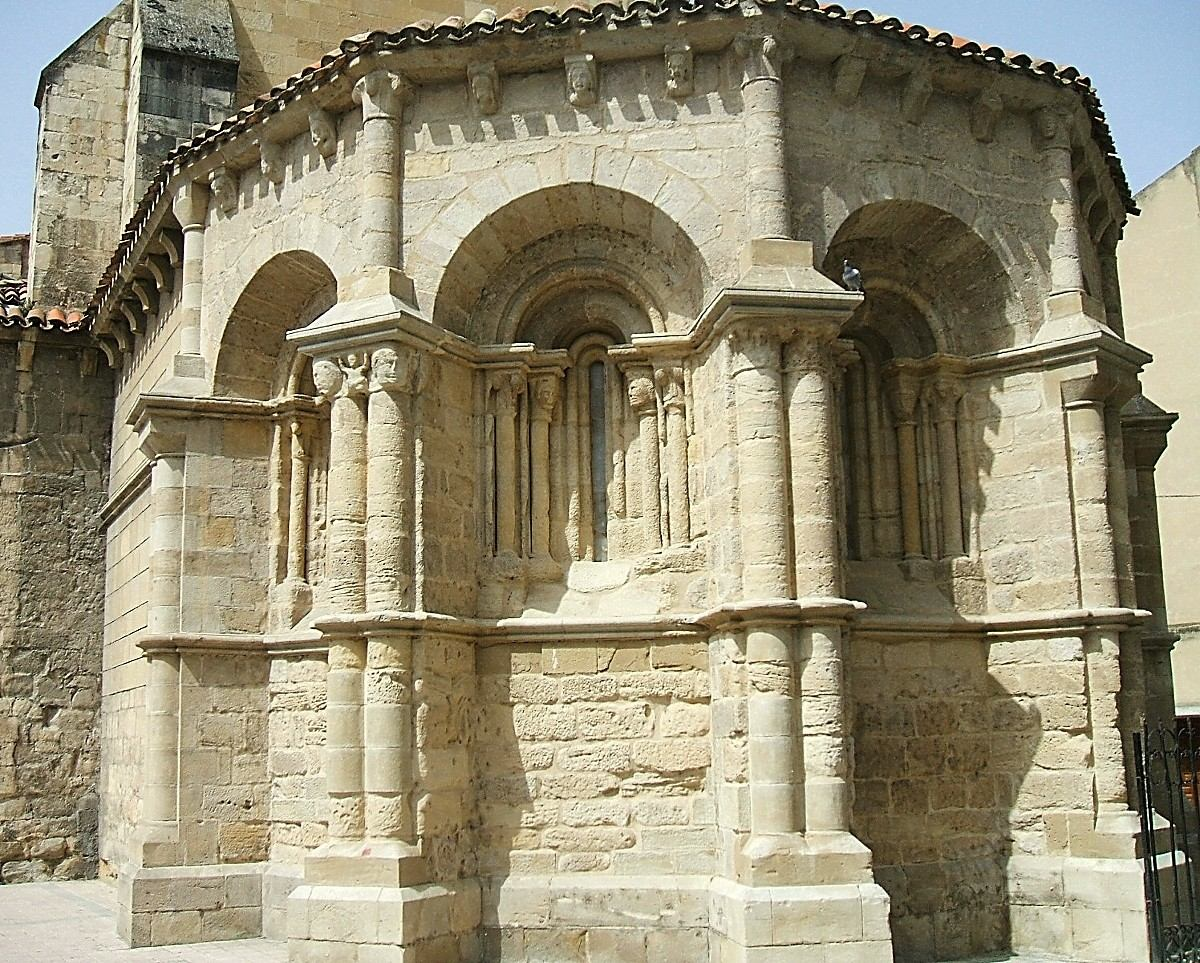
Ábside románico de la iglesia del Espíritu Santo, junto al río Ebro en el barrio de Allende. El arte románico entró en la península gracias al Camino de Santiago. Este templo fue históricamente (hasta la Guerra Civil) la iglesia de San Nicolás

El Camino de Santiago tiene como ruta más famosa el llamado Camino francés, pero este a su vez se compone de otras muchas rutas entre la que se encuentra la llamada Ruta de Bayona o Ruta Jacobea Vasca, que atraviesa la localidad de Miranda de Ebro. Este camino viene desde Francia y entra a España a través de Irún, continúa por Andoáin, Beasáin, Zalduendo de Álava, Vitoria, La Puebla de Arganzón, Miranda de Ebro, Orón, Pancorbo, Briviesca, Monasterio de Rodilla y concluye en Burgos, donde se une al citado Camino Francés hacia Santiago de Compostela. Forma parte de los llamados Caminos de Santiago del Norte, que fueron declarados por la UNESCO en 2015 Patrimonio de la Humanidad.
La Ruta Jacobea Vasca fue la más importante entre los siglos X y XIII. El Camino de Santiago de la Costa se encontraba asediado por los asaltos de los bárbaros normandos (vikingos) y al sur, lo que conocemos por el Camino de Santiago Francés, la conquista musulmana de la península ibérica era plena por lo que la Ruta de Bayona se convertía en el trazado más seguro para los cristianos que se dirigían a Compostela, enlazando desde Bayona por el Túnel de San Adrián con la calzada romana XXXIV Ab Asturica Burdigalam, a la altura de San Millán / Salvatierra, conocida en la Edad Media como Vía Aquitania, por el flujo de peregrinos que llegaban desde esa región, origen del Camino Francés. Además, tanto el privilegio otorgado en el fuero por Alfonso VI en 1099 (Miranda era paso obligado del Ebro junto con Logroño) como la conversión de la ruta por parte de Alfonso VIII de Castilla en Camino Real, potenciaron aún más el paso de peregrinos.
Tras las conquistas de Nájera, Logroño, Cellorigo y Briviesca por parte de Sancho III el Mayor de Navarra, el camino decayó en detrimento del Camino de Santiago "Francés". A pesar de todo la ruta por Miranda nunca ha dejado de ser utilizada y la ciudad acogió durante 2010 el paso de unos 800 peregrinos, siendo prácticamente el cien por cien de origen extranjero.
La Asociación de Amigos del Camino de Santiago de Miranda de Ebro y el ayuntamiento han potenciado la señalización de la ruta en la proximidad de la ciudad, en concreto entre Ribaguda y Miranda. El trayecto urbano está marcado con unas pequeñas flechas amarillas que guían a los peregrinos por las calles. En Miranda también se pueden encontrar algunos cruceros que datan del siglo XVI.
El albergue Fernán González de la ciudad presta sus servicios a los caminantes, lugar donde se sellan las cartillas del peregrino junto con el SAC y el Punto de Información y Turismo. El sello de la ciudad, diseñado por Raúl Gómez en septiembre de 2006, representa la entrada del peregrino a Castilla través del puente de Miranda.

### Música
Los principales festivales de música de la ciudad son los siguientes:
- Festival de la Canción del Blusa: también conocido como Concurso de Ochotes, fue creado en 1968 y es uno de los actos principales de las fiestas de San Juan del Monte.
- Festival de Ebrovisión: también conocido como Miranda Sound, es un festival de música independiente que se celebra en la ciudad desde el año 2001 congregando a más de 12 000 espectadores.[82] Algunas de las bandas que han participado en este evento son Ocean Colour Scene, Mando Diao, Rinocerose, We are standard, Fangoria, Vetusta Morla, Sidonie, The Raveonettes y Los Planetas, entre otras. Es organizado por la Asociación Cultural Rafael Izquierdo de Miranda de Ebro. La prestigiosa revista Mondosonoro lo calificó como el mejor festival del país en 2010.[83][84]
- Festival El Chantre: creado en el año 2000, es un festival invernal de música que organiza la Asociación Cultural Rafael Izquierdo en colaboración con los hosteleros locales. Algunas de las bandas que han actuado en este festival son, entre otras, The Rockin' Pneumonias, Delorean y The sunday drivers.
- Certamen Semana Coral de Villancicos "Juan de la Encina", organizado por la Coral Juan de la Encina, es un encuentro coral que abarca una semana completa con interpretaciones de villancicos participando Coros y escolanías infantiles, Corales de Adultos y agrupaciones musicales tanto locales como de provincias. Se celebra cada año desde 2003 en las fechas que corresponden a la segunda semana del mes de diciembre tras la festividad del día de la Constitución.

Durante el año también se realizan otros festivales como el Concurso de Jotas, durante las fiestas de San Juan del Monte, el Certamen de Habaneras Ciudad de Miranda, la Semana Coral de Villancicos, la Semana de Música Sacra, el Miranda Urban Festival, celebrado en octubre, o el Miranda Wine Festival, en mayo.
Otro de los eventos culturales más veteranos de Miranda de Ebro es el ciclo de conciertos organizados por el Ateneo Musical Mirandés. El Ateneo Musical Mirandés es una asociación cultural sin ánimo de lucro fundada el 9 de febrero de 1980, con el fin de promover, cultivar y fomentar el desarrollo de la cultura musical y el disfrute de la misma en sus diversas facetas, manteniendo relaciones culturales con entidades similares de España y el extranjero. Desde sus orígenes, el Ateneo Musical Mirandés ha organizado 560 conciertos con la actuación de importantes solistas, dúos, tríos, cuartetos, agrupaciones de cámara y orquestas sinfónicas.

### Gastronomía

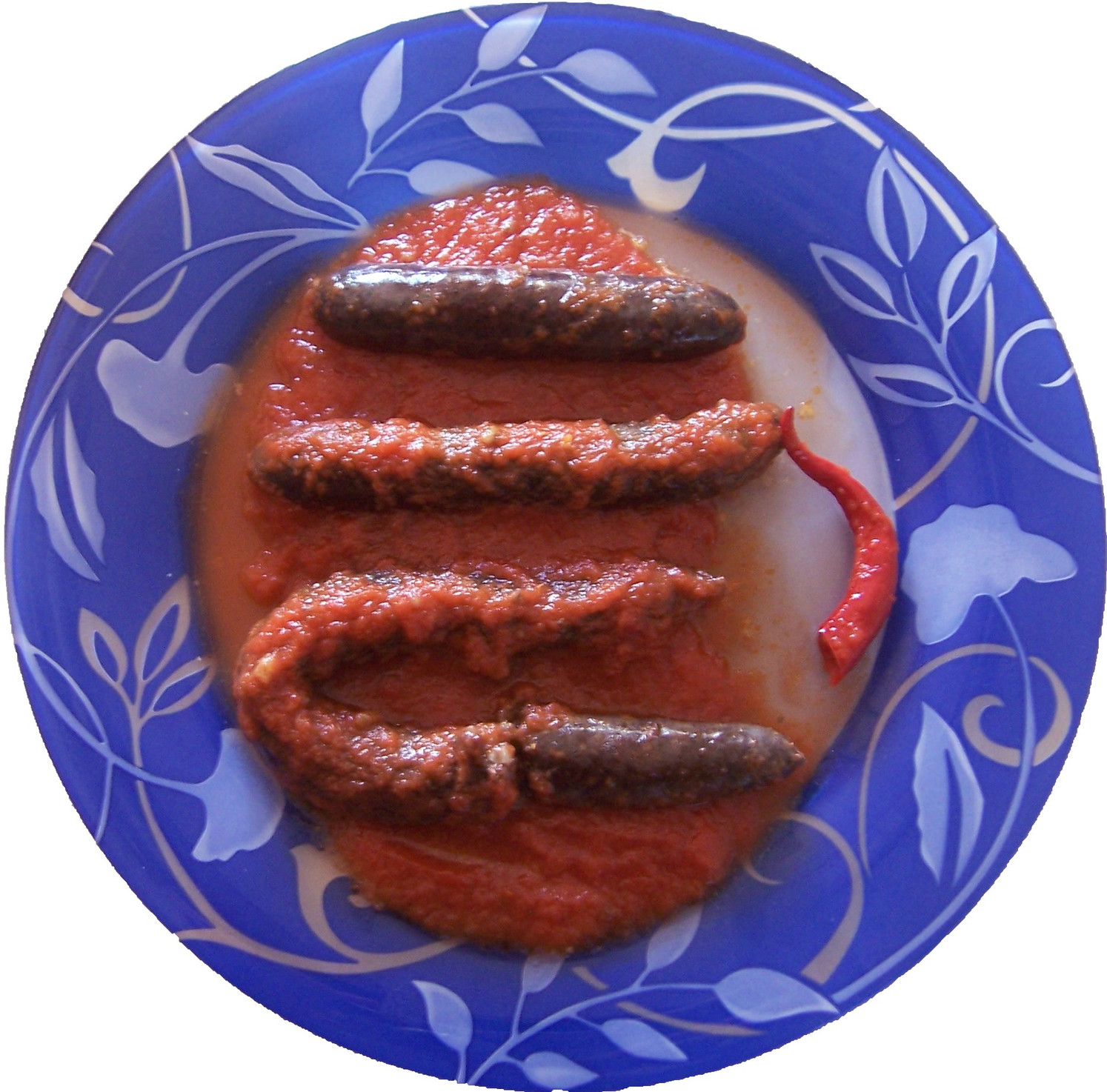
Delgadillas con tomate

La gastronomía mirandesa es muy rica y variada gracias a la privilegiada situación geográfica que ha unido la cocina castellana, riojana y vasca. Cabe destacar la morcilla como plato típico de la ciudad y en especial una variedad llamada "delgadilla", pero no podemos olvidar la "caza con hongos" (incluso se celebran jornadas de degustación) o el pescado entre los platos más solicitados. El vino es pieza fundamental en la gastronomía local gracias a la cercanía de los caldos con D.O. Rioja, incluso una bodega situada en El Ternero, dentro del término municipal de Miranda, es la única de Castilla y León en poseer esta denominación de origen. Durante la Semana Santa la bebida típica es el zurracapote, hecho con vino (normalmente tinto) y frutas, que le da un sabor muy dulzón.
Pero sin duda el bocado más demandado de Miranda de Ebro es el pincho. Tanto es así que desde 2002 se celebra anualmente la Semana del Pincho, un concurso que en su última edición vendió cerca de 60 000 pinchos. Tanta es la aceptación, que en otoño se celebra la Semana del Pincho de Otoño que en 2010 vendió 65 000 degustaciones. Existen en la localidad varias sociedades gastronómicas que promueven diferentes eventos culinarios a lo largo del año.

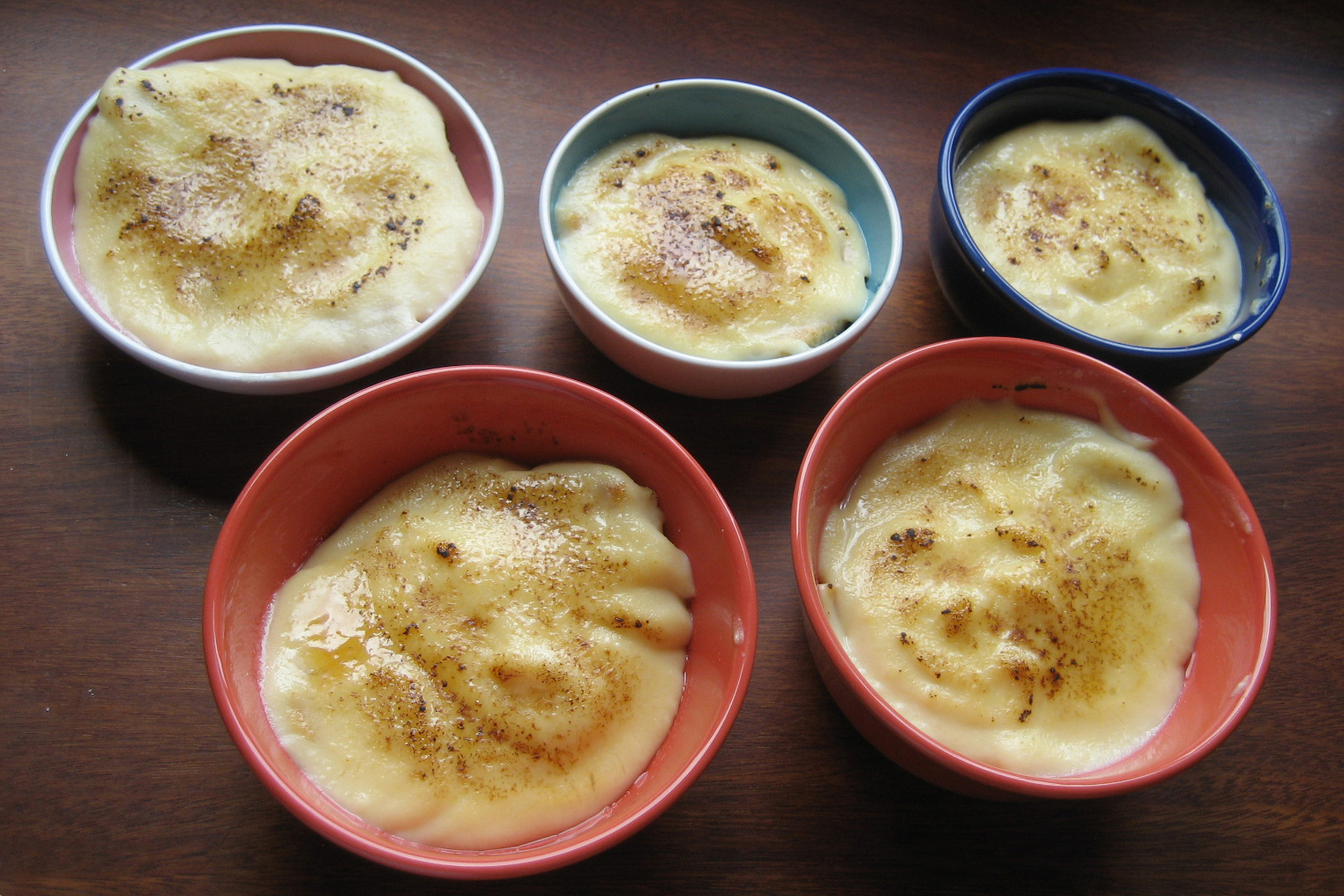
Goshúa

El postre más típico de la ciudad es la goshúa. Se trata de un postre elaborado a base de nata, crema y caramelo. Aunque la mayoría de la gente piense que se trata de una receta vasca, el pastelero local Alberto Bornachea sostiene que su padre fue quien ideó la fórmula partiendo de la crema catalana. Otros postres típicos de Miranda de Ebro son los relacionados con el hojaldre.
La gastronomía mirandesa ha sido premiada en dos de sus cocineros locales. Alberto Molinero fue designado en 2007 mejor cocinero de Castilla y León, mientras que el Restaurante La Fundición (con su cocinero Juan Antonio Villamor a la cabeza) ganó en 2008 el primer premio Bocadillo de autor del certamen Madrid Fusión.
En 2008 se celebró un certamen para elegir un menú exclusivo mirandés que quedó compuesto por un primero llamado Tomate templado Iburus Flumen, un segundo denominado Delgadillas rellenas de bacalao con pil-pil de cocido y un postre de Helado de tarta de queso cuajada al horno con crema de lima y merengue de frambuesa.

### Festividades y eventos

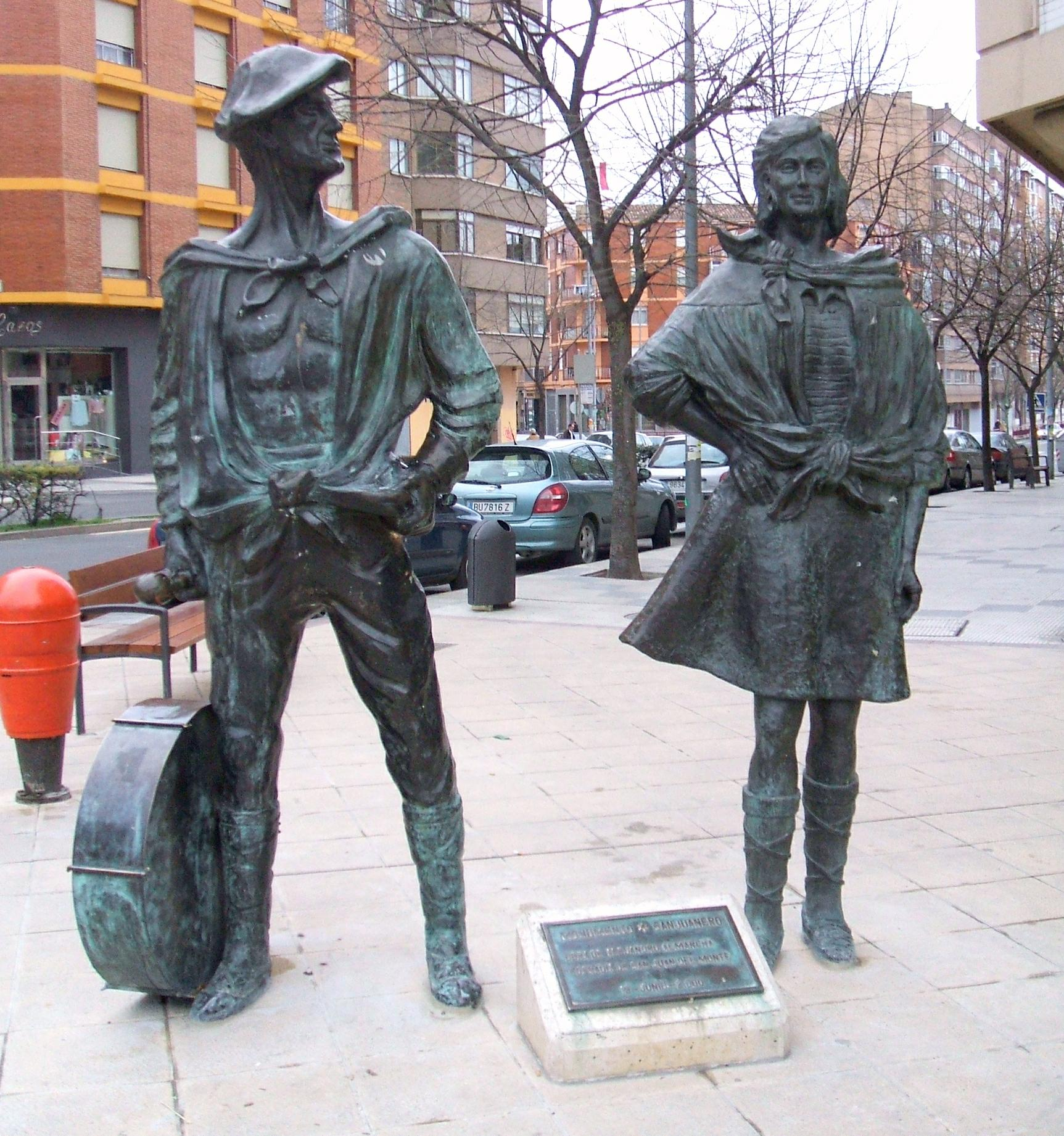
Monumento a los Sanjuaneros (2000-2002), obra de Alejandro Almarcha

Son muchas las fiestas y ferias que se celebran en Miranda de Ebro a lo largo del año. El primer evento relevante del año es la feria de Marzo o feria del Ángel que se celebra el 1 de marzo y su origen se remonta al siglo XIV; se trata de una feria de ganado, maquinaria agrícola y del automóvil. El primer fin de semana de mayo se celebra en la ciudad la feria de Mayo (siglo XIII) que, además, se hace coincidir desde 1997 con un Mercado Medieval y que aglutina a más de 70 000 personas en las calles y plazas del casco histórico. Pero la principal fiesta de Miranda de Ebro es la romería de San Juan del Monte, que se celebra el lunes de Pentecostés y el fin de semana que le precede. Es la actualización de una romería ancestral que se considera en la actualidad la mayor romería del norte español. En ella, la población, organizada en "Cuadrillas", da rienda suelta a su alegría durante tres días con sus noches. Destaca por su colorismo, la música de las charangas y la ausencia de orden social o diferencias entre mirandeses y forasteros. El acto principal es el "Bombazo", cuando entre 8000 y 10 000 mirandeses aguardan a que el Sanjuanero y Sanjuanera Mayores golpeen un bombo emergido del río Ebro. Están declaradas de Interés Turístico Nacional.
En julio se celebra la Concentración de Motos Campturis en la que se dan cita unos 8000 moteros, lo que la convierten en una de las concentraciones más importantes de España tras Pingüinos (Valladolid) y la de Jerez de la Frontera que se celebra durante la prueba del mundial de Motociclismo. Durante veintisiete años fue una concentración invernal que celebraba en marzo, sin embargo en 2010 pasó a celebrarse en julio. Tras unos años de inactividad, en 2017 la organización celebró una nueva edición de la concentración motera.
Agosto y septiembre centran los eventos musicales que más gente congrega de todo el año. Se trata del Petróleo Rock y el Ebrovisión respectivamente. Este último fue catalogado en 2010 por una reconocida revista musical como el tercer mejor festival de España. Asimismo, a lo largo del año también se celebran importantes festivales como el Ebrofest, de música independiente y alternativa; el Miranda Wine Festival, creado en 2019 para promover la cultura del vino de la zona; y el Miranda Urban Festival, cuya primera edición será en octubre de 2019 y aúna música urbana, rap y hip hop.
El 12 de septiembre es el día de la patrona de la ciudad, la Virgen de Nuestra Señora de Altamira. Entre los actos que más afluencia de público congrega destaca el Concurso de Carrozas, los conciertos y la Exhibición de Fuegos Artificiales.
Otras festividades menores son las de San Antón, celebrada el 17 de enero en la cercana ermita de La Nave, el Día de Castilla y León (23 de abril), fecha en la que la ciudad también celebra en Día del Libro con una feria de libreros en el centro.
El día 8 de marzo, Día Internacional de la Mujer, se celebra en Miranda un reconocimiento a las modistillas de esa ciudad, cuya importancia fue decisiva en el desarrollo económico de la ciudad, siendo su representante más conocida Flora Villarreal, pero existiendo muchas otras anónimas que son recordadas en una placa en el casco viejo.

### Deporte

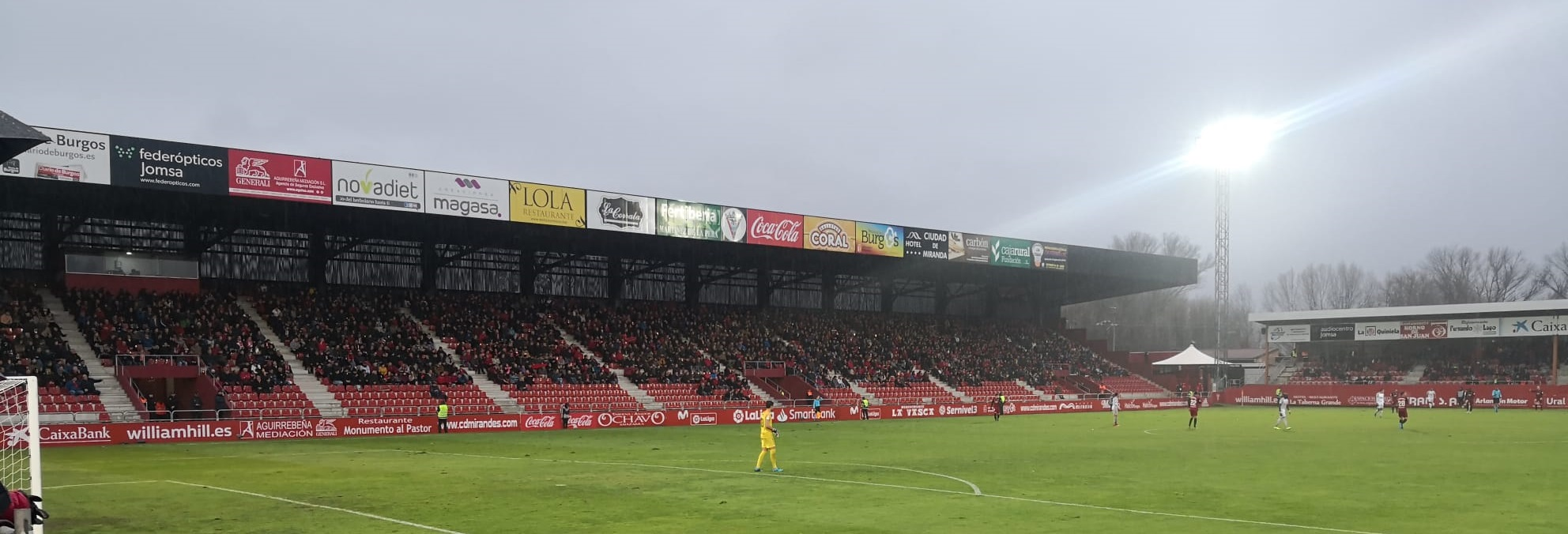
Estadio municipal de Anduva

La ciudad de Miranda de Ebro aglutina la mayoría de sus instalaciones deportivas en el polideportivo municipal de Anduva. Allí se dispone de pistas de tenis, frontón cubierto, piscina climatizada, piscinas de verano, pistas polideportivas, gimnasio, pista de atletismo y un campo de fútbol de hierba natural así como otro de hierba artificial (caucho). Otras instalaciones para la práctica deportiva en la ciudad es el Estadio Municipal de Anduva (fútbol), las instalaciones de La Charca y José García, el Pabellón Multifuncional y el Pabellón del Ebro. La ciudad cuenta también con un circuito de karting, otro de motocross y una pista de aeromodelismo.
Clubes deportivos

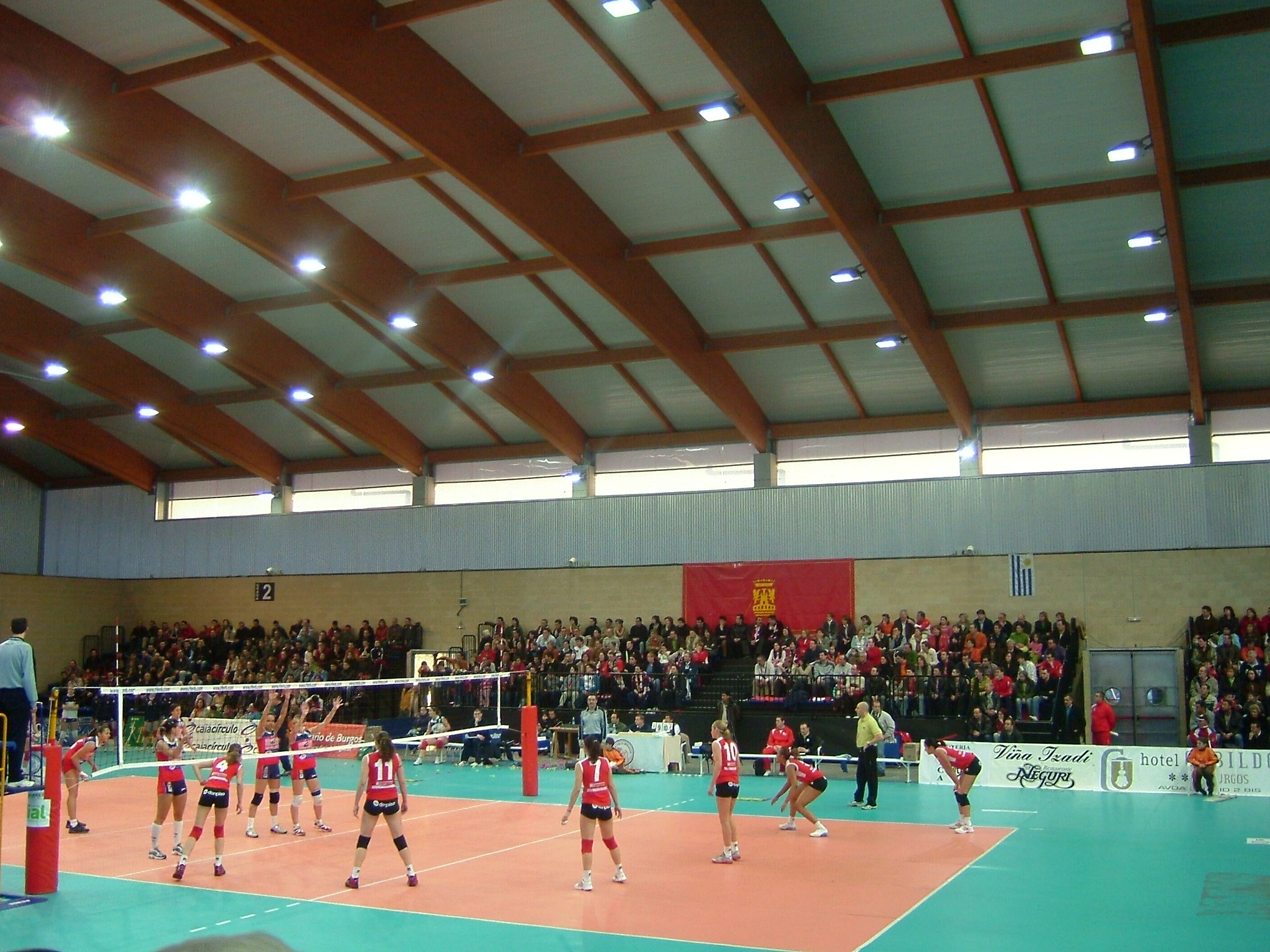
Partido de voleibol en el Pabellón Multifuncional de Bayas

- Club Deportivo Mirandés: es el equipo de fútbol de Miranda de Ebro. Fue fundado en 1927 y en la temporada 2019/20 compite en la Segunda División. El club disputa sus partidos de local en el estadio municipal de Anduva. Entre sus mayores éxitos deportivos se encuentran: cuatro títulos de liga en tercera división, un título de liga en segunda división B, dos copas de Castilla y León, una Copa Federación y llegar en las temporadas 2011/2012 y 2019/2020 a semifinales en la Copa del Rey.
Estrechamente ligado al equipo de fútbol encontramos a su afición, la marea rojilla, una de las más numerosas de su categoría con aproximadamente 3500 socios y representa cerca del 10 % de la población de ciudad.
- Club Vóley Miranda: es un club de voleibol de la ciudad y durante la campaña 2014/15 milita en la Superliga Femenina, la máxima categoría del voleibol en España. Esta será su primera temporada en dicha categoría, aunque en 2010, tras conseguir el ascenso deportivo a Superliga, la falta de patrocinadores imposibilitó al club continuar en la élite profesional. El C.V. Miranda fue fundado en 1979, sin embargo no fue hasta 2006 cuando el equipo se consolidó en las categorías nacionales. Compite bajo el nombre de Atlantic Holding. En su palmarés consta un subtítulo liguero de Superliga 2 (2010), una Copa de la Princesa (2009) y dos subcampeonatos de Copa (2008 y 2010).

Además en la ciudad existen equipos de hockey, atletismo, baloncesto, balonmano, tenis, ciclismo, piragüismo, triatlón, artes marciales y una larga lista de deportes que compiten en otras categorías. En agosto de 2007, el Club Triatlón Miranda consiguió la medalla de plata en el ironman de Flensburg mientras que uno de sus componentes, Raúl Delgado, obtuvo el octavo puesto.
El Club Mirandés de Montaña es el referente de los deportes de montaña y senderismo desde su constitución en 1957
Eventos deportivos
- Cross Nacional Príncipe de España: Cross nacional que se viene desarrollando desde 1986. Su fecha de celebración es durante el primer fin de semana de marzo y congrega a más de 3000 atletas de diferentes puntos del país. Los últimos años ha sido atrasado por diferentes causas.[97]
- Torneo de Fútbol Infantil de La Charca: torneo de fútbol que se celebra desde 2000 entre los equipos infantiles de diferentes clubes de primera división como el Real Madrid, Atlético de Madrid, FC Barcelona o Athletic Club. El equipo que más veces ha ganado es el Barça con seis torneos consecutivos.[98]
- Concentración de Motos Campturis: Durante veintisiete años fue una concentración invernal y una cita de las más destacadas e importantes de España junto con la de Pingüinos en Valladolid, sin embargo en 2010 pasó a celebrarse en julio, hasta llegar a desaparecer en años posteriores. Se daban cita unos 9000 moteros y el acto más destacado era la prueba de aceleración.
- Vuelta a Burgos: Esta competición ciclista se celebra todos los años a mediados de agosto y suele tener a Miranda de Ebro como final de alguna etapa.

Algunos eventos deportivos ya son tradición en la ciudad. Es el caso de la Media Maratón Ciudad de Miranda (con 537 corredores en su última edición) y la San Silvestre Popular celebrada el último día del año.

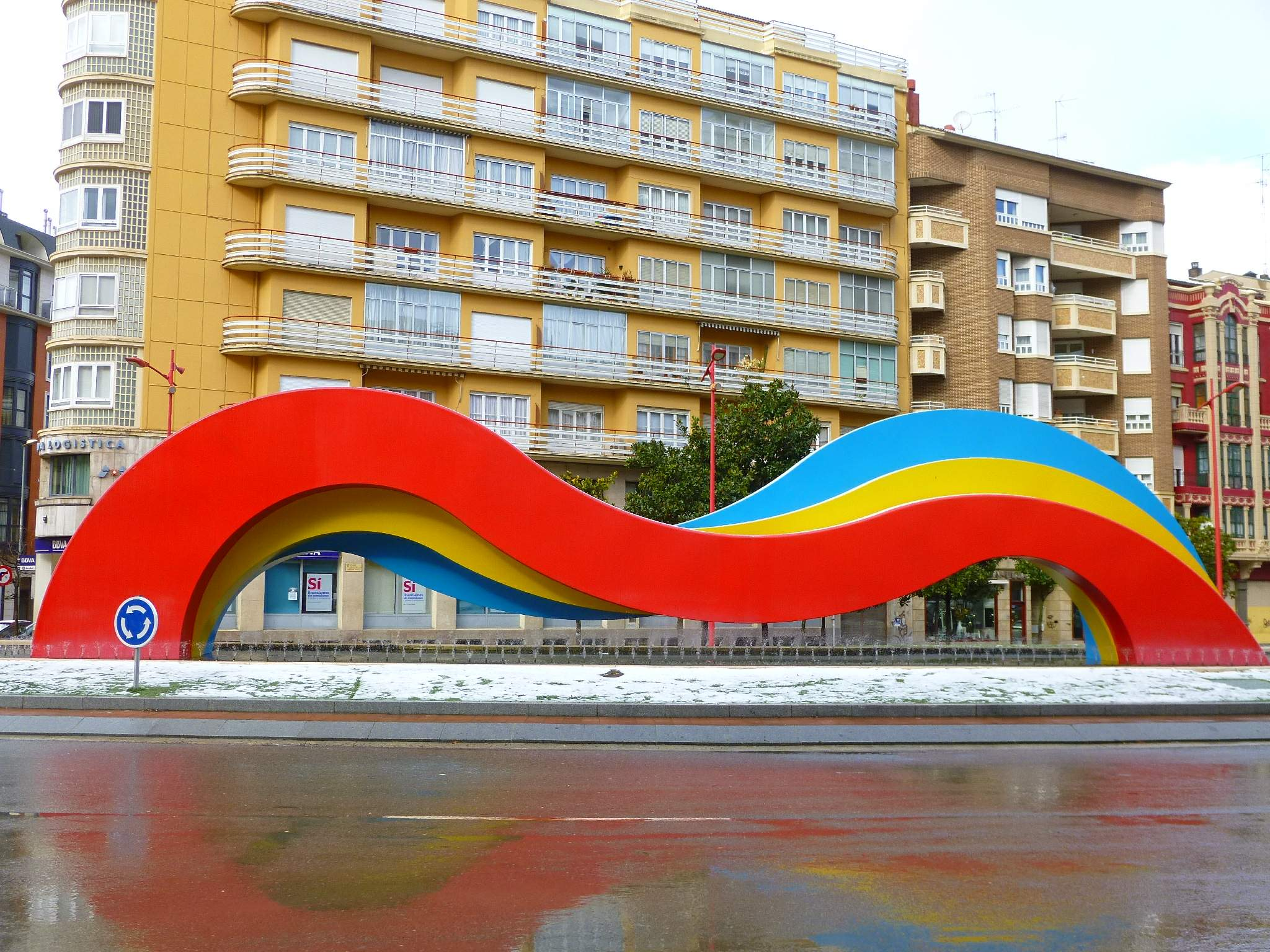
Escultura 'Vivir Miranda', erigida en 2010

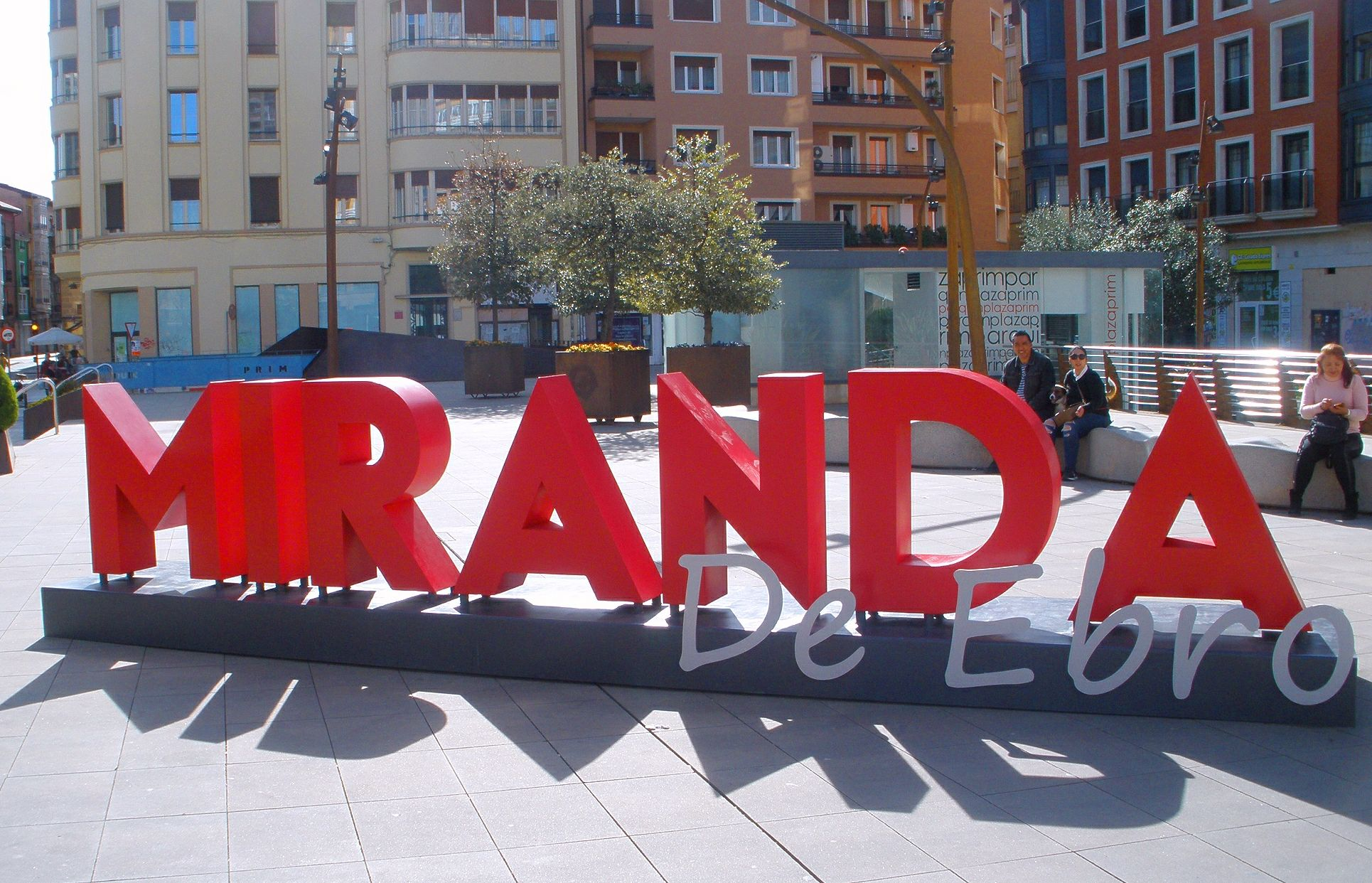
Letras 'Miranda de Ebro', erigidas en la Plaza Prim en 2023

### Ciudades hermanadas
Miranda de Ebro está hermanada con la comuna francesa de Vierzon desde 1992. Por el impulso europeísta en este hermanamiento, el 22 de octubre de 1994 fue concedido a Miranda de Ebro el trofeo Estrella de Oro de Europa, rubricado por Jacques Delors.
El 12 de diciembre de 2024 se formalizó un nuevo hermanamiento, esta vez con la ciudad palestina de Beit Sahour, tras la recepción de las autoridades locales en el ayuntamiento mirandés.